# 施設科
施設科（しせつか、英: Engineer）は、陸上自衛隊の職種の一つである。戦闘部隊を支援するため、各種施設器材をもって障害の構成・処理、陣地の構築、渡河等の作業を行うとともに、施設器材の整備等を行う。諸外国の軍隊や旧日本軍における工兵科にあたる。職種標識の色はえび茶。　

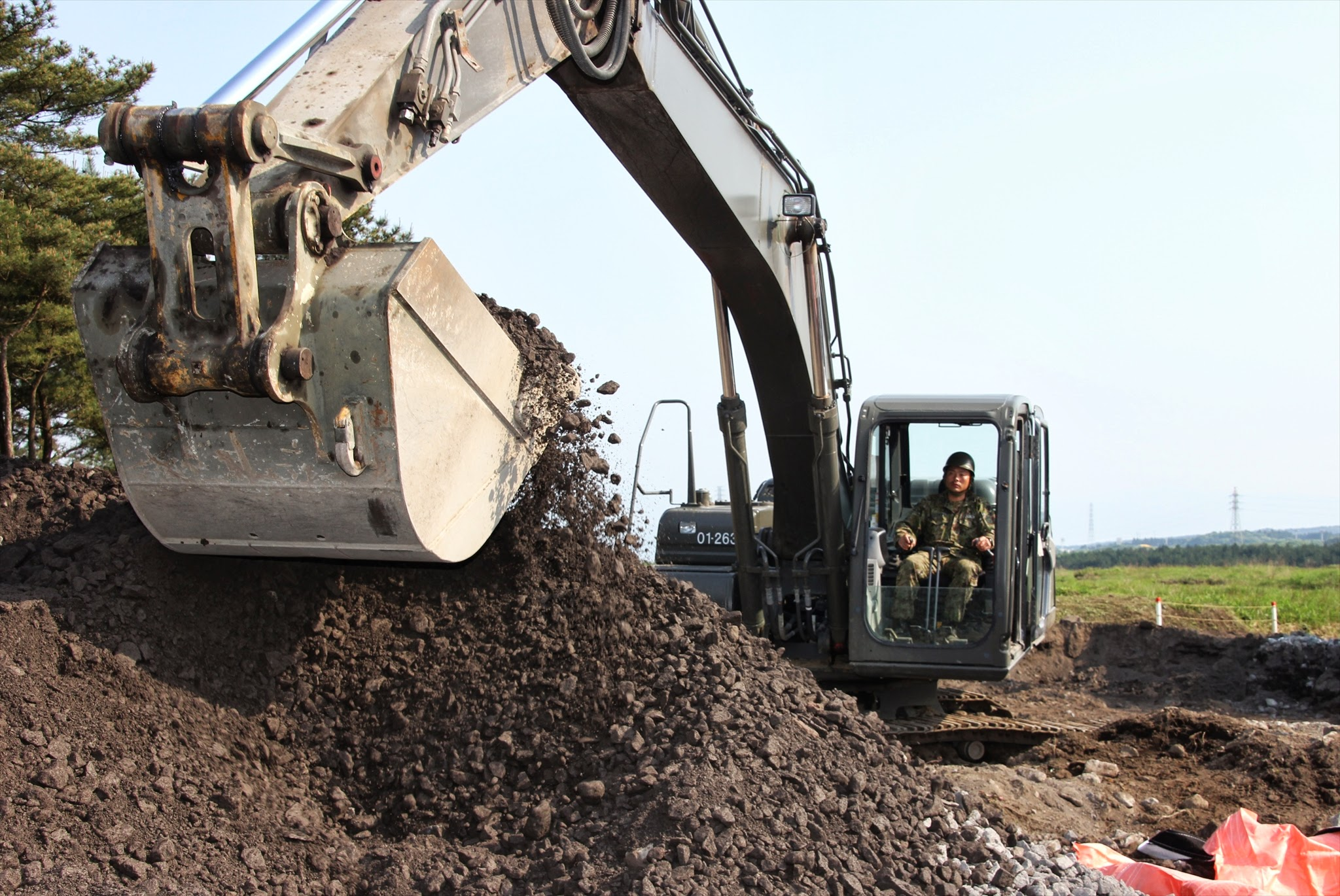
重機（油圧ショベル）を操作する第5施設群の隊員

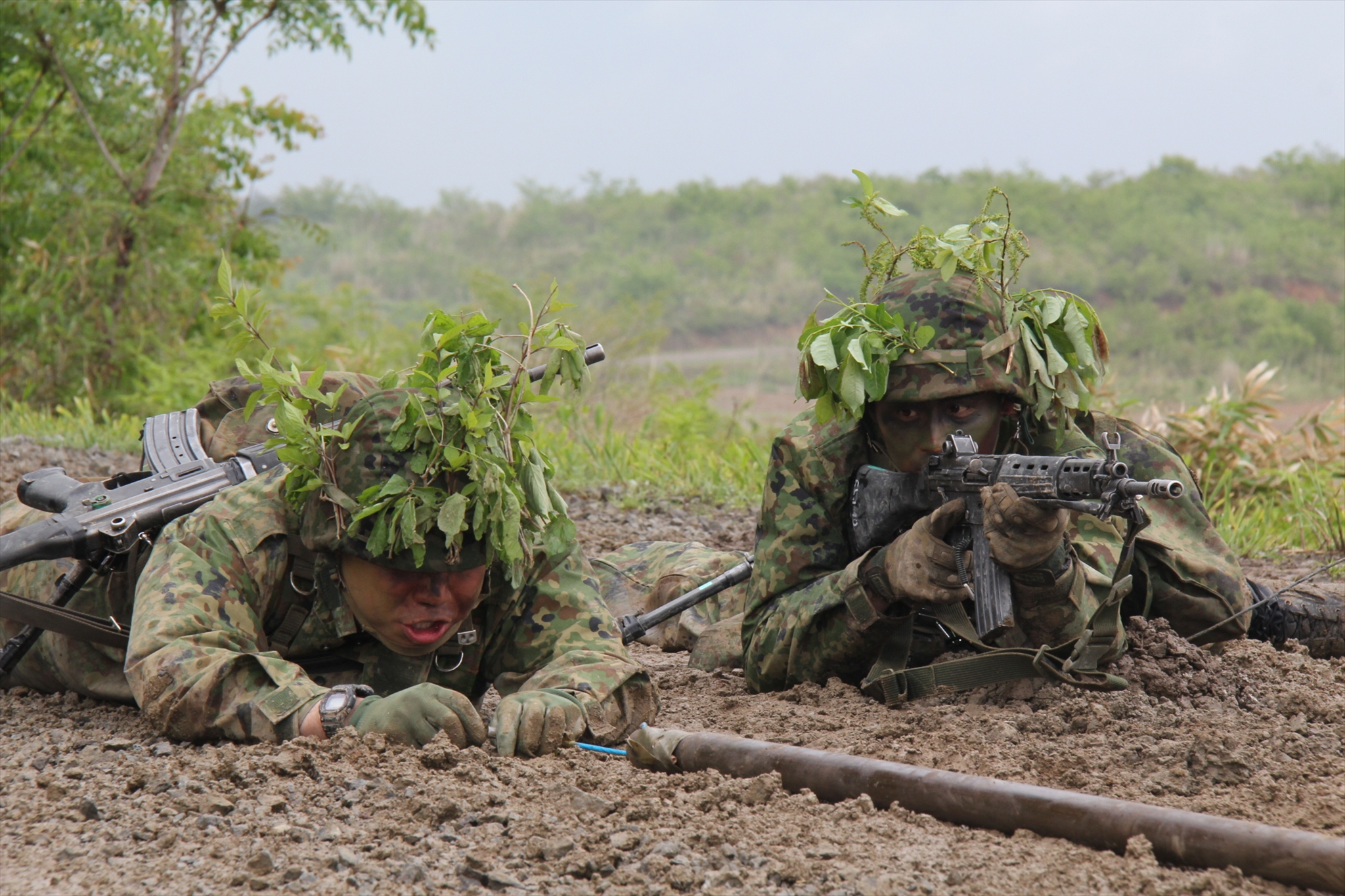
破壊筒による障害処理の訓練

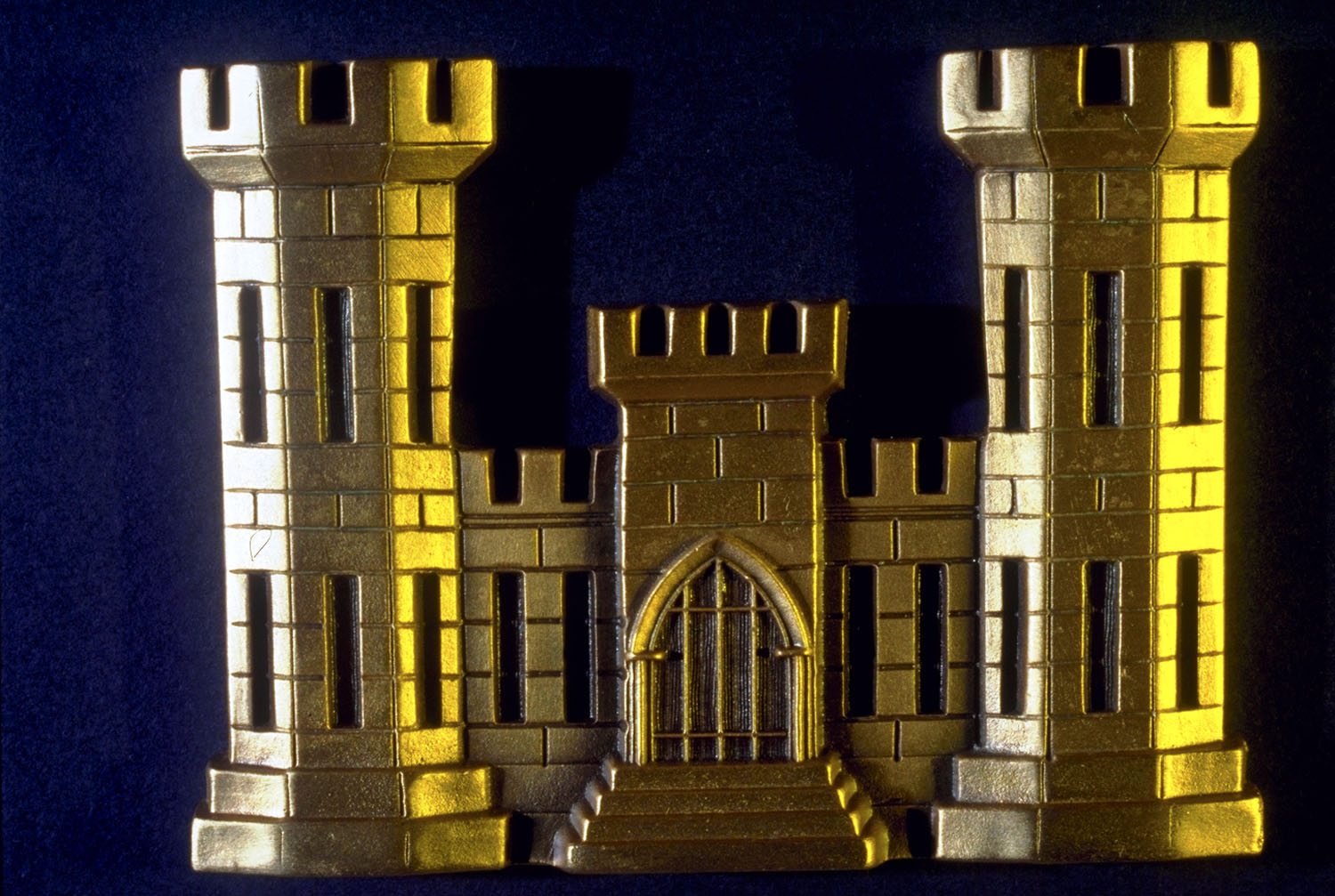
陸上自衛隊の施設科の職種徽章に類似する、米陸軍工兵科の兵科区分徽章。

## 概要
作戦の全局面において施設技術能力を駆使し、主として戦闘支援および兵站支援を行って諸部隊を支援することを任務とする。地雷原や対戦車壕等の障害の構成や処理、道路や橋梁等の破壊や構築あるいは修復、各種渡河機材を用いた渡河支援、陣地の構築など、第一線部隊に戦闘力を発揮させるための支援の他、交通路、離着陸場、港等の建設・維持、不動産業務の技術援助などの兵站を維持するための支援、測量および地図の作成・航空写真の複製を行う。通常は施設科部隊自らが第一線に立って戦闘することは少ないが、敵陣前における地雷原の強行処理のような極めて危険な任務を遂行すること もあり、特に必要な場合、予備戦力部隊として近接戦闘にも当たる。
任務の特性上、多くの建設機械を保有しているため災害派遣や国際貢献などでも施設科が活躍する。自衛隊草創期に多く行われた土木工事等の受託でも施設科部隊が多く運用され、初のPKO活動となった自衛隊カンボジア派遣においては施設大隊、自衛隊東ティモール派遣では施設群が派遣された。2010年（平成22年）には1月に発生したハイチ地震 (2010年)に対する国際貢献（国際連合ハイチ安定化ミッション(MINUSTAH)）の一環として陸上自衛隊の施設科部隊が主力となり、のべ3年間にわたり復興活動を行った（詳細は自衛隊ハイチPKO派遣を参照）。2011年7月に北部スーダンから分離独立を果たした南スーダン共和国の施設基盤整備を行うため、2012年（平成24年）から2017年（平成29年）まで施設科を主力とした500名程度の部隊が派遣された（詳細は自衛隊南スーダン派遣を参照）。

## 施設科部隊
施設科又はこれと同種の部隊として、施設団本部および本部付隊、施設群本部および本部管理中隊、施設大隊、架橋中隊、施設器材（中）隊、ダンプ車両中隊、施設（中）隊、水際障害中隊、空挺団施設中隊、水陸機動団施設中隊、教育支援施設隊、施設教導隊が、施設科又はこれと同種の機関として、陸上自衛隊施設学校がある。
部隊編制として、最も規模の大きなものは施設団であり5個の各方面隊に1個ずつ編成されている。その隷下に2から3個の施設群が編合される。施設器材隊（架橋中隊、特殊器材中隊）、ダンプ車両中隊、施設隊が施設団直轄に、施設団直轄または隷下の施設群の中に編制として水際障害中隊がある。また、各師団には施設大隊が各旅団には施設隊が置かれている。そのほか、各普通科連隊隷下の本部管理中隊には施設作業小隊が、即応機動連隊、戦車連隊、第11普通科連隊隷下の本部管理中隊には施設小隊が、中央即応連隊、第1空挺団、水陸機動団には施設中隊が編成されている。また、後方支援部隊の施設直接支援大隊などの部隊も施設科隊員を主力として編成される。
職種学校は、勝田駐屯地に所在する陸上自衛隊施設学校、教導部隊は、同校直轄の施設教導隊、富士教導団隷下の教育支援施設隊である。その他、化学科と装備が共通するも人員除染に関しては施設科も一部担当する。

陸上自衛隊関東補給処古河支処、陸上自衛隊北海道補給処苗穂支処が、施設器材の出納、保管、補給、整備および技術検査の実施並びに施設車両の自動車番号に関する事務および保安検査の実施に関することを行っている。
方面隊直轄施設団
- 第3施設団（南恵庭駐屯地）北部方面隊
  - 第12施設群（3個施設中隊基幹）
    - 第398施設中隊「築城・障害」
    - 第399施設中隊「機動支援」
    - 第400施設中隊「交通」

  - 第13施設群（3個施設中隊、1個水際障害中隊基幹）
    - 第360施設中隊「機動支援」
    - 第361施設中隊「交通」
    - 第383施設中隊「築城・障害」
    - 第302水際障害中隊

  - 第14施設群（3個施設中隊基幹）
    - 第395施設中隊「築城・障害」
    - 第396施設中隊「機動支援」
    - 第397設施中隊「交通」

  - 第105施設器材隊
  - 第303ダンプ車両中隊
- 第2施設団（船岡駐屯地）東北方面隊
  - 第10施設群（2個施設中隊基幹）
    - 第384施設中隊「築城、障害」
    - 第387施設中隊「交通」

  - 第11施設群（2個施設中隊基幹）
    - 第357施設中隊「交通」
    - 第377施設中隊「築城・障害」

  - 第104施設器材隊
  - 第301水際障害中隊
  - 第312ダンプ車両中隊
- 第1施設団（古河駐屯地）東部方面隊
  - 第4施設群（2個施設中隊基幹）
    - 第364施設中隊「交通」
    - 第388施設中隊「築城・障害」

  - 第5施設群（2個施設中隊基幹）
    - 第392施設中隊「築城・障害」
    - 第394施設中隊「交通」

  - 第101施設器材隊
  - 第301ダンプ車両中隊
  - 第306施設隊
  - 第307施設隊
- 第4施設団（大久保駐屯地）中部方面隊
  - 第6施設群（2個施設中隊基幹）
    - 第372施設中隊「交通」
    - 第402施設中隊「築城・障害」

  - 第7施設群（2個施設中隊基幹）
    - 第380施設中隊「築城･障害」
    - 第382施設中隊「交通」

  - 第304施設隊
  - 第305施設隊
  - 第102施設器材隊
  - 第307ダンプ車両中隊
  - 第304水際障害中隊
- 第5施設団（小郡駐屯地）西部方面隊
  - 第2施設群（3個施設中隊基幹）
    - 第367施設中隊「機動支援」
    - 第368施設中隊「交通」
    - 第401施設中隊「築城・障害」

  - 第9施設群（3個施設中隊基幹）
    - 第375施設中隊「機動支援」
    - 第376施設中隊「交通」
    - 第391施設中隊「築城・障害」

  - 第103施設器材隊
  - 第303水際障害中隊
  - 第305ダンプ車両中隊

師団直轄施設大隊
- 第1施設大隊（朝霞駐屯地）第1師団
- 第2施設大隊（旭川駐屯地）第2師団
- 第3施設大隊（大久保駐屯地）第3師団
- 第4施設大隊（大村駐屯地）第4師団
- 第6施設大隊（神町駐屯地）第6師団
- 第7施設大隊（東千歳駐屯地）第7師団
- 第8施設大隊（川内駐屯地）第8師団
- 第9施設大隊（八戸駐屯地）第9師団
- 第10施設大隊（春日井駐屯地）第10師団

旅団直轄施設隊
- 第5施設隊（帯広駐屯地）第5旅団
- 第11施設隊（真駒内駐屯地）第11旅団
- 第12施設隊（新町駐屯地）第12旅団
- 第13施設隊（海田市駐屯地）第13旅団
- 第14施設隊（徳島駐屯地）第14旅団
- 第15施設隊（那覇駐屯地）第15旅団

防衛大臣直轄機関・部隊
- 陸上自衛隊施設学校
  - 施設教導隊（勝田駐屯地）
- 陸上自衛隊富士学校
  - 富士教導団
    - 教育支援施設隊（滝ケ原駐屯地）

## 施設団
施設団（しせつだん）は、方面隊直轄部隊で、施設科部隊としては最大の部隊単位である。各方面隊に1個ずつ置かれており、方面隊隷下部隊への施設作業支援を任務とし、陸将補が指揮を執る。施設団本部、施設団本部付隊をはじめ、2個の施設群（第3施設団のみ3個）、施設器材隊およびダンプ車両中隊等の直轄部隊からなる。
施設団本部付隊
施設団本部付隊（しせつだんほんぶつきたい）は、団本部の旗本部隊として、団本部の幕僚活動の支援等を実施し、併せて団の通信組織の維持・運営、各種偵察活動、後方支援等を行う部隊である。付隊本部、通信班、偵察班と団本部各科に配置されている団本部班で編成される。

## 施設群
施設群（しせつぐん）は、施設団の主な構成部隊であり、施設群本部および本部管理中隊、2～3個の施設中隊（第13施設群のみ水際障害中隊が編合されている）からなる施設科職種の編合部隊である。
1952年（昭和27年）10月15日に勝田駐屯地で独立第1施設群が方面隊直轄部隊として編成されたのを皮切りに順次編成された。1961年（昭和36年）8月に施設団が各方面隊に編成されると、その隷下に編合された。第14施設群まで編成されているが3個施設群が廃止されたため2024年（令和6年）6月現在、11個群が編成されている。1999年（平成11年）3月から、第11施設群を皮切りに施設中隊の機能別化改編が始まり、2017年（平成29年）3月の第12施設群で改編が完了した。
施設群の一覧
※太字は、廃止部隊。
- 第1施設群（南恵庭駐屯地）第3施設団：3個施設中隊基幹
  - 第104施設大隊を改編。2004年（平成16年）3月29日廃止。

- 第2施設群（飯塚駐屯地）第5施設団：3個施設中隊基幹
  - 第108施設大隊を改編。
- 第3施設群（座間分屯地）第1施設団：
  - 第102建設大隊を改編。2001年（平成13年）3月26日廃止。
- 第4施設群（座間駐屯地）第1施設団：2個施設中隊基幹
  - 第104建設大隊を改編。
- 第5施設群（高田駐屯地）第1施設団：2個施設中隊基幹
  - 第107施設大隊を改編。
- 第6施設群（豊川駐屯地）第4施設団：3個施設中隊基幹
  - 第101建設大隊を改編。
- 第7施設群（大久保駐屯地）第4施設団：2個施設中隊基幹
  - 第105建設大隊を改編。
- 第8施設群（善通寺駐屯地）第4施設団：
  - 第109施設大隊を改編。1999年（平成11年）3月29日廃止。第305施設隊へ改編。
- 第9施設群（小郡駐屯地）第5施設団：3個施設中隊基幹
  - 第106施設大隊を改編。
- 第10施設群（船岡駐屯地）第2施設団：3個施設中隊基幹
  - 第103建設大隊を改編。
- 第11施設群（福島駐屯地）第2施設団：2個施設中隊基幹
  - 第105施設大隊を改編。
- 第12施設群（岩見沢駐屯地）第3施設団：3個施設中隊基幹
  - 第102施設大隊を改編。
- 第13施設群（幌別駐屯地）第3施設団：3個施設中隊、1個水際障害中隊基幹
  - 第103施設大隊を改編。
- 第14施設群（上富良野駐屯地）第3施設団：3個施設中隊基幹

施設群本部管理中隊
施設群本部管理中隊（しせつぐんほんぶかんりちゅうたい）は、糧食、燃料等の補給業務、通信網の構成、傷病者の救護、偵察活動等により、群本部および各中隊の活動を支援する中隊である。中隊本部、通信班、偵察班、衛生班、補給班等から編成されている。
施設群の新編時は、本部中隊として編成されたが逐次本部管理中隊へと改編された。

## 施設大隊
施設大隊（しせつだいたい）は、施設科職種の隊員で編成される陸上自衛隊の部隊である。師団隷下の施設大隊と100番台の称号の独立施設大隊がある。また、カンボジア派遣施設大隊が国際貢献のため臨時に編成された。

### 師団施設大隊
師団施設大隊（しだんしせつだいたい）は、師団隷下の施設科部隊である。大隊長は2等陸佐で師団司令部の施設課長を兼務する。各師団の直轄部隊として13個大隊が編成されたが一部は師団の旅団化に伴い廃止された。
施設大隊の一覧
※太字は、廃止部隊。
- 第1施設大隊（朝霞駐屯地）第1師団：3個施設中隊基幹
- 第2施設大隊（旭川駐屯地）第2師団：4個施設中隊基幹
- 第3施設大隊（大久保駐屯地）第3師団：3個施設中隊基幹
- 第4施設大隊（大村駐屯地）第4師団：3個施設中隊基幹
- 第5施設大隊（帯広駐屯地）第5師団：2004年（平成16年）3月29日、旅団化に際し、第5施設中隊へ縮小改編。
- 第6施設大隊（神町駐屯地）第6師団：3個施設中隊基幹
- 第7施設大隊（東千歳駐屯地）第7師団：4個施設中隊基幹
- 第8施設大隊（川内駐屯地）第8師団：3個施設中隊基幹
- 第9施設大隊（八戸駐屯地）第9師団：3個施設中隊基幹
- 第10施設大隊（春日井駐屯地）第10師団：3個施設中隊基幹
- 第11施設大隊（真駒内駐屯地）第11師団：2008年（平成20年）3月26日、旅団化に際し、第11施設中隊へ縮小改編。
- 第12施設大隊（新町駐屯地）第12師団：2001年（平成13年）3月27日、旅団化に際し、第12施設中隊へ縮小改編。
- 第13施設大隊（海田市駐屯地）第13師団：1999年（平成11年） 3月29日、旅団化に際し、第13施設中隊に縮小改編。

師団施設大隊の沿革
管区隊施設大隊の新編
- 1951年（昭和26年）5月1日：

1. 警察予備隊第1管区隊第1施設大隊が豊川駐屯地において編成完結。
2. 警察予備隊第2管区隊第2施設大隊が美幌駐屯地において編成完結。
3. 警察予備隊第3管区隊第3施設大隊が善通寺駐屯地において編成完結。
4. 警察予備隊第4管区隊第4施設大隊が鹿屋駐屯地において編成完結。

- 1952年（昭和27年）
  - 1月5日：第510施設大隊が福知山駐屯地から豊川駐屯地に移駐し、第1施設大隊に、従来の第1施設大隊は第510施設大隊にそれぞれ改編。
  - 1月23日：第3施設大隊が善通寺駐屯地から千僧駐屯地に移駐。
  - 6月15日：第2施設大隊が美幌駐屯地から千歳駐屯地へ移駐（臨時千歳部隊編成）。
  - 7月7日：第4施設大隊が鹿屋駐屯地から竹松駐屯地に移駐。
  - 10月6日：第2施設大隊が千歳駐屯地から旭川駐屯地へ移駐。

- 1954年（昭和29年）
  - 2月15日：第1施設大隊が豊川駐屯地から南古河駐屯地に移駐。
  - 9月25日：

  1. 第5施設大隊が帯広駐屯地において編成完結。
  2. 第6管区隊編成により、第6施設大隊が南古河駐屯地において編成完結。第6管区隊の隷下となる。

  - 12月22日：第6施設大隊が南古河駐屯地から福島駐屯地に移駐。

混成団施設大隊の新編
- 1955年（昭和31年）1月25日：第7混成団編成により、第7施設大隊が南恵庭駐屯地において編成完結。真駒内駐屯地へ移駐。
- 1956年（昭和31年）1月25日：第8混成団編成により、第8施設大隊が竹松駐屯地において編成完結。
- 1957年（昭和32年）
  - 2月20日：第9混成団編成により、第9施設大隊（第1施設中隊および第2施設中隊で編成）が福島駐屯地で編成完結 。
  - 2月21日：第9施設大隊が第9混成団に隷属。
  - 3月5日：第9施設大隊が福島駐屯地から八戸駐屯地に移駐。
  - 3月26日：第8施設大隊が竹松駐屯地から北熊本駐屯地に移駐。
  - 12月7日：第105施設大隊が久居駐屯地から神町駐屯地へ移駐。第6管区隊の隷下となる。

- 1958年（昭和33年）6月26日：第10混成団編成により、第10施設大隊（2個施設中隊基幹）が千僧駐屯地において編成完結。大久保駐屯地へ移駐。
- 1960年（昭和35年）
  - 3月21日：第10施設大隊が大久保駐屯地から豊川駐屯地に移駐。
  - 7月：第105施設大隊が第6管区隊隷下を離れ、東北方面隊隷下となる。
  - 8月12日：

  1. 第6施設大隊（福島駐屯地）が第105施設大隊へ改称。
  2. 第105施設大隊（神町駐屯地）が第6施設大隊に改称され再び第6管区隊の隷下となる。第4施設中隊を新編。

- 1961年（昭和36年）2月28日：第7施設大隊第3施設中隊が新編（第7混成団機械化部隊に改編）。

師団施設大隊の新編
- 1962年（昭和37年）
  - 1月18日：

  1. 第1管区隊の第1師団への改編に伴い、第1師団第1施設大隊が古河駐屯地で編成完結。
  2. 第2管区隊の第2師団への改編に伴い、第2師団第2施設大隊が旭川駐屯地で編成完結。
  3. 第3管区隊の第3師団への改編に伴い、第3師団第3施設大隊が千僧駐屯地で編成完結。
  4. 第4管区隊の第4師団への改編に伴い、第4師団第4施設大隊が竹松駐屯地で編成完結。
  5. 第7施設大隊が真駒内駐屯地から東千歳駐屯地に移駐｡
  6. 第10混成団の第10師団への改編により、第10師団第10施設大隊が豊川駐屯地で編成完結。第3施設中隊を新編。
  7. 第11師団編成に伴い、第11施設大隊が真駒内駐屯地で編成完結。
  8. 第12師団編成に伴い、第12施設大隊が古河駐屯地で編成完結。編成完結後、新町駐屯地へ移駐。
  9. 第13師団編成に伴い、第13施設大隊が千僧駐屯地で編成完結。

  - 1月23日：第13施設大隊が海田市駐屯地へ移駐。
  - 8月15日：

  1. 第6管区隊の第6師団への改編に伴い、第6師団第6施設大隊が神町駐屯地で編成完結。第4施設中隊を廃止。
  2. 第7混成団の第7師団への改編に伴い、第7師団第7施設大隊が東千歳駐屯地で編成完結。大隊給水班は第7補給隊に編成替え｡
  3. 第8混成団の第8師団への改編に伴い、第8師団第8施設大隊が北熊本駐屯地で編成完結。第3施設中隊を新編。
  4. 第9混成団の第9師団への改編により、第9師団第9施設大隊が八戸駐屯地で編成完結。第3施設中隊を新編。

- 1963年（昭和38年）
  - 8月：第7施設大隊に60式装甲車装備｡
  - 12月：第7施設大隊に戦車橋（試作品）および雪上車装備｡

- 1967年（昭和42年）3月10日：第10施設大隊が豊川駐屯地から春日井駐屯地へ移駐。
- 1970年（昭和45年）3月10日：

1. 第3師団の甲師団への改編に伴い、第3施設大隊第4施設中隊を新編。
2. 第6師団の甲師団への改編に伴い、第6施設大隊第4施設中隊を再編。

- 1974年（昭和49年）3月26日：第4施設大隊が竹松駐屯地から大村駐屯地に移駐。
- 1978年（昭和53年）12月：第9施設大隊施設後期新隊員教育隊を「まべち隊」と命名。
- 1979年（昭和53年）4月：第7施設大隊に75式ドーザ装備｡

- 1981年（昭和56年）3月25日：

1. 第7師団の機甲師団への改編に伴い、第7施設大隊第4施設中隊を新編、攻撃支援小隊を廃止、衛生小隊が衛生班に改編｡
2. 第8師団の甲師団への改編に伴い、第8施設大隊第4施設中隊を新編。

- 1985年（昭和60年）3月25日：第8施設大隊が北熊本駐屯地から川内駐屯地に移駐。

- 1991年（平成03年）8月：

1. 第6施設大隊特定部隊（第4施設中隊を教育中隊に指定）が編成完結。
2. 第8施設大隊特定部隊（第4施設中隊を教育中隊に指定）が編成完結。

- 1994年（平成06年）
  - 3月23日：第3施設大隊が千僧駐屯地から大久保駐屯地へ移駐。
  - 3月28日：第3師団が乙師団に改編。第3施設大隊第4施設中隊を廃止。
- 1995年（平成07年）
  - 1月：第7施設大隊に91式戦車橋装備。
  - 3月：第7施設大隊に92式地雷原処理車装備。
  - 3月28日：第2施設大隊改編 渡河器材小隊改編。第9普通科連隊廃止および第2戦車連隊編成により、同本部管理中隊施設小隊編成要員差出。

旅団の新編による施設中隊への縮小改編
- 1999年（平成11年）
  - 3月：

  1. 第6師団改編。第6施設大隊（第4施設中隊を即応予備自衛官担当中隊に指定）が編成完結。
  2. 第38普通科連隊の改編に伴い、隊員35名が第9施設大隊に配置。

  - 3月29日：第13師団の旅団化に伴い、第13施設大隊が第13施設中隊に海田市駐屯地で縮小改編。

- 2000年（平成12年）3月28日：

1. 第7施設大隊に交通小隊、軽架橋小隊を新編。
2. 第7施設大隊第4施設中隊をコア化｡
3. 第7施設大隊の整備部門（本部管理中隊整備小隊等）を第7後方支援連隊第1整備大隊施設整備隊へ移管。

- 2001年（平成13年）
  - 3月2日：第1施設大隊が古河駐屯地から朝霞駐屯地に移駐。
  - 3月27日：第12師団の旅団化に伴い、第12施設大隊が第12施設中隊へ新町駐屯地で縮小改編。
  - 11月：第6施設大隊創隊50周年。
- 2002年（平成14年）3月27日：第1施設大隊の整備部門（本部管理中隊整備小隊等）を第1後方支援連隊第1整備大隊施設整備隊へ移管。

- 2003年（平成15年）3月27日：第4施設大隊の整備部門（本部管理中隊整備小隊等）を第4後方支援連隊第1整備大隊施設整備隊へ移管。

- 2004年（平成16年）3月29日：

1. 第5師団の旅団化改編にともない第5施設大隊を廃止し第5施設中隊へ縮小改編。
2. 第10施設大隊の整備部門（本部管理中隊整備小隊等）を第10後方支援連隊第1整備大隊施設整備隊等へ移管。第10施設大隊第4施設中隊（即応予備中隊）を新編。

- 2005年（平成17年）
  - 3月：第7施設大隊に施設作業車装備。
  - 3月28日：第8施設大隊の整備部門（本部管理中隊整備小隊等）を第8後方支援連隊第1整備大隊施設整備隊へ移管。
- 2006年（平成18年）3月27日：

1. 第3施設大隊の整備部門（本部管理中隊整備小隊等）を第3後方支援連隊第1整備大隊施設整備隊へ移管。
2. 第6施設大隊第4施設中隊を廃止。第6施設大隊の整備部門（本部管理中隊整備小隊等）を第6後方支援連隊第1整備大隊施設整備隊へ移管。

- 2008年（平成20年）3月26日：

1. 第2施設大隊の整備部門（本部管理中隊整備小隊等）を第2後方支援連隊第1整備大隊施設整備隊へ移管。
2. 第11師団の第11旅団への改編に伴い、第11施設大隊が第11施設中隊へ縮小改編。

- 2010年（平成22年）
  - 3月25日：第9施設大隊本部管理中隊器材小隊、本部管理中隊整備小隊を廃止。
  - 3月26日：

  1. 第2施設大隊の器材小隊を交通小隊へ改編。
  2. 第9施設大隊の器材小隊を交通小隊へ改編。
  3. 第9施設大隊の整備部門（本部管理中隊整備小隊等）を第9後方支援連隊第1整備大隊施設整備隊へ移管。

- 2011年（平成23年）4月22日：

1. 第1施設大隊第4施設中隊を廃止。
2. 第2施設大隊第4施設中隊、教育班廃止、特定中隊改編。

- 2013年（平成25年）3月26日：第4施設大隊第4施設中隊を廃止。

- 2014年（平成26年）3月26日：

1. 第6施設大隊改編。交通小隊第2器材班を新編。
2. 第7師団改編により第7施設大隊第4施設中隊をフル化改編。
3. 第9施設大隊の交通小隊を改編（師団改編に伴う改編）。
4. 第10施設大隊第4施設中隊（即応予備中隊）を廃止。

- 2015年（平成27年）
  - 3月：第6施設大隊に07式機動支援橋を装備。
  - 3月26日：第8施設大隊の渡河器材小隊を改編。
- 2016年（平成28年）2月：第7施設大隊に07式機動支援橋装備。

- 2018年（平成30年）3月27日：

1. 第4施設大隊の一部と第5施設団、第8施設大隊の1個中隊により水陸機動団施設中隊を編成。
2. 第8施設大隊第4施設中隊を廃止（要員の一部を水陸機動団施設中隊へ異動）。

### 独立施設大隊（廃止）
独立施設大隊（どくりつしせつだいたい）は、大隊本部および本部管理中隊、2個の施設中隊の編制からなる施設科の独立大隊である。警察予備隊・保安隊時代に、500番台で7個大隊が編成された。1954年（昭和29年）7月1日の陸上自衛隊の発足時に、第101から第106施設大隊と100番台の部隊番号が付与された。最終的に第110施設大隊まで独立施設部隊として編成され、第101施設大隊が施設教導隊、第110施設大隊が教育支援施設隊、第102から第109施設大隊が逐次、施設群へと改編され現在は全て廃止されている。
独立施設大隊の一覧
警察予備隊・保安隊
- 第510施設大隊：詳細不明
- 第520施設大隊（舞鶴駐屯地）：1951年（昭和26年）4月に京都府宇治市に第520施設大隊として発足。1952年（昭和27年）11月22日独立第531施設大隊に称号変更。
- 第530施設大隊（勝田駐屯地）：1956年 （昭和31年）1月25日第101施設大隊に称号変更。
- 第531施設大隊（久居駐屯地）：1954年 （昭和29年）7月1日第105施設大隊に称号変更。
- 第532施設大隊（岩見沢駐屯地）：1954年 （昭和29年）7月1日第102施設大隊に称号変更。
- 第533施設大隊（幌別駐屯地 ）：1954年 （昭和29年）7月1日第103施設大隊に称号変更。
- 第534施設大隊：詳細不明
- 第535施設大隊（小郡駐屯地）：1954年 （昭和29年）7月1日、第106施設大隊（小郡駐屯地）に称号変更。

陸上自衛隊
- 第101施設大隊：施設教導大隊（勝田駐屯地）に改編。施設教導大隊は1975年に施設教導隊に改編。
- 第102施設大隊：第12施設群（岩見沢駐屯地）に改編。
- 第103施設大隊：第13施設群（幌別駐屯地 ）に改編。
- 第104施設大隊：第1施設群（南恵庭駐屯地）に改編。
- 第105施設大隊：第11施設群（福島駐屯地）に改編。
- 第106施設大隊：第9施設群（小郡駐屯地）に改編。
- 第107施設大隊：第5施設群（高田駐屯地）に改編。
- 第108施設大隊：第2施設群（飯塚駐屯地）に改編。
- 第109施設大隊：第8施設群（善通寺駐屯地）に改編。
- 第110施設大隊：教育支援施設隊（滝ヶ原駐屯地）に改編。

独立施設大隊の詳細
第101施設大隊（だいいちまるいちしせつだいたい）は、陸上自衛隊勝田駐屯地に駐屯していた施設科部隊で1956年（昭和31年）1月24日に廃止され施設教導大隊に改編された。
- 改編部隊：独立第530施設大隊
- 創設　　：1954年（昭和29年）7月1日
- 編成地　：勝田駐屯地
- 部隊長　：2等陸佐
- 隊旗　　：えび茶の大隊旗
- 車両表示：101施-X

- 上級部隊：
- 廃止　　：1956年（昭和31年）1月24日
- 廃止地　：勝田駐屯地
- 後継部隊：施設教導大隊→施設教導隊
- 備考　　：

第102施設大隊（だいいちまるにしせつだいたい）は、陸上自衛隊岩見沢駐屯地に駐屯していた第1施設群隷下の施設科部隊で1976年（昭和51年）3月24日に廃止され第12施設群に改編された。
- 改編部隊：独立第532施設大隊
- 創設　　：1954年（昭和29年）7月1日
- 編成地　：岩見沢駐屯地
- 部隊長　：2等陸佐
- 隊旗　　：えび茶の大隊旗
- 車両表示：102施-X

- 上級部隊：第1施設群
- 廃止　　：1976年（昭和51年）3月24日
- 廃止地　：岩見沢駐屯地
- 後継部隊：第12施設群
- 備考　　：

第103施設大隊（だいいちまるさんしせつだいたい）は、陸上自衛隊幌別駐屯地に駐屯していた第1施設群隷下の施設科部隊で1976年（昭和51年）3月25日に廃止され第13施設群に改編された。
- 改編部隊：独立第533施設大隊
- 創設　　：1954年（昭和29年）7月1日
- 編成地　：幌別駐屯地
- 部隊長　：2等陸佐
- 隊旗　　：えび茶の大隊旗
- 車両表示：103施-X

- 上級部隊：第1施設群
- 廃止　　：1976年（昭和51年）3月25日
- 廃止地　：幌別駐屯地
- 後継部隊：第13施設群→第13施設隊→第13施設群
- 備考　　：

第104施設大隊（だいいちまるよんしせつだいたい）は、陸上自衛隊南恵庭駐屯地に駐屯していた第1施設群隷下の施設科部隊で1976年（昭和51年）3月25日に廃止され第1施設群に改編された。
- 改編部隊：
- 創設　　：1954年（昭和29年）7月1日
- 編成地　：南恵庭駐屯地
- 部隊長　：2等陸佐
- 隊旗　　：えび茶の大隊旗
- 車両表示：104施-X
- 上級部隊：第1施設群　1954年（昭和29年）7月1日から
- 廃止　　：1976年（昭和51年）3月25日
- 廃止地　：南恵庭駐屯地
- 後継部隊：第1施設群
- 備考　　：

第105施設大隊（だいいちまるごしせつだいたい）は、陸上自衛隊福島駐屯地に駐屯していた第2施設団隷下の施設科部隊で1974年（昭和49年）3月26日に廃止され第11施設群に改編された。
- 改編部隊：独立第531施設大隊
- 創設　　：1954年（昭和29年）7月1日
- 編成地　：久居駐屯地
- 部隊長　：2等陸佐
- 隊旗　　：えび茶の大隊旗
- 車両表示：105施-X
- 改称部隊：第6管区隊第6施設大隊（福島駐屯地）
- 改称　　：1960年（昭和35年）8月12日

- 駐屯地　：

1. 久居駐屯地：1954年（昭和29年）7月1日から
2. 神町駐屯地：1957年（昭和32年）12月7日から
3. 福島駐屯地：1960年（昭和35年）8月12日から

- 上級部隊：

1. 不明：1954年（昭和29年）7月1日から
2. 第2施設団：1961年（昭和36年）8月17日から

- 廃止　　：1974年（昭和49年）3月26日
- 廃止地　：福島駐屯地
- 後継部隊：第11施設群
- 備考　　：1960年（昭和35年）8月12日に第6施設大隊（福島駐屯地）を改称。

第106施設大隊（だいいちまるろくしせつだいたい）は、陸上自衛隊小郡駐屯地に駐屯していた第2施設群隷下の施設科部隊で1973年（昭和48年）7月31日に廃止され第9施設群に改編された。
- 改編部隊：独立第535施設大隊
- 創設　　：1954年（昭和29年）7月1日
- 編成地　：小郡駐屯地
- 部隊長　：2等陸佐
- 隊旗　　：えび茶の大隊旗
- 車両表示：106施-X
- 上級部隊：

1. 不明：1954年（昭和29年）7月1日から
2. 第2施設群：1954年（昭和29年）9月25日から

- 廃止　　：1973年（昭和48年）7月31日
- 廃止地　：小郡駐屯地
- 後継部隊：第9施設群
- 備考　　：

第107施設大隊（だいいちまるななしせつだいたい）は、陸上自衛隊高田駐屯地に駐屯していた第1施設団隷下の施設科部隊で1972年（昭和47年）7月31日に廃止され第5施設群に改編された。
- 創設　　：1954年（昭和29年）10月
- 編成地　：勝田駐屯地
- 部隊長　：2等陸佐
- 隊旗　　：えび茶の大隊旗
- 車両表示：107施-X
- 駐屯地　：

1. 勝田駐屯地：1954年（昭和29年）10月
2. 高田駐屯地：
  - 主力3個中隊：1962年（昭和37年）8月14日
  - 1個中隊：1968年（昭和43年）8月9日

- 上級部隊：

1. 不明：1954年（昭和29年）10月から
2. 第1施設団：1961年（昭和36年）8月17日から

- 廃止　　：1972年（昭和47年）7月31日
- 廃止地　：高田駐屯地
- 後継部隊：第5施設群
- 備考　　：

第108施設大隊（だいいちまるはちしせつだいたい）は、陸上自衛隊小郡駐屯地に駐屯していた第2施設群隷下の施設科部隊で1973年（昭和48年）7月31日に廃止され第2施設群に改編された。
- 創設　　：1956年（昭和31年）1月25日
- 編成地　：小郡駐屯地
- 部隊長　：2等陸佐
- 隊旗　　：えび茶の大隊旗
- 車両表示：108施-X
- 駐屯地　：

1. 小郡駐屯地：1956年（昭和31年）1月25日から
2. 小倉駐屯地：1956年（昭和31年）4月1日から
3. 飯塚駐屯地：1966年（昭和41年）2月21日から

- 上級部隊：第2施設群　1956年（昭和31年）1月25日から
- 廃止　　：1973年（昭和48年）7月31日
- 廃止地　：飯塚駐屯地
- 後継部隊：第2施設群
- 備考　　：

第109施設大隊（だいいちまるきゅうしせつだいたい）は、陸上自衛隊善通寺駐屯地に駐屯していた第4施設団隷下の施設科部隊で1973年（昭和48年）3月26日に廃止され第8施設群に改編された。
- 創設　　：
- 編成地　：善通寺駐屯地
- 部隊長　：2等陸佐
- 隊旗　　：えび茶の大隊旗
- 車両表示：109施-X
- 上級部隊：

1. 不明：
2. 第4施設団：1961年（昭和36年）8月17日から

- 廃止　　：1973年（昭和48年）3月26日
- 廃止地　：善通寺駐屯地
- 後継部隊：第8施設群
- 備考　　：

第110施設大隊（だいいちいちまるしせつだいたい）は、陸上自衛隊滝ヶ原駐屯地に駐屯していた富士教導団隷下の施設科部隊で2002年（平成14年）3月26日に廃止され教育支援施設隊に改編された。
- 創設　　：1961年（昭和36年）8月17日
- 編成地　：富士駐屯地
- 部隊長　：2等陸佐
- 隊旗　　：えび茶の大隊旗
- 車両表示：110施-X
- 編成　　：
  - 第110施設大隊本部
    - 第1係
    - 第2・3係
    - 第4係

  - 本部管理中隊「110施-本」
    - 中隊本部
    - 通信小隊
    - 補給小隊
    - 渡河器材小隊
    - 管理整備小隊
    - 衛生班

  - 第1施設中隊「110施-1」
    - 中隊本部
    - 第1施設小隊
    - 第2施設小隊

  - 第2施設中隊「110施-2」
    - 中隊本部
    - 施設小隊
    - 交通小隊
- 駐屯地　：

1. 富士駐屯地：1961年（昭和36年）8月17日から
2. 滝ヶ原駐屯地：1972年（昭和47年）7月から

- 上級部隊：

1. 富士教導隊：1961年（昭和36年）8月17日から
2. 富士教導団：1965年（昭和40年）8月3日から

- 廃止　　：2002年（平成14年）3月26日
- 廃止地　：滝ヶ原駐屯地
- 後継部隊：教育支援施設隊
- 備考　　：第110施設大隊本部、本部管理中隊、第1施設中隊および第2施設中隊からなり、第1施設中隊は教育支援の他には主に普通科教導連隊の支援を主任務とし、第2施設中隊は教育支援の他には富士教導団全般の施設任務を担当していた。

### カンボジア派遣施設大隊
「自衛隊カンボジア派遣」を参照。

## 施設器材隊
施設器材隊（しせつきざいたい）は、陸上自衛隊の施設団隷下の施設科部隊で第101から第105施設器材隊の5個が編成され各方面隊の施設団に1個ずつ編合されている。大隊相当の部隊であり、隊長は2等陸佐が補職される。隊本部、本部付隊、特殊器材中隊および架橋中隊からなり、交通器材および施設器材等をもって、架橋中隊が各種の橋梁の架設を、特殊器材中隊が道路の構築・舗装等を実施するとともに、建設技術を生かして建物の構築や内装工事等も実施する。1972年（昭和47年）8月から東部方面隊より逐次編成され1980年（昭和55年）3月の北部方面隊での編成で全ての方面隊への配置が完了した。
施設器材隊の一覧
- 第101施設器材隊（古河駐屯地）第1施設団
- 第102施設器材隊（大久保駐屯地）第4施設団
- 第103施設器材隊（小郡駐屯地）第5施設団
- 第104施設器材隊（船岡駐屯地）第2施設団
- 第105施設器材隊（南恵庭駐屯地）第3施設団

施設器材隊の概要
第101施設器材隊（だいいちまるいちしせつきざいたい）は、古河駐屯地に駐屯する第1施設団隷下の施設科部隊である。
- 創設　　：1972年（昭和47年）8月1日
- 編成地　：朝霞駐屯地
- 部隊長　：2等陸佐
- 隊旗　　：えび茶の大隊旗
- 編成　　：
  - 第101施設器材隊本部
  - 第101施設器材隊本部付隊「101施器-本」
  - 特殊器材中隊「101施器-特」
    - 中隊本部
    - 建設技術小隊
    - 特殊器材小隊

  - 架橋中隊「101施器-架」
- 駐屯地　：

1. 朝霞駐屯地（1972年（昭和47年）8月1日から2001年（平成13年）3月1日）
2. 古河駐屯地（2001年（平成13年）3月2日から）

- 上級部隊：第1施設団
- 支援部隊：東部方面後方支援隊第102施設直接支援大隊整備中隊「101施直支-整」（古河駐屯地）（2002年（平成14年）3月27日から）
- 改編　　：2002年（平成14年）3月27日：整備部門を東部方面後方支援隊第102施設直接支援大隊に移管。

第102施設器材隊（だいいちまるにしせつきざいたい）は、大久保駐屯地に駐屯する第4施設団隷下の施設科部隊である。
- 創設　　：1973年（昭和48年）3月27日
- 編成地　：大久保駐屯地
- 部隊長　：2等陸佐
- 隊旗　　：えび茶の大隊旗
- 編成　　：
  - 第102施設器材隊本部
  - 第102施設器材隊本部付隊「102施器-本」
  - 特殊器材中隊「102施器-特」
    - 中隊本部
    - 建設技術小隊
    - 特殊器材小隊

  - 架橋中隊「102施器-架」
- 上級部隊：第4施設団
- 支援部隊：中部方面後方支援隊第104施設直接支援大隊整備中隊「102施直支-整」（大久保駐屯地）（2004年（平成16年）3月27日から）
- 改編　　：

1. 1992年（平成4年）9月 ：整備中隊を廃止、特殊器材中隊を新編。
2. 2004年（平成16年）3月27日：整備部門を中部方面後方支援隊第104施設直接支援大隊に移管。

第103施設器材隊（だいいちまるさんしせつきざいたい）は、小郡駐屯地に駐屯する第5施設団隷下の施設科部隊である。
- 改編部隊：第302架橋中隊
- 創設　　：1973年（昭和48年）8月1日
- 編成地　：小郡駐屯地
- 部隊長　：2等陸佐
- 隊旗　　：えび茶の大隊旗
- 編成　　：
  - 第103施設器材隊本部
  - 第103施設器材隊本部付隊「103施器-本」
  - 特殊器材中隊「103施器-特」
    - 中隊本部
    - 建設技術小隊
    - 特殊器材小隊

  - 架橋中隊「103施器-架」
- 上級部隊：第5施設団
- 支援部隊：西部方面後方支援隊第103施設直接支援大隊整備中隊「103施直支-整」（小郡駐屯地）（2003年（平成15年）3月27日から）
- 改編　　：

1. 1989年（平成元年）3月24日：整備中隊を新編。
2. 2000年（平成12年）3月28日：整備中隊を廃止し、特殊器材中隊を編成。
3. 2003年（平成15年）3月27日：整備部門を西部方面後方支援隊第103施設直接支援大隊に移管。

第104施設器材隊（だいいちまるよんしせつきざいたい）は、船岡駐屯地に駐屯する第2施設団隷下の施設科部隊である。
- 改編部隊：第105施設大隊、第304施設器材中隊、第305野整備中隊の一部で編成
- 創設　　：1974年（昭和49年）3月26日
- 編成地　：船岡駐屯地
- 部隊長　：2等陸佐
- 隊旗　　：えび茶の大隊旗
- 編成　　：

1. 新編時（1974年（昭和49年）3月26日）の編成
  - 第104施設器材隊本部
  - 第104施設器材隊本部付隊
  - 特殊器材小隊
  - パネル橋小隊
  - 浮橋小隊
2. 改編（1989年（平成元年） 3月24日）の編成
  - 第104施設器材隊本部
  - 第104施設器材隊本部付隊
    - 特殊器材小隊

  - 架橋中隊（パネル橋小隊と浮橋小隊を合併）
3. 改編（2006年（平成18年）3月27日）の編成
  - 第104施設器材隊本部
  - 第104施設器材隊本部付隊「104施器-本」
  - 特殊器材中隊「104施器-特」
    - 中隊本部
    - 建設技術小隊
    - 特殊器材小隊

  - 架橋中隊「104施器-架」

- 上級部隊：第2施設団

- 支援部隊：東北方面後方支援隊第105施設直接支援大隊整備中隊「105施直支-整」（船岡駐屯地）（2006年（平成18年）3月27日から）

第105施設器材隊（だいいちまるごしせつきざいたい）は、南恵庭駐屯地に駐屯する第3施設団隷下の施設科部隊である。
- 改編部隊：第301架橋中隊
- 創設　　：1980年（昭和55年）3月25日
- 編成地　：南恵庭駐屯地
- 部隊長　：2等陸佐
- 隊旗　　：えび茶の大隊旗
- 編成　　：
  - 第105施設器材隊本部
  - 第105施設器材隊本部付隊「105施器-本」
  - 特殊器材中隊「105施器-特」
    - 中隊本部
    - 建設技術小隊
    - 特殊器材小隊

  - 架橋中隊「105施器-架」
- 上級部隊：

1. 第3施設団：1980年（昭和55年）3月25日
2. 北部方面施設隊：2008年（平成20年）3月26日から
3. 第3施設団：2017年（平成29年）3月27日から

- 支援部隊：北部方面後方支援隊第101施設直接支援大隊整備中隊「101施直支-整」（南恵庭駐屯地）（2000年（平成12年）3月28日から）

施設器材隊の沿革
- 1972年（昭和47年）8月1日：第101施設器材隊を朝霞駐屯地に新編し、第1施設団に編合。
- 1973年（昭和48年）
  - 3月27日：第102施設器材隊を大久保駐屯地に新編し、第4施設団に編合。
  - 8月1日：第103施設器材隊を第302架橋中隊を母体として小郡駐屯地に新編し、第5施設団に編合。
- 1974年（昭和49年） 3月26日：第104施設器材隊を船岡駐屯地に新編し、第2施設団に編合。
- 1980年（昭和55年）3月25日：第105施設器材隊を第301架橋中隊を母体として南恵庭駐屯地に新編し、第3施設団に編合。

- 1989年（平成元年）3月24日：

1. 第103施設器材隊に整備中隊を新編。
2. 第104施設器材隊の特殊器材小隊を本部付隊隷下に、パネル橋小隊と浮橋小隊を統合して架橋中隊を新編。

- 1992年（平成04年）9月：第102施設器材隊整備中隊を廃止し、特殊器材中隊を新編。

- 2000年（平成12年）3月28日：

1. 後方支援体制変換に伴い、第3施設団の整備部門を北部方面後方支援隊第101施設直接支援大隊に移管。
2. 第103施設器材隊整備中隊を廃止し、特殊器材中隊を新編。

- 2001年（平成13年）3月2日：第101施設器材隊が朝霞駐屯地から古河駐屯地に移駐。

- 2002年（平成14年）3月27日：後方支援体制移行に伴い、第1施設団の整備部門を東部方面後方支援隊第102施設直接支援大隊に移管。
- 2003年（平成15年）3月27日：後方支援体制変換に伴い、第5施設団の整備部門を西部方面後方支援隊第103施設直接支援大隊に移管。
- 2004年（平成16年）3月27日：後方支援体制変換に伴い、第4施設団の整備部門を中部方面後方支援隊第104施設直接支援大隊へ移管。

- 2006年（平成18年）3月27日：

1. 第104施設器材隊に特殊器材中隊を新編。
2. 後方支援体制変換に伴い、第2施設団の整備部門を東北方面後方支援隊第105施設直接支援大隊に移管。

## ダンプ車両中隊
ダンプ車両中隊（ダンプしゃりょうちゅうたい）は、陸上自衛隊の施設団隷下の特大型ダンプを装備する施設科部隊である。
第301から第313までの13個中隊が編成され、現在は5個中隊のみが各施設団に1個中隊ずつ団直轄として編合されている。新編時は全ての施設群に1個中隊ずつ編成されたが、施設団の改編により各施設群隷下のダンプ車両中隊は廃止され、1個中隊に統合され施設団直轄部隊として再編成された。
ダンプ車両中隊の配置
北海道
- 北部方面隊
  - 第3施設団
    - 第303ダンプ車両中隊（南恵庭駐屯地）

宮城県
- 東北方面隊
  - 第2施設団
    - 第312ダンプ車両中隊（船岡駐屯地）

茨城県
- 東部方面隊
  - 第1施設団
    - 第301ダンプ車両中隊（古河駐屯地）

京都府
- 中部方面隊
  - 第4施設団
    - 第307ダンプ車両中隊（大久保駐屯地）

福岡県
- 西部方面隊
  - 第5施設団
    - 第305ダンプ車両中隊（小郡駐屯地）

ダンプ車両中隊の一覧
※太字は廃止部隊。
- 第301ダンプ車両中隊（古河駐屯地）　第1施設団直轄
- 第302ダンプ車両中隊（福島駐屯地）第11施設群：1983年（昭和58年）3月23日廃止。
- 第303ダンプ車両中隊（南恵庭駐屯地）第3施設団直轄
- 第304ダンプ車両中隊（岩見沢駐屯地）第12施設群：1982年（昭和57年）3月25日廃止。
- 第305ダンプ車両中隊（小郡駐屯地）　第5施設団直轄
- 第306ダンプ車両中隊（飯塚駐屯地）第2施設群：1981年 （昭和56年）3月25日廃止。
- 第307ダンプ車両中隊（大久保駐屯地）第4施設団直轄
- 第308ダンプ車両中隊（宇都宮駐屯地）第4施設群：1984年（昭和59年）3月26日廃止。
- 第309ダンプ車両中隊（高田駐屯地）第5施設群：1984年（昭和59年）3月26日廃止。
- 第310ダンプ車両中隊（豊川駐屯地）第6施設群：1985年（昭和60年）3月25日廃止。

- 第311ダンプ車両中隊（善通寺駐屯地）第8施設群：1985年（昭和60年）3月25日廃止。
- 第312ダンプ車両中隊（船岡駐屯地）　第2施設団直轄
- 第313ダンプ車両中隊（幌別駐屯地）第13施設群：1982年（昭和57年）3月25日廃止。

ダンプ車両中隊の沿革
- 1962年（昭和37年）8月：第302ダンプ車両中隊が朝霞駐屯地に新編。
- 1963年（昭和38年）8月10日：第302ダンプ車両中隊が朝霞駐屯地から福島駐屯地に移駐。
- 1972年（昭和47年）8月1日：第1施設団の改編。

1. 第301ダンプ車両中隊（座間分屯地）を第3施設群に編合。
2. 第308ダンプ車両中隊（宇都宮駐屯地）を第4施設群に編合。
3. 第309ダンプ車両中隊（高田駐屯地）を第5施設群に編合。

- 1973年（昭和48年）
  - 3月27日：第4施設団の改編。

  1. 第310ダンプ車両中隊（豊川駐屯地）を第6施設群に編合。
  2. 第307ダンプ車両中隊（大久保駐屯地）を第7施設群に編合。
  3. 第311ダンプ車両中隊（善通寺駐屯地）を第8施設群に編合。

  - 8月1日：第5施設団の改編。

  1. 第305ダンプ車両中隊（小郡駐屯地）を第9施設群に編合。
  2. 第306ダンプ車両中隊（飯塚駐屯地）を第2施設群に編合。
- 1974年（昭和49年）3月26日：第2施設団の改編。

1. 第312ダンプ車両中隊（船岡駐屯地）を第10施設群に編合。
2. 第302ダンプ車両中隊（福島駐屯地）を第11施設群に編合。

- 1976年（昭和51年）3月25日：第3施設団の改編。

1. 第303ダンプ車両中隊（南恵庭駐屯地）を第1施設群に編合。
2. 第304ダンプ車両中隊（岩見沢駐屯地）を第12施設群に編合。
3. 第313ダンプ車両中隊を幌別駐屯地で新編し、第13施設群に編合。

- 1981年（昭和56年）3月25日：第5施設団の改編。

1. 第306ダンプ車両中隊（飯塚駐屯地）を廃止。
2. 第305ダンプ車両中隊（小郡駐屯地）を第5施設団直轄へ。

- 1982年（昭和57年）3月25日：第3施設団の改編。

1. 第304ダンプ車両中隊（岩見沢駐屯地）および第313ダンプ車両中隊（幌別駐屯地）を廃止。
2. 第303ダンプ車両中隊（南恵庭駐屯地）を第3施設団直轄へ。

- 1983年（昭和58年）3月23日：第2施設団の改編。

1. 第302ダンプ車両中隊（福島駐屯地）を廃止。
2. 第312ダンプ車両中隊（船岡駐屯地）を第2施設団直轄へ。

- 1984年（昭和59年）3月26日：第1施設団の改編。

1. 第308ダンプ車両中隊（宇都宮駐屯地）および第309ダンプ車両中隊（高田駐屯地）を廃止。
2. 第301ダンプ車両中隊（朝霞駐屯地）を第1施設団直轄に。

- 1985年（昭和60年）3月25日：第4施設団の改編。

1. 第310ダンプ車両中隊（豊川駐屯地）および第311ダンプ車両中隊（善通寺駐屯地）を廃止。
2. 第307ダンプ車両中隊（大久保駐屯地）を第4施設団直轄へ。

- 2001年（平成13年）3月2日：第301ダンプ車両中隊が朝霞駐屯地から古河駐屯地に移駐。

## 施設隊
施設隊（しせつたい）は、陸上自衛隊の施設科職種の隊員で編成される施設科部隊である。施設団に編合された300番台の施設隊と旅団に隷属する施設隊がある。過去には、北部方面施設隊およびその隷下に第13施設群を縮小改編した第13施設隊が編成されていた。
施設隊の配置
北海道
- 北部方面隊
  - 第5旅団
    - 第5施設隊（帯広駐屯地）
      - 第2施設中隊（鹿追駐屯地）

  - 第11旅団
    - 第11施設隊（真駒内駐屯地）

栃木県
- 東部方面隊
  - 第1施設団
    - 第307施設隊（宇都宮駐屯地）

群馬県
- 東部方面隊
  -  第12旅団
    - 第12施設隊（新町駐屯地）

長野県
- 東部方面隊
  - 第1施設団
    - 第306施設隊（松本駐屯地）

岡山県
- 中部方面隊
  - 第4施設団
    - 第304施設隊（出雲駐屯地）
    - 第305施設隊（三軒屋駐屯地）

広島県
- 中部方面隊
  - 第13旅団
    - 第13施設隊（海田市駐屯地）

徳島県
- 中部方面隊
  - 第14旅団
    - 第14施設隊（徳島駐屯地）

沖縄県
- 西部方面隊
  - 第15旅団
    - 第15施設隊（那覇駐屯地）

### 独立施設隊
施設隊（しせつたい）は、施設団隷下の施設科部隊である。数個の施設小隊等から編成され、隊長は2等陸佐が充てられる。
第301施設隊から第307施設隊まで7個が編成されたが、3個が施設中隊等に改編され2024年（令和6年）時点では東部方面隊に2個、中部方面隊に2個の計4個の施設隊が編成されている。
1993年（平成5年）3月に地区施設隊を改編し第301から第303施設隊が新編された。次に1999年（平成11年）3月に第304から第305施設隊が施設中隊、施設群を改編して編成された。2001年（平成13年）3月、2004年（平成16年）3月に東部方面隊第1施設団隷下に第306施設隊、第307施設隊が新編された。
独立施設隊の一覧
※太字は廃止部隊。
- 第301施設隊（富山駐屯地）第4施設団　：2006年 （平成18年）3月26日廃止。第7施設群 第382施設中隊（富山駐屯地）に改編。
- 第302施設隊（鯖江駐屯地）第6施設群　：2004年 （平成16年）3月26日廃止。第6施設群 第372施設中隊（鯖江駐屯地）に改編。
- 第303施設隊（和歌山駐屯地）第7施設群：2004年 （平成16年）3月26日廃止。第7施設群 第304水際障害中隊（和歌山駐屯地）に改編。
- 第304施設隊（出雲駐屯地）第4施設団直轄：
- 第305施設隊（三軒屋駐屯地）第4施設団直轄：
- 第306施設隊（松本駐屯地）第1施設団直轄：
- 第307施設隊（宇都宮駐屯地）第1施設団直轄：

独立施設隊の概要
第301施設隊（だいさんまるいちしせつたい）は、陸上自衛隊富山駐屯地に駐屯していた第4施設団隷下の施設科部隊で2006年 （平成18年）3月27日に廃止され第382施設中隊に改編された。
- 改編部隊：第321地区施設隊
- 創設　　：1993年 （平成 5年）3月30日
- 編成地　：富山駐屯地
- 部隊長　：2等陸佐
- 隊旗　　：えび茶の大隊旗
- 編成　　：
  - 第301施設隊本部
  - 第1施設小隊
  - 第2施設小隊
  - 第3施設小隊
- 車両表示：301施設
- 上級部隊：第4施設団
- 廃止　　：2006年 （平成18年）3月27日
- 廃止地　：富山駐屯地
- 後継部隊：第382施設中隊
- 備考：

第302施設隊（だいさんまるにしせつたい）は、陸上自衛隊鯖江駐屯地に駐屯していた第6施設群隷下の施設科部隊で2004年 （平成16年）3月26日に廃止され第372施設中隊に改編された。
- 改編部隊：第322地区施設隊
- 創設　　：1993年 （平成 5年）3月30日
- 編成地　：鯖江駐屯地
- 部隊長　：2等陸佐
- 隊旗　　：えび茶の大隊旗
- 車両表示：302施設
- 編成　　：
  - 第301施設隊本部
  - 第1施設小隊
  - 第2施設小隊
- 上級部隊：第6施設群
- 廃止　　：2004年 （平成16年）3月26日
- 廃止地　：鯖江駐屯地
- 後継部隊：第372施設中隊
- 備考：

第303施設隊（だいさんまるさんしせつたい）は、陸上自衛隊和歌山駐屯地に駐屯していた第7施設群隷下の施設科部隊で2004年 （平成16年）3月26日に廃止され第304水際障害中隊に改編された。
- 改編部隊：第323地区施設隊
- 創設　　：1993年 （平成 5年）3月30日
- 編成地　：和歌山駐屯地
- 部隊長　：2等陸佐
- 隊旗　　：えび茶の大隊旗
- 車両表示：303施設
- 上級部隊：第7施設群
- 廃止　　：2004年 （平成16年）3月26日
- 廃止地　：和歌山駐屯地
- 後継部隊：第304水際障害中隊
- 備考：

第304施設隊（だいさんまるよんしせつたい）は、陸上自衛隊出雲駐屯地に駐屯する第4施設団隷下の施設科部隊である。
- 改編部隊：第8施設群
- 創設　　：1999年（平成11年）3月29日
- 編成地　：出雲駐屯地
- 部隊長　：2等陸佐
- 隊旗　　：えび茶の大隊旗
- 車両表示：304施設
- 編成　　：
  - 第304施設隊本部
  - 施設小隊（C）「機動支援」：攻撃支援を担任。　
  - 施設小隊（D）「築城・障害」：防御支援を担任。　
  - 渡河・交通小隊「交通」：渡河支援および交通作業を担任。
- 上級部隊：第4施設団
- 備考：

第305施設隊（だいさんまるごしせつたい）は、陸上自衛隊三軒屋駐屯地に駐屯する第4施設団隷下の施設科部隊である。
- 改編部隊：第8施設群
- 創設　　：1999年 （平成11年） 3月29日
- 編成地　：善通寺駐屯地

- 部隊長　：2等陸佐
- 隊旗　　：えび茶の大隊旗
- 車両表示：305施設
- 編成　　：
  - 第305施設隊本部
  - 施設小隊（C）「機動支援」：攻撃支援を担任。
  - 施設小隊（D）「築城・障害」：防御支援を担任。　
  - 渡河・交通小隊「交通」：渡河支援および交通作業を担任。
- 駐屯地　：

1. 善通寺駐屯地：1999年 （平成11年） 3月29日から
2. 三軒屋駐屯地：2006年 （平成18年） 3月27日から

- 上級部隊：第4施設団
- 備考：

第306施設隊（だいさんまるろくしせつたい）は、陸上自衛隊松本駐屯地に駐屯する第1施設団隷下の施設科部隊である。
- 創設　　：2001年 （平成13年） 3月26日
- 編成地　：松本駐屯地
- 部隊長　：2等陸佐
- 隊旗　　：えび茶の大隊旗
- 車両表示：306施設
- 上級部隊：第1施設団
- 備考：

第307施設隊（だいさんまるななしせつたい）は、陸上自衛隊宇都宮駐屯地に駐屯する第1施設団隷下の施設科部隊である。
- 創設　　：2004年 （平成16年） 3月27日
- 編成地　：高田駐屯地

- 部隊長　：2等陸佐
- 隊旗　　：えび茶の大隊旗
- 車両表示：307施設
- 編成　　：
  - 第307施設隊本部
  - 施設小隊（D）「築城」：防御支援を担任。
  - 渡河交通小隊「交通」：渡河支援および交通作業を担任。
- 駐屯地　：

1. 高田駐屯地：2004年 （平成16年） 3月27日から
2. 宇都宮駐屯地：2011年 （平成23年） 4月22日から

- 上級部隊：第1施設団
- 備考：

### 旅団施設隊
旅団施設隊（りょだんしせつたい）は、旅団隷下の施設科部隊である。隊長は2等陸佐で、旅団司令部の施設課長を兼務する。隊本部、数個の施設小隊、交通小隊、渡河器材小隊などからなる。2023年（令和5年）3月に第5施設隊（帯広駐屯地）が2個施設中隊編成に改編され、そのうちの１個中隊が鹿追駐屯地に配置された。
旅団施設隊の一覧
- 第5施設隊「5施-本」（帯広駐屯地）第5旅団
  - 第1施設中隊「5施-1」（帯広駐屯地）
  - 第2施設中隊「5施-2」（鹿追駐屯地）
- 第11施設隊「11施」（真駒内駐屯地）第11旅団
- 第12施設隊「12施」（新町駐屯地）第12旅団
- 第13施設隊「13施」（海田市駐屯地）第13旅団
- 第14施設隊「14施」（徳島駐屯地）第14旅団
- 第15施設隊「15施」（那覇駐屯地）第15旅団

### 方面施設隊（廃止）
方面施設隊（ほうめんしせつたい）は、北部方面隊直轄の施設科部隊で第3施設団を改編した北部方面施設隊とその隷下に第13施設隊が編成されていた。
方面施設隊の概要
北部方面施設隊（ほくぶほうめんしせつたい）は、陸上自衛隊南恵庭駐屯地に駐屯していた北部方面隊隷下の施設科部隊で2017年（平成29年）3月26日に廃止された。
「北部方面施設隊」を参照。
第13施設隊（だいじゅうさんしせつたい）は、陸上自衛隊幌別駐屯地に駐屯していた北部方面施設隊隷下の施設科部隊で2017年（平成29年）3月26日に廃止された。
「第13施設群」を参照。
施設隊の沿革
独立施設隊の新編
- 1993年（平成 5年）3月30日：

1. 第321地区施設隊（富山駐屯地）を廃止・改編し、第301施設隊を富山駐屯地に新編し、第4施設団に編合。
2. 第322地区施設隊（鯖江駐屯地）を廃止・改編し、第302施設隊を鯖江駐屯地に新編し、第6施設群に編合。
3. 第323地区施設隊（和歌山駐屯地）を廃止・改編し、第303施設隊を和歌山駐屯地に新編し、第7施設群に編合。

- 1999年（平成11年）3月29日：第8施設群（善通寺駐屯地）を廃止・改編し、第304施設隊を出雲駐屯地で、第305施設隊を善通寺駐屯地に新編し、第4施設団に編合。
- 2001年（平成13年）3月26日：第306施設隊を松本駐屯地に新編し、第1施設団に編合。
- 2004年（平成16年）
  - 3月26日：

  1. 第302施設隊（鯖江駐屯地）を廃止。
  2. 第303施設隊（和歌山駐屯地）を廃止。

  - 3月27日：第307施設隊を高田駐屯地に新編し、第1施設団に編合。
- 2006年（平成18年）
  - 3月26日：第301施設隊（富山駐屯地）を廃止。
  - 3月27日：第305施設隊が善通寺駐屯地から三軒屋駐屯地へ移駐。

方面施設隊の新編
- 2008年（平成20年）3月26日：

1. 第3施設団（南恵庭駐屯地）が北部方面施設隊に縮小改編。
2. 第13施設群（幌別駐屯地）が群編成から隊編成に縮小され、第13施設隊に改編。北部方面施設隊に編合。
3. 第304施設隊（出雲駐屯地）の築城・障害小隊を廃止し、第301施設小隊（コア部隊）「築城・障害」を新編。4個小隊から、3個小隊ヘ改編。
4. 第305施設隊（三軒屋駐屯地）の築城・障害小隊を廃止し、第302施設小隊（コア部隊）「築城・障害」を新編。4個小隊から、3個小隊ヘ改編。

旅団施設隊の新編
- 2011年（平成23年）4月22日：

1. 第307施設隊が高田駐屯地から宇都宮駐屯地へ移駐。
2. 第5施設中隊（帯広駐屯地）を廃止・改編し、第5施設隊を帯広駐屯地に新編。

- 2012年（平成24年）3月26日：第14施設中隊（高知駐屯地）を廃止・改編し、第14施設隊を高知駐屯地に新編。高知駐屯地第2営舎から徳島駐屯地に移駐。
- 2013年（平成25年）3月26日：第12施設中隊（新町駐屯地）を廃止・改編し、第12施設隊を新町駐屯地に新編。

- 2014年（平成26年）3月26日：

1. 第11施設中隊（真駒内駐屯地）を廃止・改編し、第11施設隊を真駒内駐屯地に新編。
2. 第13施設中隊（海田市駐屯地）を廃止・改編し、第13施設隊を海田市駐屯地に新編。

方面施設隊の廃止
- 2017年（平成29年）3月27日：

1. 第3施設団再編に伴い北部方面施設隊（南恵庭駐屯地）が廃止。
2. 第13施設隊（幌別駐屯地）が隊編成から群編成に増強され、第13施設群に改編し、第3施設団に編合。
3. 第304施設隊の第301施設小隊（コア部隊）「築城・障害」を廃止し、施設小隊（D）[注 2]に改編。
4. 第305施設隊の第302施設小隊（コア部隊）「築城・障害」を廃止し、施設小隊（D）[注 2]に改編。

- 2022年（令和 4年）3月17日：第15施設中隊（那覇駐屯地）を廃止・改編し、第15施設隊を那覇駐屯地に新編。
- 2023年（令和 5年）3月16日：第5施設隊（帯広駐屯地）を2個施設中隊基幹に改編。帯広駐屯地に第1施設中隊、鹿追駐屯地に第2施設中隊を配置。
- 2025年（令和 7年）3月23日：

1. 第306施設隊（松本駐屯地）の施設小隊（C）を廃止。
2. 第307施設隊（宇都宮駐屯地）の施設小隊（C）を廃止。

## 独立施設中隊
独立施設中隊（どくりつしせつちゅうたい）は、施設群の主な構成部隊となる陸上自衛隊の施設科部隊である。第301施設中隊を皮切りに第402施設中隊まで102個中隊が編成された。
施設群等編成時に新編された中隊は第301施設中隊から第340施設中隊および第395施設中隊、第396施設中隊で42個中隊、地区施設隊から改編された中隊が第341施設中隊から第353施設中隊で13個中隊、それらを逐次「築城」、「障害」、「機動支援」および「交通」の4つの機能別編成へ改編した。「築城」、「障害」の機能を持った施設中隊は両機能を合わせ持った1個の施設中隊に改編され、「機動支援」の機能を持った施設中隊は一部が廃止された。
施設群は「築城・障害」および「交通」の機能を持った施設中隊各1個を編合している。さらに北部方面隊および西部方面隊の施設群は「機動支援」の機能を持った施設中隊を編合していて計3個施設中隊を有する。
施設中隊の各種機能
「築城・障害」、「機動支援」、「交通」の機能を持った施設中隊がそれぞれ11個中隊が編成されていた。
- 「築城」

味方部隊の陣地構築を行う機能で、OD色または迷彩塗装にした、民生品の油圧ショベルやドーザー等の土木作業重機等を装備していた。特殊な機材としては掩体掘削機があり油圧ショベルの一種であるが、アーム部分が回転したりできより複雑な掘削作業ができる。また、坑道式の掩壕を掘る坑道掘削装置も築城装備の一つであるが、特に専門部隊の坑道中隊に装備されていたが廃止された。
- 「障害」

味方部隊の前面に障害（地雷原を含む）を構成する等敵部隊の前進を妨害する機能で、道路障害作業車や83式地雷敷設装置等を装備していた。ヘリコプターで空中から地雷を散布する87式地雷散布装置も装備していて素早く地雷原を構成できる。また、海中に対しては水際地雷を設置する94式水際地雷敷設装置を装備・運用する専門部隊として水際障害中隊が編成されている。
- 「築城・障害」

すべての「築城」、「障害」機能を持つ施設中隊は、「築城」、「障害」の両機能を合わせ持つ施設中隊「築城・障害」に改編された。
- 「機動支援」

味方部隊の前進を容易にするため自然の、または敵部隊の構築した障害の処理（地雷処理を含む）を行う機能で、地雷原を爆破処理する92式地雷原処理車や、対戦車壕や小川などの地隙に橋を架ける91式戦車橋、障害物を排除する75式ドーザや施設作業車など自衛隊独自の装備を有する。作業中に敵部隊からの攻撃が予想されるため装甲化、機械化が図られている。
装備充足等の観点から、第1・第2・第4施設団の「機動支援」中隊が2025年（令和7年）3月に廃止された。
- 「交通」

味方部隊の通行を確保するため道路や橋を維持補修する機能で、81式自走架中橋や07式機動橋を装備し、100ⅿ程度の橋を架けたり、グレーダーやタイヤローラー、バケットローダー等の民生品同等品で道路の補修を行う。渡河作業も交通任務の一つといえるが使用する器材の92式浮橋、重門橋やパネル橋を装備するのは施設団隷下の施設器材隊隷下の架橋中隊である。また、道路の舗装等高度な作業は施設器材隊隷下の特殊器材中隊が必要な装備を保有し運用する。
以上のようにそれぞれの機能を発揮するために各種の施設器材を装備するが機能別編成への改編前は、施設群内に各種器材を一括して保有した施設器材中隊が編成されていて、必要最小限の装備をした各施設中隊を付与された任務ごとに増強支援する体制となっていた。
独立施設中隊の一覧
- 第357施設中隊「交通」（福島駐屯地）第11施設群：
- 第360施設中隊「機動支援」（幌別駐屯地）第13施設群：
- 第361施設中隊「交通」（幌別駐屯地）第13施設群：
- 第364施設中隊「交通」（座間駐屯地）第4施設群：
- 第367施設中隊「機動支援」（飯塚駐屯地）第2施設群：
- 第368施設中隊「交通」（飯塚駐屯地）第2施設群：
- 第372施設中隊「交通」（豊川駐屯地）第6施設群：
- 第375施設中隊「機動支援」（小郡駐屯地）第9施設群：
- 第376施設中隊「交通」（小郡駐屯地）第9施設群：
- 第377施設中隊「築城・障害」（福島駐屯地）第11施設群：
- 第380施設中隊「築城･障害」（大久保駐屯地）第7施設群：
- 第382施設中隊「交通」（大久保駐屯地）第7施設群：
- 第383施設中隊「築城・障害」（幌別駐屯地）第13施設群：
- 第384施設中隊「築城・障害」（船岡駐屯地）第10施設群：
- 第387施設中隊「交通」（船岡駐屯地）第10施設群：
- 第388施設中隊「築城・障害」（座間駐屯地）第4施設群：
- 第391施設中隊「築城・障害」（小郡駐屯地）第9施設群：
- 第392施設中隊「築城・障害」（高田駐屯地）第5施設群：
- 第394施設中隊「交通」（高田駐屯地）第5施設群：
- 第395施設中隊「築城・障害」（上富良野駐屯地）第14施設群：
- 第396施設中隊「機動支援」（上富良野駐屯地）第14施設群：
- 第397設施中隊「交通」（上富良野駐屯地）第14施設群：
- 第398施設中隊「築城・障害」（岩見沢駐屯地）第12施設群：
- 第399施設中隊「機動支援」（岩見沢駐屯地）第12施設群：
- 第400施設中隊「交通」（岩見沢駐屯地）第12施設群：
- 第401施設中隊「築城・障害」（飯塚駐屯地）第2施設群：
- 第402施設中隊「築城・障害」（豊川駐屯地）第6施設群：

廃止された独立施設中隊の一覧
- 第301施設中隊（那覇駐屯地）第1混成群：2010年（平成22年）3月25日廃止。第15施設中隊に改編。
- 第302施設中隊（座間分屯地）第3施設群：2001年（平成13年）3月26日廃止。
- 第303施設中隊（座間分屯地）第3施設群：2001年（平成13年）3月26日廃止。
- 第304施設中隊（座間分屯地）第3施設群：2001年（平成13年）3月26日廃止。
- 第305施設中隊（宇都宮駐屯地）第4施設群：2001年（平成13年）3月26日廃止。
- 第306施設中隊（宇都宮駐屯地）第4施設群：2001年（平成13年）3月26日廃止。
- 第307施設中隊（宇都宮駐屯地）第4施設群：2001年（平成13年）3月26日廃止。
- 第308施設中隊（高田駐屯地）第5施設群：2016年（平成28年）3月27日廃止。
- 第309施設中隊（高田駐屯地）第5施設群：2016年（平成28年）3月27日廃止。
- 第310施設中隊（高田駐屯地）第5施設群：2016年（平成28年）3月27日廃止。
- 第311施設中隊（豊川駐屯地）第6施設群：2004年（平成16年）3月26日廃止。第370施設中隊「障害」、第371施設中隊「機動支援」に改編。
- 第312施設中隊（豊川駐屯地）第6施設群：2004年（平成16年）3月26日廃止。第370施設中隊「障害」、第371施設中隊「機動支援」に改編。
- 第313施設中隊（豊川駐屯地）第6施設群：2004年（平成16年）3月26日廃止。第370施設中隊「障害」、第371施設中隊「機動支援」に改編。
- 第314施設中隊（大久保駐屯地）第7施設群：2006年（平成18年）3月26日廃止。第379施設中隊「築城」に改編。
- 第315施設中隊（大久保駐屯地）第7施設群：2006年（平成18年）3月26日廃止。第380施設中隊「障害」に改編。
- 第316施設中隊（大久保駐屯地）第7施設群：2006年（平成18年）3月26日廃止。第381施設中隊「機動支援」に改編。
- 第317施設中隊（善通寺駐屯地）第8施設群：1999年（平成11年）3月29日廃止。
- 第318施設中隊（善通寺駐屯地）第8施設群：1999年（平成11年）3月29日廃止。
- 第319施設中隊（善通寺駐屯地）第8施設群：1999年（平成11年）3月29日廃止。
- 第320施設中隊（飯塚駐屯地）第2施設群：2003年（平成15年）3月26日廃止。第365施設中隊「築城」に改編。
- 第321施設中隊（飯塚駐屯地）第2施設群：2003年（平成15年）3月26日廃止。第366施設中隊「障害」に改編。
- 第322施設中隊（飯塚駐屯地）第2施設群：2003年（平成15年）3月26日廃止。第367施設中隊「機動支援」に改編。
- 第323施設中隊（小郡駐屯地）第9施設群：2005年（平成17年）3月27日廃止。第373施設中隊「築城」に改編。
- 第324施設中隊（小郡駐屯地）第9施設群：2005年（平成17年）3月27日廃止。第374施設中隊「障害」に改編。
- 第325施設中隊（小郡駐屯地）第9施設群：2005年（平成17年）3月27日廃止。第375施設中隊「機動支援」に改編。
- 第326施設中隊（船岡駐屯地）第10施設群：2010年（平成22年）3月24日廃止。第384施設中隊「築城」に改編。
- 第327施設中隊（船岡駐屯地）第10施設群：2010年（平成22年）3月24日廃止。第386施設中隊「機動支援」に改編。
- 第328施設中隊（船岡駐屯地）第10施設群：1998年（平成10年）3月25日廃止。第301水際障害中隊、第303坑道中隊に改編[2]。
- 第329施設中隊（福島駐屯地）第11施設群：1999年（平成11年）3月28日廃止。第354施設中隊「築城」に改編。
- 第330施設中隊（福島駐屯地）第11施設群：1999年（平成11年）3月28日廃止。第355施設中隊「障害」に改編。
- 第331施設中隊（福島駐屯地）第11施設群：1999年（平成11年）3月28日廃止。第356施設中隊「機動支援」に改編。
- 第332施設中隊（南恵庭駐屯地）第1施設群：2004年（平成16年）3月29日廃止。
- 第333施設中隊（南恵庭駐屯地）第1施設群：2004年（平成16年）3月29日廃止。
- 第334施設中隊（南恵庭駐屯地）第1施設群：2004年（平成16年）3月29日廃止。
- 第335施設中隊（岩見沢駐屯地）第12施設群：2017年（平成29年）3月26日廃止。第398施設中隊「築城・障害」に改編。
- 第336施設中隊（岩見沢駐屯地）第12施設群：2017年（平成29年）3月26日廃止。第399施設中隊「機動支援」に改編。
- 第337施設中隊（岩見沢駐屯地）第12施設群：2017年（平成29年）3月26日廃止。第400施設中隊「交通」に改編。
- 第338施設中隊（幌別駐屯地）第13施設群：2000年（平成12年）3月27日廃止。第358施設中隊「築城」に改編。
- 第339施設中隊（幌別駐屯地）第13施設群：2000年（平成12年）3月27日廃止。第359施設中隊「障害」に改編。
- 第340施設中隊（幌別駐屯地）第13施設群：2000年（平成12年）3月27日廃止。第360施設中隊「機動支援」に改編。
- 第341施設中隊（釧路駐屯地）第1施設群：2004年（平成16年）3月23日廃止。
- 第342施設中隊（釧路駐屯地）第12施設群：2017年（平成29年）3月26日廃止。
- 第343施設中隊（倶知安駐屯地）第13施設群：2000年（平成12年）3月27日廃止。第361施設中隊「交通」に改編。
- 第344施設中隊（湯布院駐屯地）第2施設群：2003年（平成15年）3月26日廃止。第368施設中隊「交通」に改編。
- 第345施設中隊（都城駐屯地）第9施設群：2005年（平成17年）3月27日廃止。第376施設中隊「交通」に改編。
- 第346施設中隊（岩手駐屯地）第10施設群：2010年（平成22年）3月24日廃止。第387施設中隊「交通」に改編。
- 第347施設中隊（秋田駐屯地）第11施設群：1999年（平成11年）3月28日廃止。第357施設中隊「交通」に改編。
- 第348施設中隊（岐阜分屯地）第6施設群：2004年（平成16年）3月26日廃止。第369施設中隊「築城」に改編。
- 第349施設中隊（三軒屋駐屯地）第7施設群：2006年（平成18年）3月26日廃止。
- 第350施設中隊（三軒屋駐屯地）第8施設群：1999年（平成11年）3月28日廃止。第349施設中隊に改編。
- 第351施設中隊（北富士駐屯地）第3施設群：2001年（平成13年）3月26日廃止。
- 第352施設中隊（習志野駐屯地）第4施設群：2001年（平成13年）3月25日廃止。
- 第353施設中隊（高田駐屯地）第5施設群：2016年（平成28年）3月27日廃止。
- 第354施設中隊「築城」（福島駐屯地）第11施設群：2006年（平成18年）3月26日廃止。第377施設中隊「築城」に改編。
- 第355施設中隊「障害」（福島駐屯地）第11施設群：2006年（平成18年）3月26日廃止。第378施設中隊「障害」に改編。
- 第356施設中隊「機動支援」（福島駐屯地）第11施設群：2025年（令和7年）3月23日廃止。
- 第358施設中隊「築城」（幌別駐屯地）第13施設群：2008年（平成20年）3月25日廃止。第383施設中隊「築城・障害」に改編。
- 第359施設中隊「障害」（幌別駐屯地）第13施設群：2008年（平成20年）3月25日廃止。第383施設中隊「築城・障害」に改編。
- 第362施設中隊「築城・障害」（古河駐屯地）第4施設群：2011年（平成23年）4月21日廃止。第389施設中隊「築城・障害」（コア部隊）に改編。
- 第363施設中隊「機動支援」（座間分屯地）第4施設群：2011年（平成23年）4月21日廃止。第390施設中隊「機動支援」に改編。
- 第365施設中隊「築城」（飯塚駐屯地）第2施設群：2017年（平成29年）3月26日廃止。第401施設中隊「築城・障害」に改編。
- 第366施設中隊「障害」（飯塚駐屯地）第2施設群：2017年（平成29年）3月26日廃止。第401施設中隊「築城・障害」に改編。
- 第369施設中隊「築城」（岐阜分屯地）第6施設群：2019年（平成31年）3月25日廃止。第402施設中隊「築城・障害」に改編。
- 第370施設中隊「障害」（豊川駐屯地）第6施設群：2019年（平成31年）3月25日廃止。第402施設中隊「築城・障害」に改編。
- 第371施設中隊「機動支援」（豊川駐屯地）第6施設群：2025年（令和7年）3月23日廃止。
- 第373施設中隊「築城」（小郡駐屯地）第9施設群：2013年（平成25年）3月25日廃止。第391施設中隊「築城・障害」に改編。
- 第374施設中隊「障害」（小郡駐屯地）第9施設群：2013年（平成25年）3月25日廃止。第391施設中隊「築城・障害」に改編。
- 第378施設中隊「障害」（福島駐屯地）第11施設群：2018年（平成30年）3月26日廃止。
- 第379施設中隊「築城」（大久保駐屯地）第7施設群：2017年（平成29年）3月27日廃止。
- 第381施設中隊「機動支援」（大久保駐屯地）第7施設群：2025年（令和7年）3月23日廃止。
- 第385施設中隊「障害」（船岡駐屯地）第10施設群：2018年（平成30年）3月26日廃止。
- 第386施設中隊「機動支援」（船岡駐屯地）第10施設群：2025年（令和7年）3月23日廃止。
- 第389施設中隊「築城・障害」（古河駐屯地）第4施設群：2016年（平成28年）3月27日廃止。
- 第390施設中隊「機動支援」（座間駐屯地）第4施設群：2025年（令和7年）3月23日廃止。
- 第393施設中隊「機動支援」（高田駐屯地）第5施設群：2025年（令和7年）3月23日廃止[3]。

第301施設中隊～第340施設中隊（新編独立施設中隊）
第301施設中隊（だいさんまるいちしせつちゅうたい）は、陸上自衛隊那覇駐屯地（沖縄県 那覇市）に駐屯していた第1混成群隷下の施設科部隊で2010年（平成22年）3月25日に廃止され第15施設中隊に改編された。
- 創設　　：

1. 1972年（昭和47年）3月1日（臨時第1混成群隷下）
2. 1973年（昭和48年）10月16日（第1混成群隷下）

- 編成地　：

1. 北熊本駐屯地（臨時第1混成群）
2. 那覇駐屯地（第1混成群）

- 部隊長　：3等陸佐
- 隊旗　　：えび茶の中隊旗（甲）
- 車両表示：1混群-301施
- 上級部隊：

1. 臨時第1混成群：1972年（昭和47年）3月1日から
2. 第1混成群：1973年（昭和48年）10月16日から

- 廃止　　：2010年（平成22年）3月25日
- 廃止地　：那覇駐屯地
- 後継部隊：第15施設中隊
- 備考　　：1973年（昭和48年）10月那覇駐屯地で第1混成群隷下部隊として新編された。北熊本駐屯地で仮編制されているため独立施設中隊の最初の部隊となった。2010年（平成22年）3月の第1混成団の第15旅団への改編に伴い廃止され第15施設中隊に改編された。

第302施設中隊（だいさんまるにしせつちゅうたい）は、陸上自衛隊座間分屯地に駐屯していた第3施設群隷下の施設科部隊で2001年（平成13年）3月26日に廃止された。
- 創設　　：1972年（昭和47年）8月1日
- 編成地　：座間分屯地
- 部隊長　：3等陸佐
- 隊旗　　：えび茶の中隊旗（甲）
- 車両表示：302施
- 上級部隊：第3施設群
- 廃止　　：2001年（平成13年）3月26日
- 廃止地　：座間分屯地
- 後継部隊：なし

第303施設中隊（だいさんまるさんしせつちゅうたい）は、陸上自衛隊座間分屯地に駐屯していた第3施設群隷下の施設科部隊で2001年（平成13年）3月26日に廃止された。
- 創設　　：1972年（昭和47年）8月1日
- 編成地　：座間分屯地
- 部隊長　：3等陸佐
- 隊旗　　：えび茶の中隊旗（甲）
- 車両表示：303施
- 上級部隊：第3施設群
- 廃止　　：2001年（平成13年）3月26日
- 廃止地　：座間分屯地
- 後継部隊：なし

第304施設中隊（だいさんまるよんしせつちゅうたい）は、陸上自衛隊座間分屯地に駐屯していた第3施設群隷下の施設科部隊で2001年（平成13年）3月26日に廃止された。
- 創設　　：1972年（昭和47年）8月1日
- 編成地　：座間分屯地
- 部隊長　：3等陸佐
- 隊旗　　：えび茶の中隊旗（甲）
- 車両表示：304施
- 上級部隊：第3施設群
- 廃止　　：2001年（平成13年）3月26日
- 廃止地　：座間分屯地
- 後継部隊：なし

第305施設中隊（だいさんまるごしせつちゅうたい）は、陸上自衛隊宇都宮駐屯地に駐屯していた第4施設群隷下の施設科部隊で2001年（平成13年）3月26日に廃止された。
- 創設　　：1972年（昭和47年）8月1日
- 編成地　：宇都宮駐屯地
- 部隊長　：3等陸佐
- 隊旗　　：えび茶の中隊旗（甲）
- 車両表示：305施
- 上級部隊：第4施設群
- 廃止　　：2001年（平成13年）3月26日
- 廃止地　：宇都宮駐屯地
- 後継部隊：第362施設中隊～第364施設中隊

第306施設中隊（だいさんまるろくしせつちゅうたい）は、陸上自衛隊宇都宮駐屯地に駐屯していた第4施設群隷下の施設科部隊で2001年（平成13年）3月26日に廃止された。
- 創設　　：1972年（昭和47年）8月1日
- 編成地　：宇都宮駐屯地
- 部隊長　：3等陸佐
- 隊旗　　：えび茶の中隊旗（甲）
- 車両表示：306施
- 上級部隊：第4施設群
- 廃止　　：2001年（平成13年）3月26日
- 廃止地　：宇都宮駐屯地
- 後継部隊：第362施設中隊～第364施設中隊

第307施設中隊（だいさんまるななしせつちゅうたい）は、陸上自衛隊宇都宮駐屯地に駐屯していた第4施設群隷下の施設科部隊で2001年（平成13年）3月26日に廃止された。
- 創設　　：1972年（昭和47年）8月1日
- 編成地　：宇都宮駐屯地
- 部隊長　：3等陸佐
- 隊旗　　：えび茶の中隊旗（甲）
- 車両表示：307施
- 上級部隊：第4施設群
- 廃止　　：2001年（平成13年）3月26日
- 廃止地　：宇都宮駐屯地
- 後継部隊：第362施設中隊～第364施設中隊

第308施設中隊（だいさんまるはちしせつちゅうたい）は、陸上自衛隊高田駐屯地に駐屯していた第5施設群隷下の施設科部隊で2016年（平成28年）3月28日に廃止された。
- 創設　　：1972年（昭和47年）8月1日
- 編成地　：高田駐屯地
- 部隊長　：3等陸佐
- 隊旗　　：えび茶の中隊旗（甲）
- 車両表示：308施
- 上級部隊：第5施設群
- 支援部隊：東部方面後方支援隊第102施設直接支援大隊第2直接支援中隊（2002年（平成14年）3月27日から）
- 廃止　　：2016年（平成28年）3月28日
- 廃止地　：高田駐屯地
- 後継部隊：第392施設中隊～第394施設中隊

第309施設中隊（だいさんまるきゅうしせつちゅうたい）は、陸上自衛隊高田駐屯地に駐屯していた第5施設群隷下の施設科部隊で2016年（平成28年）3月28日に廃止された。
- 創設　　：1972年（昭和47年）8月1日
- 編成地　：高田駐屯地
- 部隊長　：3等陸佐
- 隊旗　　：えび茶の中隊旗（甲）
- 車両表示：309施
- 上級部隊：第5施設群
- 支援部隊：東部方面後方支援隊第102施設直接支援大隊第2直接支援中隊（2002年（平成14年）3月27日から）
- 廃止　　：2016年（平成28年）3月28日
- 廃止地　：高田駐屯地
- 後継部隊：第392施設中隊～第394施設中隊

第310施設中隊（だいさんいちまるしせつちゅうたい）は、陸上自衛隊高田駐屯地に駐屯していた第5施設群隷下の施設科部隊で2016年（平成28年）3月28日に廃止された。
- 創設　　：1972年（昭和47年）8月1日
- 編成地　：高田駐屯地
- 部隊長　：3等陸佐
- 隊旗　　：えび茶の中隊旗（甲）
- 車両表示：310施
- 上級部隊：第5施設群
- 支援部隊：東部方面後方支援隊第102施設直接支援大隊第2直接支援中隊（2002年（平成14年）3月27日から）
- 廃止　　：2016年（平成28年）3月28日
- 廃止地　：高田駐屯地
- 後継部隊：第392施設中隊～第394施設中隊

第311施設中隊（だいさんいちいちしせつちゅうたい）は、陸上自衛隊豊川駐屯地に駐屯していた第6施設群隷下の施設科部隊で2004年（平成16年）3月27日に廃止され第370施設中隊、第371施設中隊に改編された。
- 創設　　：1973年（昭和48年）3月27日
- 編成地　：豊川駐屯地
- 部隊長　：3等陸佐
- 隊旗　　：えび茶の中隊旗（甲）
- 車両表示：311施
- 上級部隊：第6施設群
- 廃止　　：2004年（平成16年）3月27日
- 廃止地　：豊川駐屯地
- 後継部隊：第370施設中隊・第371施設中隊

第312施設中隊（だいさんいちにしせつちゅうたい）は、陸上自衛隊豊川駐屯地に駐屯していた第6施設群隷下の施設科部隊で2004年（平成16年）3月27日に廃止され第370施設中隊、第371施設中隊に改編された。
- 創設　　：1973年（昭和48年）3月27日
- 編成地　：豊川駐屯地
- 部隊長　：3等陸佐
- 隊旗　　：えび茶の中隊旗（甲）
- 車両表示：312施
- 上級部隊：第6施設群
- 廃止　　：2004年（平成16年）3月27日
- 廃止地　：豊川駐屯地
- 後継部隊：第370施設中隊・第371施設中隊

第313施設中隊（だいさんいちさんしせつちゅうたい）は、陸上自衛隊豊川駐屯地に駐屯していた第6施設群隷下の施設科部隊で2004年（平成16年）3月27日に廃止され第370施設中隊、第371施設中隊に改編された。
- 創設　　：1973年（昭和48年）3月27日
- 編成地　：豊川駐屯地
- 部隊長　：3等陸佐
- 隊旗　　：えび茶の中隊旗（甲）
- 車両表示：313施
- 上級部隊：第6施設群
- 廃止　　：2004年（平成16年）3月27日
- 廃止地　：豊川駐屯地
- 後継部隊：第370施設中隊、第371施設中隊

第314施設中隊（だいさんいちよんしせつちゅうたい）は、陸上自衛隊大久保駐屯地に駐屯していた第7施設群隷下の施設科部隊で2006年（平成18年）3月27日に廃止された。
- 創設　　：1973年（昭和48年）3月27日
- 編成地　：大久保駐屯地
- 部隊長　：3等陸佐
- 隊旗　　：えび茶の中隊旗（甲）
- 車両表示：314施
- 上級部隊：第7施設群
- 支援部隊：中部方面後方支援隊第104施設直接支援大隊第2直接支援中隊（2004年（平成16年）3月27日から）
- 廃止　　：2006年（平成18年）3月27日
- 廃止地　：大久保駐屯地
- 後継部隊：第379施設中隊～第381施設中隊

第315施設中隊（だいさんいちごしせつちゅうたい）は、陸上自衛隊大久保駐屯地に駐屯していた第7施設群隷下の施設科部隊で2006年（平成18年）3月27日に廃止された。
- 創設　　：1973年（昭和48年）3月27日
- 編成地　：大久保駐屯地
- 部隊長　：3等陸佐
- 隊旗　　：えび茶の中隊旗（甲）
- 車両表示：315施
- 上級部隊：第7施設群
- 支援部隊：中部方面後方支援隊第104施設直接支援大隊第2直接支援中隊（2004年（平成16年）3月27日から）
- 廃止　　：2006年（平成18年）3月27日
- 廃止地　：大久保駐屯地
- 後継部隊：第379施設中隊～第381施設中隊

第316施設中隊（だいさんいちろくしせつちゅうたい）は、陸上自衛隊大久保駐屯地に駐屯していた第7施設群隷下の施設科部隊で2006年（平成18年）3月27日に廃止された。
- 創設　　：1973年（昭和48年）3月27日
- 編成地　：大久保駐屯地
- 部隊長　：3等陸佐
- 隊旗　　：えび茶の中隊旗（甲）
- 車両表示：316施
- 上級部隊：第7施設群
- 支援部隊：中部方面後方支援隊第104施設直接支援大隊第2直接支援中隊（2004年（平成16年）3月27日から）
- 廃止　　：2006年（平成18年）3月27日
- 廃止地　：大久保駐屯地
- 後継部隊：第379施設中隊～第381施設中隊

第317施設中隊（だいさんいちななしせつちゅうたい）は、陸上自衛隊善通寺駐屯地に駐屯していた第8施設群隷下の施設科部隊で1999年（平成11年）3月29日に廃止され第305施設隊に改編された。
- 創設　　：1973年（昭和48年）3月27日
- 編成地　：善通寺駐屯地
- 部隊長　：3等陸佐
- 隊旗　　：えび茶の中隊旗（甲）
- 車両表示：317施
- 上級部隊：第8施設群
- 廃止　　：1999年（平成11年）3月29日
- 廃止地　：善通寺駐屯地
- 後継部隊：第305施設隊

第318施設中隊（だいさんいちはちしせつちゅうたい）は、陸上自衛隊善通寺駐屯地に駐屯していた第8施設群隷下の施設科部隊で1999年（平成11年）3月29日に廃止され第305施設隊に改編された。
- 創設　　：1973年（昭和48年）3月27日
- 編成地　：善通寺駐屯地
- 部隊長　：3等陸佐
- 隊旗　　：えび茶の中隊旗（甲）
- 車両表示：318施
- 上級部隊：第8施設群
- 廃止　　：1999年（平成11年）3月29日
- 廃止地　：善通寺駐屯地
- 後継部隊：第305施設隊

第319施設中隊（だいさんいちきゅうしせつちゅうたい）は、陸上自衛隊善通寺駐屯地に駐屯していた第8施設群隷下の施設科部隊で1999年（平成11年）3月29日に廃止され第305施設隊に改編された。
- 創設　　：1973年（昭和48年）3月27日
- 編成地　：善通寺駐屯地
- 部隊長　：3等陸佐
- 隊旗　　：えび茶の中隊旗（甲）
- 車両表示：319施
- 上級部隊：第8施設群
- 廃止　　：1999年（平成11年）3月29日
- 廃止地　：善通寺駐屯地
- 後継部隊：第305施設隊

第320施設中隊（だいさんにいまるしせつちゅうたい）は、陸上自衛隊飯塚駐屯地に駐屯していた第2施設群隷下の施設科部隊で2003年（平成15年）3月27日に廃止された。
- 創設　　：1973年（昭和48年）8月1日
- 編成地　：飯塚駐屯地
- 部隊長　：3等陸佐
- 隊旗　　：えび茶の中隊旗（甲）
- 車両表示：320施
- 上級部隊：第2施設群
- 廃止　　：2003年（平成15年）3月27日
- 廃止地　：飯塚駐屯地
- 後継部隊：第365施設中隊～第367施設中隊に改編。

第321施設中隊（だいさんにいいちしせつちゅうたい）は、陸上自衛隊飯塚駐屯地に駐屯していた第2施設群隷下の施設科部隊で2003年（平成15年）3月27日に廃止された。
- 創設　　：1973年（昭和48年）8月1日
- 編成地　：飯塚駐屯地
- 部隊長　：3等陸佐
- 隊旗　　：えび茶の中隊旗（甲）
- 車両表示：321施
- 上級部隊：第2施設群
- 廃止　　：2003年（平成15年）3月27日
- 廃止地　：飯塚駐屯地
- 後継部隊：第365施設中隊～第367施設中隊に改編。

第322施設中隊（だいさんにいにしせつちゅうたい）は、陸上自衛隊飯塚駐屯地に駐屯していた第2施設群隷下の施設科部隊で2003年（平成15年）3月27日に廃止された。
- 創設　　：1973年（昭和48年）8月1日
- 編成地　：飯塚駐屯地
- 部隊長　：3等陸佐
- 隊旗　　：えび茶の中隊旗（甲）
- 車両表示：322施
- 上級部隊：第2施設群
- 廃止　　：2003年（平成15年）3月27日
- 廃止地　：飯塚駐屯地
- 後継部隊：第365施設中隊～第367施設中隊に改編。

第323施設中隊（だいさんにいさんしせつちゅうたい）は、陸上自衛隊小郡駐屯地に駐屯していた第9施設群隷下の施設科部隊で2005年（平成17年）3月28日に廃止された。
- 創設　　：1973年（昭和48年）8月1日
- 編成地　：小郡駐屯地
- 部隊長　：3等陸佐
- 隊旗　　：えび茶の中隊旗（甲）
- 車両表示：323施
- 上級部隊：第9施設群
- 支援部隊：西部方面後方支援隊第103施設直接支援大隊第2直接支援中隊（2003年（平成15年）3月27日から）
- 廃止　　：2005年（平成17年）3月28日
- 廃止地　：小郡駐屯地
- 後継部隊：第373施設中隊～第375施設中隊に改編。

第324施設中隊（だいさんにいよんしせつちゅうたい）は、陸上自衛隊小郡駐屯地に駐屯していた第9施設群隷下の施設科部隊で2005年（平成17年）3月28日に廃止された。
- 創設　　：1973年（昭和48年）8月1日
- 編成地　：小郡駐屯地
- 部隊長　：3等陸佐
- 隊旗　　：えび茶の中隊旗（甲）
- 車両表示：324施
- 上級部隊：第9施設群
- 支援部隊：西部方面後方支援隊第103施設直接支援大隊第2直接支援中隊（2003年（平成15年）3月27日から）
- 廃止　　：2005年（平成17年）3月28日
- 廃止地　：小郡駐屯地
- 後継部隊：第373施設中隊～第375施設中隊に改編。

第325施設中隊（だいさんにいごななしせつちゅうたい）は、陸上自衛隊小郡駐屯地に駐屯していた第9施設群隷下の施設科部隊で2005年（平成17年）3月28日に廃止された。
- 創設　　：1973年（昭和48年）8月1日
- 編成地　：小郡駐屯地
- 部隊長　：3等陸佐
- 隊旗　　：えび茶の中隊旗（甲）
- 車両表示：325施
- 上級部隊：第9施設群
- 支援部隊：西部方面後方支援隊第103施設直接支援大隊第2直接支援中隊（2003年（平成15年）3月27日から）
- 廃止　　：2005年（平成17年）3月28日
- 廃止地　：小郡駐屯地
- 後継部隊：第373施設中隊～第375施設中隊に改編。

第326施設中隊（だいさんにろくしせつちゅうたい）は、陸上自衛隊船岡駐屯地に駐屯していた第10施設群隷下の施設科部隊で2010年（平成22年）3月25日に廃止され第384施設中隊に改編された。
- 創設　　：1974年（昭和49年）3月26日
- 編成地　：船岡駐屯地
- 部隊長　：3等陸佐
- 隊旗　　：えび茶の中隊旗（甲）
- 車両表示：326施
- 上級部隊：第10施設群
- 支援部隊：東北方面後方支援隊第105施設直接支援大隊第1直接支援中隊（2010年（平成22年） 3月25日から）
- 廃止　　：2010年（平成22年）3月25日
- 廃止地　：船岡駐屯地
- 後継部隊：第384施設中隊

第327施設中隊（だいさんにいななしせつちゅうたい）は、陸上自衛隊船岡駐屯地に駐屯していた第10施設群隷下の施設科部隊で2010年（平成22年）3月25日に廃止され第386施設中隊に改編された。
- 創設　　：1974年（昭和49年）3月26日
- 編成地　：船岡駐屯地
- 部隊長　：3等陸佐
- 隊旗　　：えび茶の中隊旗（甲）
- 車両表示：327施
- 上級部隊：第10施設群
- 支援部隊：東北方面後方支援隊第105施設直接支援大隊第1直接支援中隊（2010年（平成22年） 3月25日から）
- 廃止　　：2010年（平成22年）3月25日
- 廃止地　：船岡駐屯地
- 後継部隊：第386施設中隊

第328施設中隊（だいさんにいはちしせつちゅうたい）は、陸上自衛隊船岡駐屯地に駐屯していた第10施設群隷下の施設科部隊で2010年（平成22年）3月25日に廃止され第301水際障害障害中隊、第303坑道中隊に改編された。
- 創設　　：1974年（昭和49年）3月26日
- 編成地　：船岡駐屯地
- 部隊長　：3等陸佐
- 隊旗　　：えび茶の中隊旗（甲）
- 車両表示：328施
- 上級部隊：第10施設群
- 廃止　　：2010年（平成22年）3月25日
- 廃止地　：船岡駐屯地
- 後継部隊：第301水際障害障害中隊、第303坑道中隊

第329施設中隊（だいさんにいきゅうしせつちゅうたい）は、陸上自衛隊福島駐屯地に駐屯していた第11施設群隷下の施設科部隊で1999年（平成11年）3月29日に廃止された。
- 創設　　：1974年（昭和49年）3月26日
- 編成地　：福島駐屯地
- 部隊長　：3等陸佐
- 隊旗　　：えび茶の中隊旗（甲）
- 車両表示：329施
- 上級部隊：第11施設群
- 廃止　　：1999年（平成11年）3月29日
- 廃止地　：福島駐屯地
- 後継部隊：第354施設中隊～第356施設中隊に改編。

第330施設中隊（だいさんさんまるしせつちゅうたい）は、陸上自衛隊福島駐屯地に駐屯していた第11施設群隷下の施設科部隊で1999年（平成11年）3月29日に廃止された。
- 創設　　：1974年（昭和49年）3月26日
- 編成地　：福島駐屯地
- 部隊長　：3等陸佐
- 隊旗　　：えび茶の中隊旗（甲）
- 車両表示：330施
- 上級部隊：第11施設群
- 廃止　　：1999年（平成11年）3月29日
- 廃止地　：福島駐屯地
- 後継部隊：第354施設中隊～第356施設中隊に改編。

第331施設中隊（だいさんさんいちしせつちゅうたい）は、陸上自衛隊福島駐屯地に駐屯していた第11施設群隷下の施設科部隊で1999年（平成11年）3月29日に廃止された。
- 創設　　：1974年（昭和49年）3月26日
- 編成地　：福島駐屯地
- 部隊長　：3等陸佐
- 隊旗　　：えび茶の中隊旗（甲）
- 車両表示：331施
- 上級部隊：第11施設群
- 廃止　　：1999年（平成11年）3月29日
- 廃止地　：福島駐屯地
- 後継部隊：第354施設中隊～第356施設中隊に改編。

第332施設中隊（だいさんさんにしせつちゅうたい）は、陸上自衛隊南恵庭駐屯地に駐屯していた第1施設群隷下の施設科部隊で2004年（平成16年）3月29日に廃止された。
- 創設　　：1976年（昭和51年）3月25日
- 編成地　：南恵庭駐屯地
- 部隊長　：3等陸佐
- 隊旗　　：えび茶の中隊旗（甲）
- 車両表示：332施
- 上級部隊：第1施設群
- 廃止　　：2004年（平成16年）3月29日
- 廃止地　：南恵庭駐屯地

第333施設中隊（だいさんさんさんしせつちゅうたい）は、陸上自衛隊南恵庭駐屯地に駐屯していた第1施設群隷下の施設科部隊で2004年（平成16年）3月29日に廃止された。
- 創設　　：1976年（昭和51年）3月25日
- 編成地　：南恵庭駐屯地
- 部隊長　：3等陸佐
- 隊旗　　：えび茶の中隊旗（甲）
- 車両表示：333施
- 上級部隊：第1施設群
- 廃止　　：2004年（平成16年）3月29日
- 廃止地　：南恵庭駐屯地

第334施設中隊（だいさんさんよんしせつちゅうたい）は、陸上自衛隊南恵庭駐屯地に駐屯していた第1施設群隷下の施設科部隊で2004年（平成16年）3月29日に廃止された。
- 創設　　：1976年（昭和51年）3月25日
- 編成地　：南恵庭駐屯地
- 部隊長　：3等陸佐
- 隊旗　　：えび茶の中隊旗（甲）
- 車両表示：334施
- 上級部隊：第1施設群
- 廃止　　：2004年（平成16年）3月29日
- 廃止地　：南恵庭駐屯地

第335施設中隊（だいさんさんごしせつちゅうたい）は、陸上自衛隊岩見沢駐屯地に駐屯していた第12施設群隷下の施設科部隊で2017年（平成29年）3月27日に廃止された。
- 創設　　：1976年（昭和51年）3月25日
- 編成地　：岩見沢駐屯地
- 部隊長　：3等陸佐
- 隊旗　　：えび茶の中隊旗（甲）
- 車両表示：335施
- 上級部隊：第12施設群
- 支援部隊：北部方面後方支援隊第101施設直接支援大隊第2直接支援中隊（2000年（平成12年）3月28日から）
- 廃止　　：2017年（平成29年）3月27日
- 廃止地　：岩見沢駐屯地
- 後継部隊：第398施設中隊～第400施設中隊に改編。

第336施設中隊（だいさんさんろくしせつちゅうたい）は、陸上自衛隊岩見沢駐屯地に駐屯していた第12施設群隷下の施設科部隊で2017年（平成29年）3月27日に廃止された。
- 創設　　：1976年（昭和51年）3月25日
- 編成地　：岩見沢駐屯地
- 部隊長　：3等陸佐
- 隊旗　　：えび茶の中隊旗（甲）
- 車両表示：336施
- 上級部隊：第12施設群
- 支援部隊：北部方面後方支援隊第101施設直接支援大隊第2直接支援中隊（2000年（平成12年）3月28日から）
- 廃止　　：2017年（平成29年）3月27日
- 廃止地　：岩見沢駐屯地
- 後継部隊：第398施設中隊～第400施設中隊に改編。

第337施設中隊（だいさんさんななしせつちゅうたい）は、陸上自衛隊岩見沢駐屯地に駐屯していた第12施設群隷下の施設科部隊で2017年（平成29年）3月27日に廃止された。
- 創設　　：1976年（昭和51年）3月25日
- 編成地　：岩見沢駐屯地
- 部隊長　：3等陸佐
- 隊旗　　：えび茶の中隊旗（甲）
- 車両表示：337施
- 上級部隊：第12施設群
- 支援部隊：北部方面後方支援隊第101施設直接支援大隊第2直接支援中隊（2000年（平成12年）3月28日から）
- 廃止　　：2017年（平成29年）3月27日
- 廃止地　：岩見沢駐屯地
- 後継部隊：第398施設中隊～第400施設中隊に改編。

第338施設中隊（だいさんさんはちしせつちゅうたい）は、陸上自衛隊幌別駐屯地に駐屯していた第13施設群隷下の施設科部隊で2000年（平成12年）3月28日に廃止された。
- 創設　　：1976年（昭和51年）3月25日
- 編成地　：幌別駐屯地
- 部隊長　：3等陸佐
- 隊旗　　：えび茶の中隊旗（甲）
- 車両表示：338施
- 上級部隊：第13施設群
- 廃止　　：2000年（平成12年）3月28日
- 廃止地　：幌別駐屯地
- 後継部隊：第358施設中隊～第360施設中隊に改編。

第339施設中隊（だいさんさん旧しせつちゅうたい）は、陸上自衛隊幌別駐屯地に駐屯していた第13施設群隷下の施設科部隊で2000年（平成12年）3月28日に廃止された。
- 創設　　：1976年（昭和51年）3月25日
- 編成地　：幌別駐屯地
- 部隊長　：3等陸佐
- 隊旗　　：えび茶の中隊旗（甲）
- 車両表示：339施
- 上級部隊：第13施設群
- 廃止　　：2000年（平成12年）3月28日
- 廃止地　：幌別駐屯地
- 後継部隊：第358施設中隊～第360施設中隊に改編。

第340施設中隊（だいさんよんまるしせつちゅうたい）は、陸上自衛隊幌別駐屯地に駐屯していた第13施設群隷下の施設科部隊で2000年（平成12年）3月28日に廃止された。
- 創設　　：1976年（昭和51年）3月25日
- 編成地　：幌別駐屯地
- 部隊長　：3等陸佐
- 隊旗　　：えび茶の中隊旗（甲）
- 車両表示：340施
- 部隊長　：3等陸佐
- 上級部隊：第13施設群
- 廃止　　：2000年（平成12年）3月28日
- 廃止地　：幌別駐屯地
- 後継部隊：第358施設中隊～第360施設中隊に改編。

第341施設中隊～第353施設中隊（地区施設隊改編中隊）
第341施設中隊（だいさんよんいちしせつちゅうたい）は、陸上自衛隊名寄駐屯地に駐屯していた第1施設群隷下の施設科部隊で2004年（平成16年）3月22日に廃止され第342施設中隊に改編された。
- 改編部隊：第301地区施設隊
- 創設　　：1988年（昭和63年）3月25日
- 編成地　：釧路駐屯地
- 部隊長　：3等陸佐
- 隊旗　　：えび茶の中隊旗（甲）
- 車両表示：341施
- 上級部隊：第1施設群
- 廃止　　：2004年（平成16年）3月22日
- 廃止地　：名寄駐屯地
- 後継部隊：第342施設中隊
- 備考　　：第342施設中隊が名寄駐屯地から移駐、第341施設中隊と統合、第341施設中隊は廃止。

第342施設中隊（だいさんよんにしせつちゅうたい）は、陸上自衛隊釧路駐屯地に駐屯していた第12施設群隷下の施設科部隊で2017年（平成29年）3月26日に廃止され第397施設中隊に改編された。
- 改編部隊：第307地区施設隊
- 創設　　：1988年（昭和63年）3月25日
- 編成地　：名寄駐屯地
- 部隊長　：3等陸佐
- 隊旗　　：えび茶の中隊旗（甲）
- 車両表示：342施
- 上級部隊：第12施設群

- 駐屯地　：

1. 名寄駐屯地：1988年（昭和63年）3月25日～2004年（平成16年）3月22日
2. 釧路駐屯地：2004年（平成16年）3月23日～2017年（平成29年）3月26日

- 支援部隊：北部方面後方支援隊第101施設直接支援大隊第2直接支援中隊（2000年（平成12年）3月28日から）

- 廃止　　：

1. 2004年（平成16年）3月22日：釧路駐屯地に移駐し、第1施設群第341施設中隊（釧路駐屯地）を統合。
2. 2017年（平成29年）3月26日

- 廃止地　：釧路駐屯地
- 後継部隊：第397施設中隊（釧路駐屯地）第14施設群

第343施設中隊（だいさんよんさんしせつちゅうたい）は、陸上自衛隊函館駐屯地に駐屯していた第13施設群隷下の施設科部隊で2000年（平成12年）3月27日に廃止され第361施設中隊に改編された。
- 改編部隊：第311地区施設隊
- 創設　　：1988年（昭和63年）3月25日
- 編成地　：函館駐屯地
- 部隊長　：3等陸佐
- 隊旗　　：えび茶の中隊旗（甲）
- 車両表示：343施
- 上級部隊：第13施設群

- 駐屯地　：

1. 函館駐屯地：1988年（昭和63年）3月25日～1996年（平成8年）3月28日
2. 倶知安駐屯地：1996年（平成8年）3月29日～2000年（平成12年）3月27日

- 廃止　　：2000年（平成12年）3月27日
- 廃止地　：倶知安駐屯地
- 後継部隊：第361施設中隊

第344施設中隊（だいさんよんよんしせつちゅうたい）は、陸上自衛隊湯布院駐屯地に駐屯していた第2施設群隷下の施設科部隊で2003年（平成15年）3月27日に廃止され第368施設中隊に改編された。
- 改編部隊：第314地区施設隊
- 創設　　：1989年（平成元年）3月24日
- 編成地　：湯布院駐屯地
- 部隊長　：3等陸佐
- 隊旗　　：えび茶の中隊旗（甲）
- 車両表示：344施
- 上級部隊：第2施設群
- 廃止　　：2003年（平成15年）3月27日
- 廃止地　：湯布院駐屯地
- 後継部隊：第368施設中隊

第345施設中隊（だいさんよんごしせつちゅうたい）は、陸上自衛隊都城駐屯地に駐屯していた第9施設群隷下の施設科部隊で2005年（平成17年）3月27日に廃止され第376施設中隊に改編された。
- 改編部隊：第305地区施設隊
- 創設　　：1989年（平成元年）3月24日
- 編成地　：都城駐屯地
- 部隊長　：3等陸佐
- 隊旗　　：えび茶の中隊旗（甲）
- 車両表示：345施
- 上級部隊：第9施設群
- 廃止　　：2005年（平成17年）3月27日
- 廃止地　：都城駐屯地
- 後継部隊：第376施設中隊

第346施設中隊（だいさんよんろくしせつちゅうたい）は、陸上自衛隊岩手駐屯地に駐屯していた第10施設群隷下の施設科部隊で2010年（平成22年）3月24日に廃止され第387施設中隊に改編された。
- 改編部隊：第309地区施設隊
- 創設　　：1989年（平成元年）3月24日
- 編成地　：岩手駐屯地
- 車両表示：346施
- 隊旗　　：えび茶の中隊旗（甲）
- 上級部隊：第10施設群
- 支援部隊：東北方面後方支援隊第105施設直接支援大隊第1直接支援中隊（2006年（平成18年）3月27日から）
- 廃止　　：2010年（平成22年）3月24日
- 廃止地　：岩手駐屯地
- 後継部隊：第387施設中隊

第347施設中隊（だいさんよんななしせつちゅうたい）は、陸上自衛隊秋田駐屯地に駐屯していた第11施設群隷下の施設科部隊で1999年（平成11年）3月29日に廃止され第357施設中隊に改編された。
- 改編部隊：第310地区施設隊
- 創設　　：1989年（平成元年）3月24日
- 編成地　：秋田駐屯地
- 部隊長　：3等陸佐
- 隊旗　　：えび茶の中隊旗（甲）
- 車両表示：347施
- 上級部隊：第11施設群
- 支援部隊：東北方面後方支援隊第105施設直接支援大隊第1直接支援中隊（2006年（平成18年）3月27日から）
- 廃止　　：1999年（平成11年）3月29日
- 廃止地　：秋田駐屯地
- 後継部隊：第357施設中隊

第348施設中隊（だいさんよんはちしせつちゅうたい）は、陸上自衛隊岐阜分屯地に駐屯していた第6施設群隷下の施設科部隊で2004年（平成16年）3月27日に廃止され第369施設中隊に改編された。
- 改編部隊：第313地区施設隊
- 創設　　：1990年（平成2年）3月26日
- 編成地　：岐阜分屯地
- 部隊長　：3等陸佐
- 隊旗　　：えび茶の中隊旗（甲）
- 車両表示：348施
- 上級部隊：第6施設群
- 支援部隊：中部方面後方支援隊第104施設直接支援大隊第1直接支援中隊岐阜派遣隊（2019年（平成31年）3月26日から）
- 廃止　　：2004年（平成16年）3月27日
- 廃止地　：岐阜分屯地
- 後継部隊：第369施設中隊

第349施設中隊（だいさんよんきゅうしせつちゅうたい）は、陸上自衛隊三軒屋駐屯地に駐屯していた第7施設群隷下の施設科部隊で2006年（平成18年）3月27日に廃止された。
- 改編部隊：第303地区施設隊
- 創設　　：1990年（平成2年）3月26日
- 編成地　：出雲駐屯地

- 部隊長　：3等陸佐
- 隊旗　　：えび茶の中隊旗（甲）
- 車両表示：349施
- 駐屯地　：

1. 出雲駐屯地：1990年（平成2年）3月26日から
2. 三軒屋駐屯地：1999年（平成11年）3月29日から

- 上級部隊：第7施設群
- 廃止　　：2006年（平成18年）3月27日
- 廃止地　：三軒屋駐屯地
- 後継部隊：なし

第350施設中隊（だいさんごうまるしせつちゅうたい）は、陸上自衛隊三軒屋駐屯地に駐屯していた第8施設群隷下の施設科部隊で1999年（平成11年）3月29日に廃止され第349施設中隊に改編された。
- 改編部隊：第324地区施設隊
- 創設　　：1990年（平成2年）3月26日
- 編成地　：三軒屋駐屯地
- 部隊長　：3等陸佐
- 隊旗　　：えび茶の中隊旗（甲）
- 車両表示：350施
- 上級部隊：第8施設群
- 廃止　　：1999年（平成11年）3月29日
- 廃止地　：三軒屋駐屯地
- 後継部隊：第349施設中隊

第351施設中隊（だいさんごういちしせつちゅうたい）は、陸上自衛隊北富士駐屯地に駐屯していた第3施設群隷下の施設科部隊で2001年（平成13年）3月26日に廃止された。
- 改編部隊：第317地区施設隊
- 創設　　：1991年（平成3年）3月29日
- 編成地　：北富士駐屯地
- 部隊長　：3等陸佐
- 隊旗　　：えび茶の中隊旗（甲）
- 車両表示：351施
- 上級部隊：第3施設群
- 廃止　　：2001年（平成13年）3月26日
- 廃止地　：北富士駐屯地
- 後継部隊：なし

第352施設中隊（だいさんごうにしせつちゅうたい）は、陸上自衛隊習志野駐屯地に駐屯していた第4施設群隷下の施設科部隊で2001年（平成13年）3月26日に廃止された。
- 改編部隊：第312地区施設隊
- 創設　　：1991年（平成3年）3月29日
- 編成地　：習志野駐屯地
- 部隊長　：3等陸佐
- 隊旗　　：えび茶の中隊旗（甲）
- 車両表示：352施
- 上級部隊：第4施設群
- 廃止　　：2001年（平成13年）3月26日
- 廃止地　：習志野駐屯地
- 後継部隊：なし

第353施設中隊（だいさんごうさんしせつちゅうたい）は、陸上自衛隊高田駐屯地に駐屯していた第5施設群隷下の施設科部隊で2016年（平成28年）3月28日に廃止された。
- 改編部隊：第316地区施設隊
- 創設　　：1991年（平成3年）3月29日
- 編成地　：松本駐屯地
- 部隊長　：3等陸佐
- 隊旗　　：えび茶の中隊旗（甲）
- 車両表示：353施
- 上級部隊：第5施設群
- 支援部隊：東部方面後方支援隊第102施設直接支援大隊第2直接支援中隊（2002年（平成14年）3月27日から）

- 駐屯地　：

1. 松本駐屯地：1991年（平成3年）3月29日から
2. 高田駐屯地：2001年（平成13年）3月26日から

- 廃止　　：2016年（平成28年）3月28日
- 廃止地　：高田駐屯地
- 後継部隊：第392施設中隊～第394施設中隊の一部

第354施設中隊～第402施設中隊（機能別改編中隊）
第354施設中隊（だいさんごうよんしせつちゅうたい）は、陸上自衛隊福島駐屯地に駐屯していた第11施設群隷下の施設科部隊で2016年（平成28年）3月28日に廃止され第377施設中隊に改編された。
- 改編部隊：第329施設中隊
- 創設　　：1999年（平成11年）3月29日
- 編成地　：福島駐屯地
- 部隊長　：3等陸佐
- 隊旗　　：えび茶の中隊旗（甲）
- 車両表示：354施
- 機能　　：築城
- 上級部隊：第11施設群
- 廃止　　：2016年（平成28年）3月28日
- 廃止地　：福島駐屯地
- 後継部隊：第377施設中隊「築城」
- 備考　　：

第355施設中隊（だいさんごうごしせつちゅうたい）は、陸上自衛隊福島駐屯地に駐屯していた第11施設群隷下の施設科部隊で2016年（平成28年）3月28日に廃止され第378施設中隊に改編された。
- 改編部隊：第330施設中隊
- 創設　　：1999年（平成11年）3月29日
- 編成地　：福島駐屯地
- 部隊長　：3等陸佐
- 隊旗　　：えび茶の中隊旗（甲）
- 車両表示：355施
- 機能　　：障害
- 上級部隊：第11施設群
- 廃止　　：2016年（平成28年）3月28日
- 廃止地　：福島駐屯地
- 後継部隊：第378施設中隊「障害」
- 備考　　：

第356施設中隊（だいさんごうろくしせつちゅうたい）は、陸上自衛隊福島駐屯地に駐屯していた第11施設群隷下の施設科部隊で2025年（令和7年）3月23日に廃止された。
- 改編部隊：第331施設中隊
- 創設　　：1999年（平成11年）3月29日
- 編成地　：福島駐屯地
- 部隊長　：3等陸佐
- 隊旗　　：えび茶の中隊旗（甲）
- 車両表示：356施
- 機能　　：機動支援
- 上級部隊：第11施設群
- 廃止　　：2025年（令和7年）3月23日[4]
- 廃止地　：福島駐屯地
- 支援部隊：東北方面後方支援隊第105施設直接支援大隊第2直接支援中隊
- 備考　　：

第357施設中隊（だいさんごうななしせつちゅうたい）は、陸上自衛隊秋田駐屯地に駐屯する第11施設群隷下の施設科部隊である。
- 改編部隊：第347施設中隊
- 創設　　：1999年（平成11年）3月29日
- 編成地　：秋田駐屯地
- 部隊長　：3等陸佐
- 隊旗　　：えび茶の中隊旗（甲）
- 車両表示：357施
- 機能　　：交通
- 上級部隊：第11施設群
- 支援部隊：東北方面後方支援隊第105施設直接支援大隊第2直接支援中隊
- 備考　　：

第358施設中隊（だいさんごうはちしせつちゅうたい）は、陸上自衛隊幌別駐屯地に駐屯していた第13施設群隷下の施設科部隊で2008年（平成20年）3月26日に廃止され第383施設中隊に改編された。
- 改編部隊：第338施設中隊～第340施設中隊
- 創設　　：2000年（平成12年）3月28日
- 編成地　：幌別駐屯地
- 部隊長　：3等陸佐
- 隊旗　　：えび茶の中隊旗（甲）
- 車両表示：358施
- 機能　　：築城
- 上級部隊：第13施設群
- 廃止　　：2008年（平成20年）3月26日
- 廃止地　：幌別駐屯地
- 後継部隊：第383施設中隊「築城・障害」
- 備考　　：第359施設中隊と統合し第383施設中隊に改編。

第359施設中隊（だいさんごうきゅうしせつちゅうたい）は、陸上自衛隊幌別駐屯地に駐屯していた第13施設群隷下の施設科部隊で2008年（平成20年）3月26日に廃止され第383施設中隊に改編された。
- 改編部隊：第338施設中隊～第340施設中隊
- 創設　　：2000年（平成12年）3月28日
- 編成地　：幌別駐屯地
- 部隊長　：3等陸佐
- 隊旗　　：えび茶の中隊旗（甲）
- 車両表示：359施
- 機能　　：障害
- 上級部隊：第13施設群
- 廃止　　：2008年（平成20年）3月26日
- 廃止地　：幌別駐屯地
- 後継部隊：第383施設中隊「築城・障害」
- 備考　　：第358施設中隊と統合し第383施設中隊に改編。

第360施設中隊（だいさんろくまるしせつちゅうたい）は、陸上自衛隊幌別駐屯地に駐屯する第13施設群隷下の施設科部隊である。
- 改編部隊：第338施設中隊～第340施設中隊
- 創設　　：2000年（平成12年）3月28日
- 編成地　：幌別駐屯地
- 部隊長　：3等陸佐
- 隊旗　　：えび茶の中隊旗（甲）
- 車両表示：13施群-360
- 機能　　：機動支援

- 上級部隊：

1. 第13施設群：2000年（平成12年）3月28日～2008年（平成20年）3月25日
2. 第13施設隊：2008年（平成20年）3月26日～2017年（平成29年）3月26日
3. 第13施設群：2017年（平成29年）3月27日

- 支援部隊：北部方面後方支援隊第101施設直接支援大隊第3直接支援中隊（2000年（平成12年）3月28日から）
- 備考　　：

第361施設中隊（だいさんろくいちしせつちゅうたい）は、陸上自衛隊倶知安駐屯地に駐屯する第13施設群隷下の施設科部隊である。
- 改編部隊：第343施設中隊
- 創設　　：2000年（平成12年）3月28日
- 編成地　：倶知安駐屯地
- 部隊長　：3等陸佐
- 隊旗　　：えび茶の中隊旗（甲）
- 車両表示：13施群-361
- 機能　　：交通
- 上級部隊：

1. 第13施設群：2000年（平成12年）3月28日～2008年（平成20年）3月25日
2. 第13施設隊：2008年（平成20年）3月26日～2017年（平成29年）3月26日
3. 第13施設群：2017年（平成29年）3月27日

- 支援部隊：北部方面後方支援隊第101施設直接支援大隊第3直接支援中隊倶知安派遣隊（2000年（平成12年）3月28日から）
- 備考　　：

第362施設中隊（だいさんろくにしせつちゅうたい）は、陸上自衛隊古河駐屯地に駐屯していた第4施設群隷下の施設科部隊で2011年（平成23年）4月22日に廃止され第389施設中隊に改編された。
- 改編部隊：305施設中隊～第307施設中隊、第352施設中隊、第306施設器材中隊
- 創設　　：2001年（平成13年）3月26日
- 編成地　：宇都宮駐屯地
- 部隊長　：3等陸佐
- 隊旗　　：えび茶の中隊旗（甲）
- 車両表示：362施
- 機能　　：築城・障害
- 上級部隊：第4施設群
- 支援部隊：東部方面後方支援隊第102施設直接支援大隊第1直接支援中隊（2002年（平成14年）3月27日から）
- 廃止　　：2011年（平成23年）4月22日
- 廃止地　：古河駐屯地
- 後継部隊：第389施設中隊（コア部隊）
- 備考　　：新編時から「築城・障害」中隊として編成された。

第363施設中隊（だいさんろくさんしせつちゅうたい）は、陸上自衛隊座間駐屯地に駐屯していた第4施設群隷下の施設科部隊で2011年（平成23年）4月22日に廃止され第388施設中隊に改編された。
- 改編部隊：305施設中隊～第307施設中隊、第352施設中隊、第306施設器材中隊
- 創設　　：2001年（平成13年）3月26日
- 編成地　：座間分屯地
- 部隊長　：3等陸佐
- 隊旗　　：えび茶の中隊旗（甲）
- 車両表示：363施
- 機能　　：機動支援
- 上級部隊：第4施設群
- 支援部隊：東部方面後方支援隊第102施設直接支援大隊第1直接支援中隊（2002年（平成14年）3月27日から）
- 廃止　　：2011年（平成23年）4月22日
- 廃止地　：座間駐屯地
- 後継部隊：第388施設中隊
- 備考　　：

第364施設中隊（だいさんろくよんしせつちゅうたい）は、陸上自衛隊座間駐屯地に駐屯する第4施設群隷下の施設科部隊である。
- 改編部隊：305施設中隊～第307施設中隊、第352施設中隊、第306施設器材中隊
- 創設　　：2001年（平成13年）3月26日
- 編成地　：駒門駐屯地
- 部隊長　：3等陸佐
- 隊旗　　：えび茶の中隊旗（甲）
- 車両表示：364施
- 機能　　：交通
- 駐屯地　：

1. 駒門駐屯地：2001年（平成13年）3月26日から
2. 座間駐屯地：2018年（平成30年）3月26日から

- 上級部隊：第4施設群

- 支援部隊：東部方面後方支援隊第102施設直接支援大隊第1直接支援中隊（2002年（平成14年）3月27日から）
- 備考　　：

第365施設中隊（だいさんろくごしせつちゅうたい）は、陸上自衛隊飯塚駐屯地に駐屯していた第2施設群隷下の施設科部隊で2017年（平成29年）3月27日に廃止され第401施設中隊に改編された。
- 改編部隊：第320施設中隊～第322施設中隊
- 創設　　：2003年（平成15年）3月27日
- 編成地　：飯塚駐屯地
- 部隊長　：3等陸佐
- 隊旗　　：えび茶の中隊旗（甲）
- 車両表示：365施
- 機能　　：築城
- 上級部隊：第2施設群
- 廃止　　：2017年（平成29年）3月27日
- 廃止地　：飯塚駐屯地
- 後継部隊：第401施設中隊「築城・障害」
- 備考　　：第366施設中隊と統合し第401施設中隊に改編。

第366施設中隊（だいさんろくろくしせつちゅうたい）は、陸上自衛隊飯塚駐屯地に駐屯していた第2施設群隷下の施設科部隊で2017年（平成29年）3月27日に廃止され第401施設中隊に改編された。
- 改編部隊：第320施設中隊～第322施設中隊
- 創設　　：2003年（平成15年）3月27日
- 編成地　：飯塚駐屯地
- 部隊長　：3等陸佐
- 隊旗　　：えび茶の中隊旗（甲）
- 車両表示：366施
- 機能　　：障害
- 上級部隊：第2施設群
- 廃止　　：2017年（平成29年）3月27日
- 廃止地　：飯塚駐屯地
- 後継部隊：第401施設中隊「築城・障害」
- 備考　　：第365施設中隊と統合し第401施設中隊に改編。

第367施設中隊（だいさんろくななしせつちゅうたい）は、陸上自衛隊飯塚駐屯地に駐屯する第2施設群隷下の施設科部隊である。
- 改編部隊：第320施設中隊～第322施設中隊
- 創設　　：2003年（平成15年）3月27日
- 編成地　：飯塚駐屯地
- 部隊長　：3等陸佐
- 隊旗　　：えび茶の中隊旗（甲）
- 車両表示：367施
- 機能　　：機動支援
- 上級部隊：第2施設群
- 支援部隊：西部方面後方支援隊第103施設直接支援大隊第1直接支援中隊（2003年（平成15年）3月27日から）
- 備考　　：

第368施設中隊（だいさんろくはちしせつちゅうたい）は、陸上自衛隊湯布院駐屯地に駐屯する第2施設群隷下の施設科部隊である。
- 改編部隊：第320施設中隊～第322施設中隊
- 創設　　：2003年（平成15年）3月27日
- 編成地　：湯布院駐屯地
- 部隊長　：3等陸佐
- 隊旗　　：えび茶の中隊旗（甲）
- 車両表示：368施
- 機能　　：交通
- 上級部隊：第2施設群
- 支援部隊：西部方面後方支援隊第103施設直接支援大隊第1直接支援中隊湯布院派遣隊（2003年（平成15年）3月27日から）
- 備考　　：

第369施設中隊（だいさんろくきゅうしせつちゅうたい）は、陸上自衛隊岐阜分屯地に駐屯していた第6施設群隷下の施設科部隊で2019年（平成31年）3月26日に廃止され第402施設中隊に改編された。
- 改編部隊：第348施設中隊
- 創設　　：2004年（平成16年）3月27日
- 編成地　：岐阜分屯地
- 部隊長　：3等陸佐
- 隊旗　　：えび茶の中隊旗（甲）
- 車両表示：369施
- 機能　　：築城
- 上級部隊：第6施設群（豊川駐屯地）
- 支援部隊：中部方面後方支援隊第104施設直接支援大隊第1直接支援中隊岐阜派遣隊（2004年（平成16年）3月27日から）
- 廃止　　：2019年（平成31年）3月26日
- 廃止地　：岐阜分屯地
- 後継部隊：第402施設中隊
- 備考　　：

第370施設中隊（だいさんななまるしせつちゅうたい）は、陸上自衛隊豊川駐屯地に駐屯していた第6施設群隷下の施設科部隊で2019年（平成31年）3月26日に廃止された。
- 改編部隊：第311施設中隊～第313施設中隊
- 創設　　：2004年（平成16年）3月27日
- 編成地　：豊川駐屯地
- 部隊長　：3等陸佐
- 隊旗　　：えび茶の中隊旗（甲）
- 車両表示：370施
- 機能　　：障害
- 上級部隊：第6施設群（豊川駐屯地）
- 支援部隊：中部方面後方支援隊第104施設直接支援大隊第1直接支援中隊（2004年（平成16年）3月27日から）
- 廃止　　：2019年（平成31年）3月26日
- 廃止地　：豊川駐屯地
- 後継部隊：なし
- 備考　　：

第371施設中隊（だいさんなないちしせつちゅうたい）は、陸上自衛隊豊川駐屯地に駐屯していた第6施設群隷下の施設科部隊で2025年（令和7年）3月23日に廃止された。
- 改編部隊：第311施設中隊～第313施設中隊
- 創設　　：2004年（平成16年）3月27日
- 編成地　：豊川駐屯地
- 部隊長　：3等陸佐
- 隊旗　　：えび茶の中隊旗（甲）
- 車両表示：371施
- 機能　　：機動支援
- 上級部隊：第6施設群（豊川駐屯地）
- 支援部隊：中部方面後方支援隊第104施設直接支援大隊第1直接支援中隊（2004年（平成16年）3月27日から）
- 廃止　　：2025年（令和7年）3月23日
- 廃止地　：豊川駐屯地
- 後継部隊：なし
- 備考　　：

第372施設中隊（だいさんななにしせつちゅうたい）は、陸上自衛隊鯖江駐屯地に駐屯する第6施設群隷下の施設科部隊である。
- 改編部隊：第302施設隊
- 創設　　：2004年（平成16年）3月27日
- 編成地　：鯖江駐屯地
- 部隊長　：2等陸佐
- 隊旗　　：えび茶の中隊旗（甲）
- 車両表示：372施
- 機能　　：交通
- 上級部隊：第6施設群（豊川駐屯地）
- 支援部隊：中部方面後方支援隊第104直接支援大隊整備第1直接支援中隊鯖江派遣隊（2004年（平成16年）3月27日から）
- 改編　　：2014年（平成26年）3月26日管理隊を新編。
- 備考　　：中隊長は2等陸佐で鯖江駐屯地司令を兼務する。2004年（平成16年）3月の第4施設団改編時に第6施設群の機能別中隊改編により第302施設隊が第372施設中隊に改編され「交通」機能の施設中隊として編成された。各種施設器材と自走架柱橋等を装備し、主として、施設器材等を使用し後方地域における交通、 道路構築、維持・補修や渡河等各種の施設作業を実施し、師団および方面直轄部隊の支援を任務とする。また、駐屯地業務隊が置かれない駐屯地のため駐屯地業務を担当する。

第373施設中隊（だいさんななさんしせつちゅうたい）は、陸上自衛隊小郡駐屯地に駐屯していた第9施設群隷下の施設科部隊で2013年（平成25年）3月26日に廃止され第391施設中隊に改編された。
- 改編部隊：第323施設中隊～第325施設中隊、第303施設器材中隊
- 創設　　：2005年（平成17年）3月28日
- 編成地　：小郡駐屯地
- 部隊長　：3等陸佐
- 隊旗　　：えび茶の中隊旗（甲）
- 車両表示：373施
- 機能　　：築城
- 上級部隊：第9施設群
- 支援部隊：西部方面後方支援隊第103施設直接支援大隊第2直接支援中隊（2003年（平成15年）3月27日から）
- 廃止　　：2013年（平成25年）3月26日
- 廃止地　：小郡駐屯地
- 後継部隊：第391施設中隊
- 備考　　：

第374施設中隊（だいさんななよんしせつちゅうたい）は、陸上自衛隊小郡駐屯地に駐屯していた第9施設群隷下の施設科部隊で2013年（平成25年）3月26日に廃止され第391施設中隊に改編された。
- 改編部隊：第323施設中隊～第325施設中隊、第303施設器材中隊
- 創設　　：2005年（平成17年）3月28日
- 編成地　：小郡駐屯地
- 部隊長　：3等陸佐
- 隊旗　　：えび茶の中隊旗（甲）
- 車両表示：374施
- 機能　　：障害
- 上級部隊：第9施設群
- 支援部隊：西部方面後方支援隊第103施設直接支援大隊第2直接支援中隊（2003年（平成15年）3月27日から）
- 廃止　　：2013年（平成25年）3月26日
- 廃止地　：小郡駐屯地
- 後継部隊：第391施設中隊
- 備考　　：

第375施設中隊（だいさんななごしせつちゅうたい）は、陸上自衛隊小郡駐屯地に駐屯する第9施設群隷下の施設科部隊である。
- 改編部隊：第323施設中隊～第325施設中隊、第303施設器材中隊
- 創設　　：2005年（平成17年）3月28日
- 編成地　：小郡駐屯地
- 部隊長　：3等陸佐
- 隊旗　　：えび茶の中隊旗（甲）
- 車両表示：375施
- 機能　　：機動支援
- 上級部隊：第9施設群
- 支援部隊：西部方面後方支援隊第103施設直接支援大隊第2直接支援中隊（2003年（平成15年）3月27日から）
- 備考　　：

第376施設中隊（だいさんななろくしせつちゅうたい）は、陸上自衛隊都城駐屯地に駐屯する第9施設群隷下の施設科部隊である。
- 改編部隊：第345施設中隊、第303施設器材中隊
- 創設　　：2005年（平成17年）3月28日
- 編成地　：都城駐屯地
- 部隊長　：3等陸佐
- 隊旗　　：えび茶の中隊旗（甲）
- 車両表示：376施
- 機能　　：交通
- 上級部隊：第9施設群
- 支援部隊：西部方面後方支援隊第103施設直接支援大隊第2直接支援中隊（2003年（平成15年）3月27日から）
- 備考　　：

第377施設中隊（だいさんななななしせつちゅうたい）は、陸上自衛隊福島駐屯地に駐屯する第11施設群隷下の施設科部隊である。
- 改編部隊：第354施設中隊
- 創設　　：2006年（平成18年）3月27日
- 編成地　：福島駐屯地
- 部隊長　：3等陸佐
- 隊旗　　：えび茶の中隊旗（甲）
- 車両表示：377施
- 機能　　：

1. 築城：2006年（平成18年）3月27日
2. 築城・障害：2018年（平成30年）3月27日

- 上級部隊：第11施設群
- 支援部隊：東北方面後方支援隊第105施設直接支援大隊第2直接支援中隊
- 備考　　：第378施設中隊を統合して「築城・障害」機能を持つ施設中隊に改編された。

第378施設中隊（だいさんななはちしせつちゅうたい）は、陸上自衛隊福島駐屯地に駐屯していた第11施設群隷下の施設科部隊で2018年（平成30年）3月27日に廃止された。
- 改編部隊：第355施設中隊
- 創設　　：2006年（平成18年）3月27日
- 編成地　：福島駐屯地
- 部隊長　：3等陸佐
- 隊旗　　：えび茶の中隊旗（甲）
- 車両表示：378施
- 機能　　：障害
- 上級部隊：第11施設群
- 支援部隊：東北方面後方支援隊第105施設直接支援大隊第2直接支援中隊
- 廃止　　：2018年（平成30年）3月27日
- 廃止地　：福島駐屯地
- 後継部隊：廃止時に第377施設中隊に統合
- 備考　　：

第379施設中隊（だいさんななきゅうしせつちゅうたい）は、陸上自衛隊大久保駐屯地に駐屯していた第7施設群隷下の施設科部隊で2017年（平成29年）3月27日に廃止された。
- 改編部隊：第314施設中隊～第316施設中隊、第305施設器材中隊
- 創設　　：2006年（平成18年）3月27日
- 編成地　：大久保駐屯地
- 部隊長　：3等陸佐
- 隊旗　　：えび茶の中隊旗（甲）
- 車両表示：379施
- 機能　　：築城
- 上級部隊：第7施設群
- 支援部隊：中部方面後方支援隊第104施設直接支援大隊第2直接支援中隊（2004年（平成16年）3月27日から）
- 廃止　　：2017年（平成29年）3月27日
- 廃止地　：大久保駐屯地
- 後継部隊：廃止時に第380施設中隊に統合
- 備考　　：

第380施設中隊（だいさんはちまるしせつちゅうたい）は、陸上自衛隊大久保駐屯地に駐屯する第7施設群隷下の施設科部隊である。
- 改編部隊：第314施設中隊～第316施設中隊、第305施設器材中隊
- 創設　　：2006年（平成18年）3月27日
- 編成地　：大久保駐屯地
- 部隊長　：3等陸佐
- 隊旗　　：えび茶の中隊旗（甲）
- 車両表示：380施
- 機能　　：

1. 障害：2006年（平成18年）3月27日
2. 築城・障害：2017年（平成29年）3月27日

- 上級部隊：第7施設群
- 支援部隊：中部方面後方支援隊第104施設直接支援大隊第2直接支援中隊（2004年（平成16年）3月27日から）
- 備考　　：第379施設中隊を統合して「築城・障害」機能を持つ施設中隊に改編された。

第381施設中隊（だいさんはちいちしせつちゅうたい）は、陸上自衛隊大久保駐屯地に駐屯していた第7施設群隷下の施設科部隊で2025年（令和7年）3月23日に廃止された。
- 改編部隊：第314施設中隊～第316施設中隊、第305施設器材中隊
- 創設　　：2006年（平成18年）3月27日
- 編成地　：大久保駐屯地
- 部隊長　：3等陸佐
- 隊旗　　：えび茶の中隊旗（甲）
- 車両表示：381施
- 機能　　：機動支援
- 上級部隊：第7施設群
- 廃止　　：2025年（令和7年）3月23日
- 廃止地　：大久保駐屯地
- 支援部隊：中部方面後方支援隊第104施設直接支援大隊第2直接支援中隊（2006年（平成18年）3月27日から）
- 備考　　：

第382施設中隊（だいさんはちにしせつちゅうたい）は、陸上自衛隊富山駐屯地に駐屯する第7施設群隷下の施設科部隊である。
- 改編部隊：第301施設隊
- 創設　　：2006年（平成18年）3月27日
- 編成地　：富山駐屯地
- 部隊長　：2等陸佐
- 隊旗　　：えび茶の中隊旗（甲）
- 車両表示：382施
- 機能　　：交通
- 上級部隊：第7施設群

- 編成　　：
  - 中隊本部
  - 交通小隊
  - 渡河器材小隊
- 支援部隊：中部方面後方支援隊第104施設直接支援大隊第2直接支援中隊富山派遣隊（2004年（平成16年）3月27日から）
- 備考　　：中隊長は、2等陸佐で富山駐屯地駐屯地司令を兼務する。2006年（平成18年）3月に第4施設団直轄の第301施設隊を改編して富山駐屯地で新編された。第7施設群の施設中隊の機能別編成に合わせて改編され「交通」機能の施設中隊として編成され第7施設群に編合された。各種施設器材と自走架柱橋等を装備し、主として、施設器材などを使用し後方地域における交通、 道路構築、維持・補修や自走架柱橋を使用し渡河等各種の施設作業を実施し、師団および方面直轄部隊の支援を任務とする。また、駐屯地業務隊が置かれない駐屯地のため駐屯地業務を担当する。

第383施設中隊（だいさんはちさんしせつちゅうたい）は、陸上自衛隊幌別駐屯地に駐屯する第13施設群隷下の施設科部隊である。
- 改編部隊：第358施設中隊および第359施設中隊
- 創設　　：2008年（平成20年）3月26日
- 編成地　：幌別駐屯地
- 部隊長　：3等陸佐
- 隊旗　　：えび茶の中隊旗（甲）
- 車両表示：13施群-383
- 機能　　：築城・障害
- 上級部隊：
  1. 第13施設隊：2008年（平成20年）3月26日～2017年（平成29年）3月26日の間。
  2. 第13施設群：2017年（平成29年）3月27日から
- 支援部隊：北部方面後方支援隊第101施設直接支援大隊第3直接支援中隊（2000年（平成12年）3月28日から）
- 備考　　：「築城」中隊と「障害」中隊を廃止、統合した1番目の中隊。

第384施設中隊（だいさんはちよんしせつちゅうたい）は、陸上自衛隊船岡駐屯地に駐屯する第10施設群隷下の施設科部隊である。
- 改編部隊：第326施設中隊
- 創設　　：2010年（平成22年）3月25日
- 編成地　：船岡駐屯地
- 部隊長　：3等陸佐
- 隊旗　　：えび茶の中隊旗（甲）
- 車両表示：384施
- 機能　　：

1. 築城：2010年（平成22年）3月25日から
2. 築城・障害：2018年（平成30年）3月27日から

- 上級部隊：第10施設群
- 支援部隊：東北方面後方支援隊第105施設直接支援大隊第1直接支援中隊（2006年（平成18年）3月27日から）
- 備考　　：中隊を廃止せず「築城」中隊から「築城・障害」中隊に改編した中隊。

第385施設中隊（だいさんはちごしせつちゅうたい）は、陸上自衛隊船岡駐屯地に駐屯していた第10施設群隷下の施設科部隊で2018年（平成30年）3月27日に廃止された。
- 改編部隊：第304施設器材中隊
- 創設　　：2010年（平成22年）3月25日
- 編成地　：船岡駐屯地
- 部隊長　：3等陸佐
- 隊旗　　：えび茶の中隊旗（甲）
- 車両表示：385施
- 機能　　：障害
- 上級部隊：第10施設群
- 支援部隊：東北方面後方支援隊第105施設直接支援大隊第1直接支援中隊（2006年（平成18年）3月27日から）
- 廃止　　：2018年（平成30年）3月27日
- 廃止地　：船岡駐屯地
- 後継部隊：なし
- 備考　　：廃止時に第384施設中隊「築城」に統合

第386施設中隊（だいさんはちろくしせつちゅうたい）は、陸上自衛隊船岡駐屯地に駐屯していた第10施設群隷下の施設科部隊で2025年（令和7年）3月23日に廃止された。
- 改編部隊：第327施設中隊
- 創設　　：2010年（平成22年）3月25日
- 編成地　：船岡駐屯地
- 部隊長　：3等陸佐
- 隊旗　　：えび茶の中隊旗（甲）
- 車両表示：386施
- 機能　　：機動支援
- 上級部隊：第10施設群
- 支援部隊：東北方面後方支援隊第105施設直接支援大隊第1直接支援中隊（2006年（平成18年）3月27日から）
- 廃止　　：2025年（令和07年）3月23日
- 廃止地　：船岡駐屯地
- 備考　　：

第387施設中隊（だいさんはちななしせつちゅうたい）は、陸上自衛隊岩手駐屯地に駐屯する第10施設群隷下の施設科部隊である。
- 改編部隊：第346施設中隊
- 創設　　：2010年（平成22年）3月25日
- 編成地　：岩手駐屯地
- 部隊長　：3等陸佐
- 隊旗　　：えび茶の中隊旗（甲）
- 車両表示：387施
- 機能　　：交通
- 上級部隊：第10施設群
- 支援部隊：東北方面後方支援隊第105施設直接支援大隊第1直接支援中隊岩手派遣隊（2006年（平成18年）3月27日から）
- 備考　　：

第388施設中隊（だいさんはちはちしせつちゅうたい）は、陸上自衛隊座間駐屯地に駐屯する第4施設群隷下の施設科部隊である。
- 改編部隊：第363施設中隊
- 創設　　：2011年（平成23年）4月22日
- 編成地　：座間駐屯地
- 部隊長　：3等陸佐
- 隊旗　　：えび茶の中隊旗（甲）
- 車両表示：388施
- 機能　　：築城・障害
- 上級部隊：第4施設群
- 支援部隊：東部方面後方支援隊第102施設直接支援大隊第1直接支援中隊（2002年（平成14年）3月27日から）
- 備考　　：掩体掘削機 を装備し、陣地構築や障害構成を主な任務とする。

第389施設中隊（だいさんはちきゅうしせつちゅうたい）は、陸上自衛隊古河駐屯地に駐屯していた第10施設群隷下の施設科部隊で2016年（平成28年）3月28日に廃止され第390施設中隊に改編された。
- 改編部隊：第362施設中隊
- 創設　　：2011年（平成23年）4月22日
- 編成地　：古河駐屯地
- 部隊長　：3等陸佐
- 隊旗　　：えび茶の中隊旗（甲）
- 車両表示：389施
- 機能　　：築城・障害
- 上級部隊：第4施設群
- 支援部隊：東部方面後方支援隊第102施設直接支援大隊第1直接支援中隊（2002年（平成14年）3月27日から）
- 廃止　　：2016年（平成28年）3月28日
- 廃止地　：古河駐屯地
- 後継部隊：第390施設中隊
- 備考　　：即応予備自衛官を含むコア部隊

第390施設中隊（だいさんきゅうまるしせつちゅうたい）は、陸上自衛隊座間駐屯地に駐屯していた第4施設群隷下の施設科部隊で2025年（令和7年）3月23日に廃止された。
- 改編部隊：第389施設中隊（古河駐屯地）
- 創設　　：2016年（平成28年）3月29日
- 編成地　：座間駐屯地
- 部隊長　：3等陸佐
- 隊旗　　：えび茶の中隊旗（甲）
- 車両表示：390施
- 機能　　：機動支援
- 上級部隊：第4施設群
- 廃止　　：2025年（令和7年）3月23日
- 廃止地　：座間駐屯地
- 支援部隊：東部方面後方支援隊第102施設直接支援大隊第1直接支援中隊（2002年（平成14年）3月27日から）
- 備考　　：92式地雷原処理車や75式ドーザを装備し、障害処理を主な任務とする。

第391施設中隊（だいさんきゅういちしせつちゅうたい）は、陸上自衛隊小郡駐屯地に駐屯する第9施設群隷下の施設科部隊である。
- 改編部隊：第373施設中隊および第374施設中隊
- 創設　　：2013年（平成25年）3月26日
- 編成地　：小郡駐屯地
- 部隊長　：3等陸佐
- 隊旗　　：えび茶の中隊旗（甲）
- 車両表示：391施
- 機能　　：築城・障害
- 上級部隊：第9施設群
- 支援部隊：西部方面後方支援隊第103施設直接支援大隊第2直接支援中隊（2003年（平成15年）3月27日から）
- 備考　　：

第392施設中隊（だいさんきゅうにしせつちゅうたい）は、陸上自衛隊高田駐屯地に駐屯する第5施設群隷下の施設科部隊である。
- 改編部隊：第308施設中隊～第310施設中隊、第353施設中隊、第307施設器材中隊
- 創設　　：2016年（平成28年）3月28日
- 編成地　：高田駐屯地
- 部隊長　：3等陸佐
- 隊旗　　：えび茶の中隊旗（甲）
- 車両表示：392施
- 機能　　：築城・障害
- 上級部隊：第5施設群
- 支援部隊：東部方面後方支援隊第102施設直接支援大隊第2直接支援中隊（2002年（平成14年）3月27日から）
- 備考　　：油圧ショベル、ドーザ等をもって、陣地等を構築するとともに、地雷原の構成、爆破薬により道路・橋梁等の障害構成を行う施設中隊である。

第393施設中隊（だいさんきゅうさんしせつちゅうたい）は、陸上自衛隊高田駐屯地に駐屯していた第5施設群隷下の施設科部隊で2025年（令和7年）3月23日に廃止された。
- 改編部隊：第308施設中隊～第310施設中隊、第353施設中隊、第307施設器材中隊
- 創設　　：2016年（平成28年）3月28日
- 編成地　：高田駐屯地
- 部隊長　：3等陸佐
- 隊旗　　：えび茶の中隊旗（甲）
- 車両表示：393施
- 機能　　：機動支援
- 上級部隊：第5施設群
- 支援部隊：東部方面後方支援隊第102施設直接支援大隊第2直接支援中隊（2002年（平成14年）3月27日から）
- 廃止　　：2025年（令和7年）3月23日[5]
- 廃止地　：高田駐屯地
- 備考　　：92式地雷原処理車、75式ドーザ、爆破薬等を使用し、地雷等の各種障害を処理し、戦車、普通科部隊の攻撃を支援する施設中隊である。

第394施設中隊（だいさんきゅうよんしせつちゅうたい）は、陸上自衛隊高田駐屯地に駐屯する第5施設群隷下の施設科部隊である。
- 改編部隊：第308施設中隊～第310施設中隊、第353施設中隊、第307施設器材中隊
- 創設　　：2016年（平成28年）3月28日
- 編成地　：高田駐屯地
- 部隊長　：3等陸佐
- 隊旗　　：えび茶の中隊旗（甲）
- 車両表示：394施
- 機能　　：交通
- 上級部隊：第5施設群
- 支援部隊：東部方面後方支援隊第102施設直接支援大隊第2直接支援中隊（2002年（平成14年）3月27日から）
- 備考　　：81式自走架柱橋、各種渡河機材をもって、河川に応急橋梁を架設するとともにドーザ、グレーダ、油圧ショベル等の施設器材により道路の新設および道路の補修を行う施設中隊である[6]。

第395施設中隊（だいさんきゅうごしせつちゅうたい）は、陸上自衛隊上富良野駐屯地に駐屯する第14施設群隷下の施設科部隊である。
- 創設　　：2017年（平成29年）3月27日
- 編成地　：上富良野駐屯地
- 部隊長　：3等陸佐
- 隊旗　　：えび茶の中隊旗（甲）
- 車両表示：14施群-395
- 機能　　：築城・障害
- 上級部隊：第14施設群
- 支援部隊：北部方面後方支援隊第101施設直接支援大隊第4直接支援中隊（2017年（平成29年）3月27日から）
- 備考　　：第14施設群新編により新編成。

第396施設中隊（だいさんきゅうろくしせつちゅうたい）は、陸上自衛隊上富良野駐屯地に駐屯する第14施設群隷下の施設科部隊である。
- 創設　　：2017年（平成29年）3月27日
- 編成地　：上富良野駐屯地
- 部隊長　：3等陸佐
- 隊旗　　：えび茶の中隊旗（甲）
- 車両表示：14施群-396
- 機能　　：機動支援
- 上級部隊：第14施設群
- 支援部隊：北部方面後方支援隊第101施設直接支援大隊第4直接支援中隊（2017年（平成29年）3月27日から）
- 備考　　：第14施設群新編により新編成。

第397施設中隊（だいさんきゅうななしせつちゅうたい）は、陸上自衛隊釧路駐屯地に駐屯する第14施設群隷下の施設科部隊である。
- 改編部隊：第12施設群第342施設中隊
- 創設　　：2017年（平成29年）3月27日
- 編成地　：釧路駐屯地
- 部隊長　：3等陸佐
- 隊旗　　：えび茶の中隊旗（甲）
- 車両表示：14施群-397
- 機能　　：交通
- 上級部隊：第14施設群

- 支援部隊：北部方面後方支援隊第101施設直接支援大隊第4直接支援中隊（2017年（平成29年）3月27日から）

- 備考　　：　第12施設群第342施設中隊を改編し第14施設群新編に伴い隷属。

第398施設中隊（だいさんきゅうはちしせつちゅうたい）は、陸上自衛隊岩見沢駐屯地に駐屯する第12施設群隷下の施設科部隊である。
- 改編部隊：第335施設中隊～第337施設中隊、第312施設器材中隊
- 創設　　：2017年（平成29年）3月27日
- 編成地　：岩見沢駐屯地
- 部隊長　：3等陸佐
- 隊旗　　：えび茶の中隊旗（甲）
- 車両表示：398施
- 機能　　：築城・障害
- 上級部隊：第12施設群
- 支援部隊：北部方面後方支援隊第101施設直接支援大隊第2直接支援中隊（2000年（平成12年）3月28日から）
- 備考　　：2017年（平成29年）3月に第335施設中隊～第337施設中隊、第312施設器材中隊を廃止し「築城・障害」機能の施設中隊に改編された。

第399施設中隊（だいさんきゅうきゅうしせつちゅうたい）は、陸上自衛隊岩見沢駐屯地に駐屯する第12施設群隷下の施設科部隊である。
- 改編部隊：第335施設中隊～第337施設中隊、第312施設器材中隊
- 創設　　：2017年（平成29年）3月27日
- 編成地　：岩見沢駐屯地
- 部隊長　：3等陸佐
- 隊旗　　：えび茶の中隊旗（甲）
- 車両表示：399施
- 機能　　：機動支援
- 上級部隊：第12施設群
- 支援部隊：北部方面後方支援隊第101施設直接支援大隊第2直接支援中隊（2000年（平成12年）3月28日から）
- 備考　　：2017年（平成29年）3月に第335施設中隊～第337施設中隊、第312施設器材中隊を廃止し「機動支援」機能の施設中隊に改編された。

第400施設中隊（だいよんまるまるしせつちゅうたい）は、陸上自衛隊岩見沢駐屯地に駐屯する第12施設群隷下の施設科部隊である。
- 改編部隊：第335施設中隊～第337施設中隊、第312施設器材中隊
- 創設　　：2017年（平成29年）3月27日
- 編成地　：岩見沢駐屯地
- 部隊長　：3等陸佐
- 隊旗　　：えび茶の中隊旗（甲）
- 車両表示：400施
- 機能　　：交通
- 編成　　：
  - 中隊本部
  - 渡河小隊
  - 交通小隊
- 上級部隊：第12施設群
- 支援部隊：北部方面後方支援隊第101施設直接支援大隊第2直接支援中隊（2000年（平成12年）3月28日から）
- 備考　　：2017年（平成29年）3月に第335施設中隊～第337施設中隊、第312施設器材中隊を廃止し「交通」機能の施設中隊に改編された。

第401施設中隊（だいよんまるいちしせつちゅうたい）は、陸上自衛隊飯塚駐屯地に駐屯する第2施設群隷下の施設科部隊である。
- 改編部隊：第365施設中隊、366施設中隊
- 創設　　：2017年（平成29年）3月27日
- 編成地　：飯塚駐屯地
- 部隊長　：3等陸佐
- 隊旗　　：えび茶の中隊旗（甲）
- 車両表示：401施
- 機能　　：築城・障害
- 上級部隊：第2施設群
- 支援部隊：西部方面後方支援隊第103施設直接支援大隊第1直接支援中隊（2003年（平成15年）3月27日から）
- 備考　　：2017年（平成29年）3月に第365施設中隊、第366施設中隊を改編し、飯塚駐屯地で新編された。

第402施設中隊（だいよんまるにしせつちゅうたい）は、陸上自衛隊岐阜分屯地に駐屯する第6施設群隷下の施設科部隊である。
- 改編部隊：第369施設中隊
- 創設　　：2019年（平成31年）3月26日
- 編成地　：岐阜分屯地
- 部隊長　：3等陸佐
- 隊旗　　：えび茶の中隊旗（甲）
- 車両表示：402施
- 機能　　：築城・障害
- 上級部隊：第6施設群
- 支援部隊：中部方面後方支援隊第104施設直接支援大隊第1直接支援中隊岐阜派遣隊（2004年（平成16年）3月27日から）
- 備考　　：2019年（平成31年）3月に第369施設中隊を改編し、陸上自衛隊岐阜分屯地で新編された。第402施設中隊長が岐阜分屯地司令を兼務する。

独立施設中隊の沿革
独立施設中隊の編成
- 1972年（昭和47年）
  - 3月1日：第301施設中隊が北熊本駐屯地で臨時第1混成群隷下に仮編成。
  - 8月1日：第1施設団の改編（施設群の新編）。

  1. 第302施設中隊、第303施設中隊および第304施設中隊が座間分屯地に新編し、第3施設群に編合。
  2. 第305施設中隊、第306施設中隊および第307施設中隊が宇都宮駐屯地に新編し、第4施設群に編合。
  3. 第308施設中隊、第309施設中隊および第310施設中隊が高田駐屯地に新編し、第5施設群に編合。

  - 10月4日：第301施設中隊が北熊本駐屯地から那覇駐屯地に移駐。
- 1973年（昭和48年）
  - 3月27日：第4施設団の改編（施設群の新編）。

  1. 第311施設中隊、第311施設中隊および第313施設中隊が豊川駐屯地に新編し、第6施設群に編合。
  2. 第314施設中隊、第315施設中隊および第316施設中隊が大久保駐屯地に新編し、第7施設群に編合。
  3. 第317施設中隊、第318施設中隊および第319施設中隊が善通寺駐屯地に新編し、第8施設群に編合。

  - 8月1日：第2施設団の改編（施設群の新編）。

  1. 第320施設中隊、第321施設中隊および第322施設中隊が飯塚駐屯地に新編し、第2施設群に編合。
  2. 第323施設中隊、第324施設中隊および第325施設中隊が小郡駐屯地に新編し、第9施設群に編合。

  - 10月16日：第301施設中隊が那覇駐屯地において編成完結。第1混成団第1混成群に編合。

- 1974年（昭和49年）3月26日：第5施設団の改編（施設群の新編）。

1. 第326施設中隊、第327施設中隊および第328施設中隊が船岡駐屯地に新編し、第10施設群に編合。
2. 第329施設中隊、第330施設中隊および第331施設中隊が福島駐屯地に新編し、第11施設群に編合。

- 1976年（昭和51年）3月25日：第3施設団の改編（施設群の新編）。

1. 第332施設中隊、第333施設中隊および第334施設中隊が南恵庭駐屯地に新編し、第1施設群に編合。
2. 第335施設中隊、第336施設中隊および第337施設中隊が岩見沢駐屯地に新編し、第12施設群に編合。
3. 第338施設中隊、第339施設中隊および第340施設中隊が幌別駐屯地に新編し、第13施設群に編合。

地区施設隊の施設中隊への改編
- 1988年（昭和63年）3月25日：第3施設団の改編（地区施設隊の施設中隊への改編）。

1. 第307地区施設隊（釧路駐屯地）を廃止・改編し、第341施設中隊を釧路駐屯地に新編し、第1施設群に編合。
2. 第301地区施設隊（名寄駐屯地）を廃止・改編し、第342施設中隊を名寄駐屯地に新編し、第12施設群に編合。
3. 第311地区施設隊（函館駐屯地）を廃止・改編し、第343施設中隊を函館駐屯地に新編し、第13施設群に編合。

- 1989年（平成元年）3月24日：第2施設団、第5施設団の改編（地区施設隊の施設中隊への改編）。

1. 第314地区施設隊（湯布院駐屯地）を廃止・改編し、第344施設中隊を湯布院駐屯地に新編し、第2施設群に編合。
2. 第305地区施設隊（都城駐屯地）を廃止・改編し、第345施設中隊を都城駐屯地に新編し、第9施設群に編合。
3. 第309地区施設隊（岩手駐屯地）を廃止・改編し、第346施設中隊を岩手駐屯地に新編し、第10施設群に編合。
4. 第310地区施設隊（秋田駐屯地）を廃止・改編し、第347施設中隊を秋田駐屯地に新編し、第11施設群に編合。

- 1990年（平成 2年）3月26日：第4施設団の改編（地区施設隊の施設中隊への改編）。

1. 第313地区施設隊（岐阜分屯地）を廃止・改編し、第348施設中隊を岐阜分屯地に新編し、第6施設群に編合。
2. 第303地区施設隊（出雲駐屯地）を廃止・改編し、第349施設中隊を出雲駐屯地に新編し、第7施設群に編合。
3. 第324地区施設隊（三軒屋駐屯地）を廃止・改編し、第350施設中隊を三軒屋駐屯地に新編し、第8施設群に編合。

- 1991年（平成 3年）3月29日：第1施設団の改編（地区施設隊の施設中隊への改編）。

1. 第317地区施設隊（北富士駐屯地）を廃止・改編し、第351施設中隊を北富士駐屯地に新編し、第3施設群に編合。
2. 第312地区施設隊（習志野駐屯地）を廃止・改編し、第352施設中隊を習志野駐屯地に新編し、第4施設群に編合。
3. 第316地区施設隊（松本駐屯地）を廃止・改編し、第353施設中隊を松本駐屯地に新編し、第5施設群に編合。

- 1996年（平成 8年）3月29日：第343施設中隊が函館駐屯地から倶知安駐屯地に移駐。

第8施設群の廃止・独立施設中隊の機能別中隊への改編の開始
1999年（平成11年）3月29日：第2施設団（第11施設群の機能別中隊の新編等）、第4施設団（第8施設群の廃止）の改編。
1. 第8施設群の廃止に伴い、第317施設中隊、第318施設中隊および第319施設中隊（善通寺駐屯地）を廃止。
2. 第349施設中隊（出雲駐屯地）を廃止。
3. 第350施設中隊（三軒屋駐屯地）を廃止し、第349施設中隊を三軒屋駐屯地に再編。第7施設群に編合。
4. 第329施設中隊、第330施設中隊および第331施設中隊（福島駐屯地）を廃止・改編し、第354施設中隊「築城」、第355施設中隊「障害」および第356施設中隊「機動支援」を福島駐屯地に新編し、第11施設群に編合。
5. 第347施設中隊（秋田駐屯地）を廃止・改編し、第357施設中隊「交通」を秋田駐屯地に新編し、第11施設群に編合。

- 2000年（平成12年）3月28日：第3施設団（第13施設群の機能別中隊の新編）の改編。

1. 第338施設中隊、第339施設中隊および第340施設中隊（幌別駐屯地）を廃止・改編し、第358施設中隊「築城」、第359施設中隊「障害」および第360施設中隊「機動支援」を幌別駐屯地に新編し、第13施設群に編合。
2. 第343施設中隊（倶知安駐屯地）を廃止・改編し、第361施設中隊「交通」を倶知安駐屯地に新編し、第13施設群に編合。

第3施設群の廃止
- 2001年（平成13年）3月26日：第1施設団の改編（第3施設群の廃止、第4施設群の機能別中隊の新編・座間分屯地への移駐。）。

1. 第3施設群の廃止に伴い、第302施設中隊、第303施設中隊、第304施設中隊（座間分屯地）および第351施設中隊（北富士駐屯地）を廃止。
2. 第305施設中隊、第306施設中隊、第307施設中隊（宇都宮駐屯地）および第352施設中隊（習志野駐屯地）を廃止・改編し、第362施設中隊「築城・障害」を宇都宮駐屯地で、第363施設中隊「機動支援」を座間分屯地で、第364施設中隊「交通」を駒門駐屯地に新編し、第4施設群に編合。
3. 第353施設中隊が松本駐屯地から高田駐屯地に移駐。

- 2003年（平成15年）3月27日：第5施設団の改編（第2施設群の機能別中隊の新編等）。

1. 第320施設中隊、第321施設中隊および第322施設中隊（飯塚駐屯地）を廃止・改編し、第365施設中隊「築城」、第366施設中隊「障害」および第367施設中隊「機動支援」を飯塚駐屯地に新編し、第2施設群に編合。
2. 第344施設中隊（湯布院駐屯地）を廃止・改編し、第368施設中隊「交通」を湯布院駐屯地に新編し、第2施設群に編合。

第1施設群の廃止
- 2004年（平成16年）：第3施設団（第1施設群の廃止等）、第4施設団（第6施設群の機能別中隊の新編等）の改編。
  - 3月23日：第341施設中隊（釧路駐屯地）と第342施設中隊（名寄駐屯地）を廃止・改編し、第342施設中隊が釧路駐屯地に再編。
  - 3月27日：第4施設団（第6施設群の機能別中隊の新編等）の改編。

  1. 第311施設中隊、第312施設中隊および第313施設中隊（豊川駐屯地）を廃止・改編し、第370施設中隊「障害」、第371施設中隊「機動支援」を豊川駐屯地に新編し、第6施設群に編合。
  2. 第348施設中隊（岐阜分屯地）を廃止・改編し、第369施設中隊「築城」を岐阜分屯地に新編し、第6施設群に編合。
  3. 第302施設隊（鯖江駐屯地）を廃止・改編し、第372施設中隊「交通」を鯖江駐屯地に新編し、第6施設群に編合。

  - 3月29日：第1施設群の廃止に伴い、第332施設中隊、第333施設中隊および第334施設中隊（南恵庭駐屯地）を廃止。

- 2005年（平成17年）3月28日：第5施設団の改編（第9施設群の機能別中隊の新編等）。

1. 第323施設中隊、第324施設中隊および第325施設中隊（小郡駐屯地）を廃止・改編し、第373施設中隊「築城」、第374施設中隊「障害」および第375施設中隊「機動支援」を小郡駐屯地に新編し、第9施設群に編合。
2. 第345施設中隊（都城駐屯地）を廃止・改編し、第376施設中隊「交通」を都城駐屯地に新編し、第9施設群に編合。

- 2006年（平成18年）3月27日：第4施設団（第7施設群の機能別中隊の新編等）、第2施設団（第11施設群の機能別中隊の再改編）の改編。

1. 第314施設中隊、第315施設中隊、第316施設中隊（大久保駐屯地）および第349施設中隊（三軒屋駐屯地）を廃止・改編し、第379施設中隊「築城」、第380施設中隊「障害」、第381施設中隊「機動支援」を大久保駐屯地に新編し、第7施設群に編合。
2. 第301施設隊（富山駐屯地）を廃止・改編し、第382施設中隊「交通」を富山駐屯地に新編し、第7施設群に編合。
3. 第354施設中隊「築城」、第355施設中隊「障害」（福島駐屯地）を廃止・改編し、第377施設中隊「築城」、第378施設中隊「障害」を福島駐屯地に新編し、第11施設群に編合。

- 2008年（平成20年）3月26日：第1施設団、第3施設団（第13施設群）、第4施設団の改編。

1. 第362施設中隊が宇都宮駐屯地から古河駐屯地に移駐。
2. 第358施設中隊「築城」および第359施設中隊「障害」（幌別駐屯地）を廃止・改編し、第383施設中隊「築城・障害」を幌別駐屯地で新編し、第13施設隊に編合。
3. 第379施設中隊（大久保駐屯地）をコア部隊に改編。

- 2010年（平成22年）3月25日：第1混成団の第15旅団化、第2施設団（第10施設群の機能別中隊の改編）の改編。

1. 第301施設中隊（那覇駐屯地）を廃止・改編し、第15施設中隊を那覇駐屯地に新編。第15旅団に隷属。
2. 第326施設中隊、第327施設中隊、第328施設中隊（船岡駐屯地）および第346施設中隊（岩手駐屯地）を廃止・改編し、第384施設中隊「築城」、第385施設中隊「障害」および第386施設中隊「機動支援」を船岡駐屯地で、第387施設中隊「交通」を岩手駐屯地に新編し、第10施設群に編合。

- 2011年（平成23年）4月22日：第1施設団（第4施設群の改編）の改編。

1. 第362施設中隊「築城・障害」（古河駐屯地）を廃止・改編し、第388施設中隊「築城・障害」を座間駐屯地に、第389施設中隊「築城・障害」（コア部隊）を古河駐屯地に新編し、第4施設群に編合。
2. 第363施設中隊「機動支援」（座間分屯地）を廃止・改編し、第390施設中隊「機動支援」を座間分屯地に新編し、第4施設群に編合。

- 2013年（平成25年）3月26日：第373施設中隊「築城」および第374施設中隊「障害」（小郡駐屯地）を廃止・改編し、第391施設中隊「築城・障害」を小郡駐屯地に新編[7]し、第9施設群に編合。
- 2014年（平成26年）3月26日：第372施設中隊を改編（管理隊を新編）。

- 2016年（平成28年）3月29日：第1施設団（第5施設群の機能別中隊の新編等）の改編。

1. 第389施設中隊「築城・障害」（古河駐屯地：コア部隊）を廃止。
2. 第308施設中隊、第309施設中隊、第310施設中隊および第353施設中隊（高田駐屯地）を廃止・改編し、第392施設中隊「築城・障害」、第393施設中隊「機動支援」、第394施設中隊「交通」を高田駐屯地に新編し、第5施設群に編合。

第14施設群の新編
- 2017年（平成29年）3月27日：第3施設団の再編（第12施設群の機能別中隊の新編、第14施設群の新編）、第5施設団の改編。

1. 第335施設中隊、第336施設中隊および第337施設中隊（岩見沢駐屯地）を廃止・改編し、第398施設中隊「築城・障害」、第399施設中隊「機動支援」、第400施設中隊「交通」を岩見沢駐屯地に新編し、第12施設群に編合。
2. 第395施設中隊「築城・障害」、第396施設中隊「機動支援」を上富良野駐屯地に新編し、第14施設群に編合。
3. 第342施設中隊（釧路駐屯地）を廃止・改編し、第397施設中隊「交通」を釧路駐屯地に新編し、第14施設群に編合。
4. 第379施設中隊「築城」（大久保駐屯地）を廃止し、第380施設中隊（大久保駐屯地）を「障害」から「築城・障害」に改編。
5. 第365施設中隊「築城」、366施設中隊「障害」（飯塚駐屯地）を廃止・改編し、第401施設中隊「築城・障害」を飯塚駐屯地に新編し、第2施設群に編合。

- 2018年（平成30年）3月27日：第2施設団（第10施設群、第11施設群の施設中隊の廃止等）の改編等。

1. 第364施設中隊「交通」が駒門駐屯地から座間駐屯地に移駐。
2. 第378施設中隊「障害」（福島駐屯地）を廃止し、第377施設中隊（福島駐屯地）を「築城」から「築城・障害」に改編。
3. 第385施設中隊「障害」（船岡駐屯地）を廃止[2]し、第384施設中隊（船岡駐屯地）を「築城」から「築城・障害」に改編。

- 2019年（平成31年）3月26日：第369施設中隊「築城」（岐阜分屯地）、第370施設中隊「障害」（豊川駐屯地）を廃止・改編し、第402施設中隊「築城・障害」を岐阜分屯地に新編し、第6施設群に編合。

施設中隊「機動支援」の整理
- 2025年（令和07年）3月23日：第1、第2、第4施設団の改編（「機動支援」中隊の廃止）。

1. 第4施設群第390施設中隊「機動支援」（座間駐屯地）を廃止。
2. 第5施設群第393施設中隊「機動支援」（高田駐屯地）を廃止。
3. 第6施設群第371施設中隊「機動支援」（豊川駐屯地）を廃止。
4. 第7施設群第381施設中隊「機動支援」（大久保駐屯地）を廃止。
5. 第10施設群第386施設中隊「機動支援」（船岡駐屯地）を廃止。
6. 第11施設群第356施設中隊「機動支援」（福島駐屯地）を廃止。

## 水際障害中隊
水際障害中隊（すいさいしょうがいちゅうたい）は、海岸線沿いや水際に対上陸舟艇用の地雷・障害を設置し、敵の侵攻を阻止することを任務とする94式水際地雷敷設装置を装備する施設科部隊である。中隊長は、3等陸佐で中隊本部、設計記録班、組立装填小隊、敷設班および施設小隊から編成されている。
第301から第304水際障害中隊および施設教導隊隷下の計5個中隊が編成されている。独立水際障害中隊は第3施設団を除き、団直轄部隊として編合されている。第304水際障害中隊は、和歌山駐屯地の主力部隊として駐屯しているため中隊長が、2等陸佐であるほか駐屯地業務も行っている。
水際障害中隊の一覧
- 第301水際障害中隊（船岡駐屯地）第2施設団直轄：東北方面隊
- 第302水際障害中隊（幌別駐屯地）第3施設団第13施設群：北部方面隊
- 第303水際障害中隊（小郡駐屯地）第5施設団直轄：西部方面隊
- 第304水際障害中隊（和歌山駐屯地）第4施設団直轄：中部方面隊
- 施設教導隊水際障害中隊（勝田駐屯地）施設学校：防衛大臣直轄部隊（東部方面隊管内に駐屯）

水際障害中隊の配置
東部方面隊管内の宇都宮駐屯地で編成された第303水際障害中隊が西部方面隊管内に移駐したが、施設教導隊隷下の1個中隊が駐屯するため各方面隊区内には1個中隊が配置されていることになる。
- 北部方面隊
  - 第302水際障害中隊（幌別駐屯地）第3施設団第13施設群：
- 東北方面隊
  - 第301水際障害中隊（船岡駐屯地）第2施設団直轄：
- 防衛大臣直轄部隊（東部方面隊管内に駐屯）
  - 施設教導隊水際障害中隊（勝田駐屯地）施設学校：
- 中部方面隊
  - 第304水際障害中隊（和歌山駐屯地）第4施設団直轄：
- 西部方面隊
  - 第303水際障害中隊（小郡駐屯地）第5施設団直轄：

水際障害中隊の編成（一例）
- 中隊本部
- 設計記録班
- 組立装填小隊
- 敷設班：94式水際地雷敷設装置
- 施設小隊

第301水際障害中隊（だいさんまるいちすいさいしょうがいちゅうたい）は、陸上自衛隊船岡駐屯地に駐屯する第2施設団直轄の施設科部隊である。
- 概要　　：

- 改編部隊：第328施設中隊
- 創設　　：1998年（平成10年）3月26日
- 編成地　：船岡駐屯地

- 部隊長　：3等陸佐
- 隊旗　　：えび茶の中隊旗（甲）
- 車両表示：301水
- 上級部隊：

1. 第10施設群：1998年（平成10年）3月26日から
2. 第2施設団：2017年（平成29年）3月27日から

- 主要装備：94式水際地雷敷設装置
- 備考　　：

第302水際障害中隊（だいさんまるにすいさいしょうがいちゅうたい）は、陸上自衛隊幌別駐屯地に駐屯する第13施設群隷下の施設科部隊である。
- 概要　　：

- 改編部隊：
- 創設　　：不明
- 編成地　：幌別駐屯地

- 部隊長　：3等陸佐
- 隊旗　　：えび茶の中隊旗（甲）
- 車両表示：

1. 302水：新編時から
2. 北施-302水：2008年（平成20年）3月26日から
3. 13施群-302水：2017年（平成29年）3月27日から

- 主要装備：94式水際地雷敷設装置
- 上級部隊：

1. 第13施設群：新編時から
2. 北部方面施設隊：2008年（平成20年）3月26日から
3. 第13施設群：2017年（平成29年）3月27日から

- 支援部隊：

1. 北部方面後方支援隊第101施設直接支援大隊第3直接支援中隊：2000年（平成12年）3月28日から
2. 北部方面後方支援隊第101施設直接支援大隊整備中隊：2008年（平成20年）3月26日から
3. 北部方面後方支援隊第101施設直接支援大隊第3直接支援中隊：第2017年（平成29年）3月27日から

- 備考　　：

第303水際障害中隊（だいさんまるさんすいさいしょうがいちゅうたい）は、陸上自衛隊小郡駐屯地に駐屯する第5施設団直轄の施設科部隊である。
- 概要　　：東部方面隊の第4施設群隷下に編成されたが、2008年（平成20年）3月に西部方面隊の第9施設群（小郡駐屯地）隷下となった。

- 創設　　：2001年（平成13年）3月26日から
- 編成地　：宇都宮駐屯地

- 部隊長　：3等陸佐
- 隊旗　　：えび茶の中隊旗（甲）
- 車両表示：303水
- 主要装備：94式水際地雷敷設装置
- 駐屯地　：

1. 宇都宮駐屯地：2001年（平成13年）3月26日から
2. 小郡駐屯地：2008年（平成20年）3月26日から

- 上級部隊：

1. 第4施設群：2001年（平成13年）3月26日から
2. 第9施設群：2008年（平成20年）3月26日から
3. 第5施設団：2013年（平成25年）3月26日から

- 支援部隊：

1. 第4施設群本部管理中隊整備小隊等：2001年（平成13年）3月26日から
2. 東部方面後方支援隊第102施設直接支援大隊第1直接支援中隊：2002年（平成14年）3月27日から
3. 西部方面後方支援隊第103施設直接支援大隊第2直接支援中隊：2008年（平成20年）3月26日から
4. 西部方面後方支援隊第103施設直接支援大隊整備隊：2013年（平成25年）3月26日から

- 備考　　：

第304水際障害中隊（だいさんまるよんすいさいしょうがいちゅうたい）は、陸上自衛隊和歌山駐屯地に駐屯する第4施設団直轄の施設科部隊である。
- 概要　　：中隊長は2等陸佐で和歌山駐屯地司令を兼務する。駐屯地業務隊が置かれない駐屯地のため駐屯地業務を担当する。

- 改編部隊：第303施設隊
- 創設　　：2004年（平成16年） 3月27日
- 編成地　：和歌山駐屯地

- 部隊長　：2等陸佐
- 隊旗　　：えび茶の中隊旗（甲）
- 車両表示：304水
- 主要装備：94式水際地雷敷設装置
- 上級部隊：

1. 第7施設群：2004年（平成16年） 3月27日から
2. 第4施設団：2019年（平成31年）3月26日から

- 支援部隊：

1. 中部方面後方支援隊第104施設直接支援大隊第2直接支援中隊和歌山派遣隊：2004年（平成16年） 3月27日から
2. 中部方面後方支援隊第104施設直接支援大隊整備隊和歌山派遣隊：2019年（平成31年）3月26日から

- 備考　　：

施設教導隊水際障害中隊（しせつきょうどうたいすいさいしょうがいちゅうたい）は、陸上自衛隊勝田駐屯地に駐屯する施設学校隷下の施設科（教導）部隊である。
- 概要　　：

- 創設　　：不明
- 編成地　：勝田駐屯地
- 部隊長　：3等陸佐
- 隊旗　　：えび茶の中隊旗（甲）
- 主要装備：94式水際地雷敷設装置
- 上級部隊：施設学校（施設教導隊）

- 支援部隊：施設教育直接支援中隊（2002年（平成14年）3月27日から）
- 備考　　：

水際障害中隊の沿革
- 時期不明：施設教導隊隷下に水際障害中隊を勝田駐屯地に新編。
- 1998年（平成10年）3月26日：第301水際障害中隊を船岡駐屯地に新編し、第10施設群に編合。
- 時期不明：第302水際障害中隊を幌別駐屯地に新編し、第13施設群に編合。
- 2001年（平成13年）3月26日：第303水際障害中隊を宇都宮駐屯地に新編し、第4施設群に編合。
- 2004年（平成16年）3月29日：第303施設隊を改編して第304水際障害中隊を和歌山駐屯地に新編し、第7施設群に編合。
- 2008年（平成20年）3月26日：

1. 第302水際障害中隊（幌別駐屯地）が北部方面施設隊直轄となる。
2. 第4施設群隷下の第303水際障害中隊が宇都宮駐屯地から小郡駐屯地へ移駐し、第9施設群に編合。

- 2013年（平成25年）3月26日：第9施設群隷下の第303水際障害中隊（小郡駐屯地）が第5施設団直轄となる。
- 2017年（平成29年）3月27日：北部方面施設隊直轄の第302水際障害中隊（幌別駐屯地）を第13施設群に編合。
- 2018年（平成30年）3月：第10施設群隷下の第301水際障害中隊（船岡駐屯地）が第2施設団直轄となる。
- 2019年（平成31年）3月26日：第304水際障害中隊（和歌山駐屯地）が第7施設群隷下から第4施設団直轄となる。

## 師団・旅団の施設科部隊
各師団には直轄の施設科部隊として、施設大隊が編成されている。各旅団には同様に施設隊が編成されている。また、普通科連隊本部管理中隊には施設作業小隊が、即応機動連隊および戦車連隊本部管理中隊には施設小隊が編成されている。

## 水陸機動団施設中隊
水陸機動団施設中隊（すいりくきどうだんしせつちゅうたい）は、陸上自衛隊相浦駐屯地に駐屯する水陸機動団隷下の施設科部隊である。
- 概要　　：第5施設団の一部、廃止された第8施設大隊第4施設中隊等をもって新編された。通常の施設科任務に加え、水際地雷処理等の任務にあたる。

- 改編部隊：に第5施設団の一部、第8施設大隊第4施設中隊等
- 創設　　：2018年（平成30年）3月27日
- 編成地　：相浦駐屯地
- 部隊長　：3等陸佐
- 隊旗　　：えび茶の中隊旗（甲）
- 車両表示：水機団-施
- 上級部隊：水陸機動団

- 支援部隊：水陸機動団後方支援大隊（2018年（平成30年）3月27日から）
- 備考　　：

## 第1空挺団施設中隊
第1空挺団施設中隊（だいいちくうていだんしせつちゅうたい）は、陸上自衛隊習志野駐屯地に駐屯する第1空挺団隷下の施設科部隊である。
- 改編部隊：第1空挺団施設隊
- 創設　　：2004年（平成16年）3月29日
- 編成地　：習志野駐屯地
- 部隊長　：3等陸佐
- 隊旗　　：えび茶の中隊旗（甲）
- 車両表示：空挺団-施
- 上級部隊：第1空挺団

- 支援部隊：第1空挺団後方支援隊整備中隊（2004年（平成16年）3月29日から）
- 備考　　：

## 中央即応連隊施設中隊
中央即応連隊施設中隊（ちゅうおうそくおうれんたいしせつちゅうたい）は、陸上自衛隊宇都宮駐屯地に駐屯する中央即応連隊隷下の施設科部隊である。
- 創設　　：2017年（平成29年）3月27日
- 編成地　：宇都宮駐屯地
- 部隊長　：3等陸佐
- 隊旗　　：えび茶の中隊旗（甲）
- 車両表示：中即-施
- 上級部隊：中央即応連隊

- 支援部隊：中央即応連隊本部管理中隊整備小隊（2017年（平成29年）3月27日）
- 備考　　：宿営地造成や障害物除去に使用される重機や工具等の装備が増強されている。

## 機関・教導部隊
施設科の教育機関として防衛大臣直轄の陸上自衛隊施設学校（勝田駐屯地）が置かれ、隷下に教導部隊として施設教導隊がある。また、富士教導団にも教育支援施設隊（滝ケ原駐屯地）が編制にあり、部隊訓練評価隊には評価支援隊施設小隊（滝ヶ原駐屯地）が編成されている。

### 施設教導隊
施設教導隊（しせつきょうどうたい）は、陸上自衛隊勝田駐屯地（茨城県ひたちなか市）に駐屯する陸上自衛隊施設学校隷下の教導（施設科）部隊である。
- 車両表示：施教導-X

### 教育支援施設隊
教育支援施設隊（きょういくしえんしせつたい）は、陸上自衛隊滝ヶ原駐屯地（静岡県御殿場市）に駐屯する富士教導団隷下の教導（施設科）部隊である。
- 車両表示：教施

### 部隊訓練評価隊評価支援隊施設小隊
部隊訓練評価隊評価支援隊施設小隊（ぶたいくんれんひょうかたいひょうかしえんたいしせつしょうたい）は、陸上自衛隊北富士駐屯地（山梨県南都留郡忍野村）に駐屯する訓練支援部隊隷下の施設科部隊である。
- 車両表示：評支-本

### 陸上自衛隊施設学校
陸上自衛隊施設学校（りくじょうじえいたいしせつがっこう）は、陸上自衛隊勝田駐屯地（茨城県ひたちなか市）に所在する防衛大臣直轄の機関（学校）である。施設科隊員（工兵）の教育を担当している。
- 車両表示：施校

## 沿革
警察予備隊時代
- 1951年（昭和26年）
  - 5月1日：

  1. 第1施設大隊が豊川駐屯地において編成完結。第1管区隊に隷属。
  2. 第2施設大隊が美幌駐屯地において編成完結。第2管区隊に隷属。
  3. 第3施設大隊が善通寺駐屯地において編成完結。第3管区隊に隷属。
  4. 第4施設大隊が鹿屋駐屯地において編成完結。第4管区隊に隷属。

  - 11月25日：第504建設大隊が福知山駐屯地で新編。
- 1952年（昭和27年）
  - 1月5日：第510施設大隊が福知山駐屯地から豊川駐屯地に移駐し、第1施設大隊に称号変更、従来の第1施設大隊は第510施設大隊にそれぞれ改編[8]。
  - 1月23日：第3施設大隊が善通寺駐屯地から千僧駐屯地へ移駐。
  - 6月15日：第2施設大隊が美幌駐屯地から千歳駐屯地へ移駐（臨時千歳部隊編成）。
  - 7月7日：第4施設大隊が鹿屋駐屯地から竹松駐屯地に移駐。
  - 10月6日：第2施設大隊が千歳駐屯地から旭川駐屯地へ移駐。

保安隊時代
- 1952年（昭和27年）
  - 10月15日：独立第1施設群本部が勝田駐屯地で新編。
  - 10月：施設教育隊が鹿屋駐屯地で新編。
  - 11月22日：

  1. 第530施設大隊が勝田駐屯地で編成完結。
  2. 第531施設大隊が舞鶴駐屯地で編成完結。
  3. 第532施設大隊が金沢市で編成完結。
  4. 第533施設大隊が舞鶴駐屯地で編成完結。
  5. 第535施設大隊が施設教育隊を廃止改編し、鹿屋駐屯地で編成完結。

  - 12月10日：独立第1施設群本部および本部中隊が勝田駐屯地から南恵庭駐屯地に移駐。

- 1953年（昭和28年）
  - 2月16日：第533施設大隊が舞鶴駐屯地から幌別駐屯地へ移駐。
  - 2月25日：第531施設大隊が舞鶴駐屯地から久居駐屯地へ移駐。
  - 2月28日：第532施設大隊が金沢駐屯地から岩見沢駐屯地へ移駐。
  - 3月9日：第500建設群が松戸駐屯地から豊川駐屯地に移駐。第500建設群長が豊川駐屯地部隊長に職務指定。
  - 12月10日：第535施設大隊が鹿屋駐屯地から小郡駐屯地に移駐。
- 1954年（昭和29年）2月15日：第1施設大隊が南古河駐屯地に移駐。

陸上自衛隊の発足
- 1954年（昭和29年）
  - 7月1日：

  1. 独立第1施設群（南恵庭駐屯地）が第1施設群に称号変更。
  2. 第500建設群（豊川駐屯地）が第1建設群に称号変更。第1建設群長が豊川駐屯地司令に職務指定。編成（本部中隊、3個建設大隊、1個施設重器材隊、2個ダンプ車両中隊）
  3. 第504建設大隊（福知山駐屯地）が第101建設大隊に称号変更。
  4. 第530施設大隊（勝田駐屯地）が第101施設大隊に称号変更。
  5. 第532施設大隊（岩見沢駐屯地）が第102施設大隊に称号変更。第1施設群に編合。
  6. 第533施設大隊（幌別駐屯地）が第103施設大隊に称号変更。第1施設群に編合。
  7. 第104施設大隊を南恵庭駐屯地で新編。第1施設群に編合。
  8. 第531施設大隊（久居駐屯地）が第105施設大隊に称号変更。
  9. 第535施設大隊（小郡駐屯地）が第106施設大隊に称号変更。

  - 9月10日：第102建設大隊が豊川駐屯地で新編。朝霞駐屯地に移駐。
  - 9月25日：

  1. 第5施設大隊が帯広駐屯地において編成完結。第5管区隊に隷属。
  2. 第6施設大隊が南古河駐屯地において編成完結。第6管区隊に隷属。
  3. 第2施設群が小郡駐屯地で新編。第106施設大隊を隷下に編合。
  4. 第101測量大隊が第502測量中隊（福知山駐屯地）と第565地図中隊（舞鶴駐屯地）を統合し、旧立川駐屯地（現：東立川駐屯地）で新編。

  - 10月：第107施設大隊が勝田駐屯地で新編。
  - 10月27日：

  1. 第101建設大隊が福知山駐屯地から豊川駐屯地に移駐。
  2. 第103建設大隊が豊川駐屯地で新編。

  - 12月22日：第6施設大隊が南古河駐屯地から福島駐屯地に移駐。
- 1955年（昭和33年）1月25日：第7混成団編成により、第7施設大隊が南恵庭駐屯地において編成完結し、真駒内駐屯地へ移駐。
- 1956年（昭和31年）
  - 1月25日：

  1. 第8混成団編成により、第8施設大隊が竹松駐屯地において編成完結。
  2. 第101施設大隊が施設教導大隊に勝田駐屯地で改編。
  3. 第108施設大隊が小郡駐屯地で新編され、第2施設群に編合。

  - 4月1日：第108施設大隊が小郡駐屯地から小倉駐屯地 に移駐。
- 1957年（昭和32年）
  - 2月20日：第9混成団編成により、第9施設大隊（本部管理中隊・第1施設中隊・第2施設中隊）が福島駐屯地において編成完結。
  - 2月21日：第9施設大隊が第9混成団に隷属。
  - 3月5日：第9施設大隊が福島駐屯地から八戸駐屯地に移駐。
  - 3月26日：第8施設大隊が竹松駐屯地から北熊本駐屯地に移駐。
  - 12月7日：第105施設大隊が久居駐屯地から神町駐屯地へ移駐。
- 1958年（昭和33年）6月26日：第10混成団編成により、第10施設大隊（本部管理中隊・第1施設中隊・第2施設中隊）が千僧駐屯地において編成完結し、大久保駐屯地へ移駐。
- 1960年（昭和35年）
  - 2月17日：第101建設隊が旧立川駐屯地（現在の東立川駐屯地）において新編。第1施設群に編合。
  - 3月15日：

  1. 第1建設群が豊川駐屯地から朝霞駐屯地へ移駐。
  2. 第101建設大隊が中部方面隊に編合。
  3. 第103建設大隊が豊川駐屯地から船岡駐屯地へ移駐。

  - 3月20日：長官直轄部隊の第1建設群（朝霞駐屯地）が東部方面隊に直轄として編合。
  - 3月21日：第10施設大隊が大久保駐屯地から豊川駐屯地に移駐。
  - 8月12日：

  1. 第105施設大隊（神町駐屯地）が第6施設大隊に改編。
  2. 第6施設大隊（福島駐屯地）が第105施設大隊に改編。

施設団の編成
- 1961年（昭和36年）8月17日：

1. 第1建設群（朝霞駐屯地）を母体として第1施設団が朝霞駐屯地で新編され、第102建設大隊、第104建設大隊（朝霞駐屯地）、第107施設大隊などを編合。
2. 第2施設団が仙台駐屯地で新編され、第103建設大隊（船岡駐屯地）・第105施設大隊（福島駐屯地）などを編合。
3. 第3施設団が南恵庭駐屯地で新編され、第1施設群（第102施設大隊～第104施設大隊）、第301パネル橋中隊、第301浮橋中隊などを編合。
4. 第4施設団が大久保駐屯地で新編され、第101建設大隊（豊川駐屯地）、第109施設大隊（善通寺駐屯地）などを編合。
5. 第5施設団が小郡駐屯地で新編され、第2施設群（第106施設大隊、第108施設大隊）などを編合。
6. 第110施設大隊が富士駐屯地で新編され、富士教導隊に隷属。

師団へ改編
- 1962年（昭和37年）
  - 1月18日：

  1. 第1管区隊の第1師団への改編に伴い、第1施設大隊が編成完結。
  2. 第2管区隊の第2師団への改編に伴い、第2施設大隊が編成完結。
  3. 第3管区隊の第3師団への改編に伴い、第3施設大隊が編成完結。
  4. 第5管区隊の第5師団への改編に伴い、第5施設大隊が編成完結。
  5. 第10混成団の第10師団への改編に伴い、第10施設大隊が豊川駐屯地で編成完結し、第3施設中隊を新編。
  6. 第11師団編成に伴い、第11施設大隊が真駒内駐屯地で編成完結。
  7. 第12師団編成に伴い、第12施設大隊が古河駐屯地で編成完結し、新町駐屯地へ移駐。
  8. 第13師団編成に伴い、第13施設大隊が編成完結。他の駐屯地から海田市駐屯地へ移駐 。
  9. 第7施設大隊が真駒内駐屯地から東千歳駐屯地に移駐｡
  10. 第105建設大隊が大久保駐屯地で新編。

  - 3月26日：第104建設大隊が朝霞駐屯地から宇都宮駐屯地に移駐。
  - 8月14日：第107施設大隊の主力3個中隊が高田駐屯地に移駐。
  - 8月15日：

  1. 第4管区隊の第4師団への改編に伴い、第4施設大隊が編成完結。
  2. 第6管区隊の第6師団への改編に伴い、第6施設大隊が福島駐屯地で編成完結。第4施設中隊を廃止。
  3. 第7混成団が第7師団への改編に伴い、第7施設大隊が東千歳駐屯地で編成完結。第7施設大隊給水班は第7補給隊に編成替え｡
  4. 第8混成団の第8師団への改編に伴い、第8施設大隊が編成完結。第3施設中隊を新編。
  5. 第9混成団の第9師団への改編に伴い、第9施設大隊が編成完結。第3施設中隊を新編。
- 1963年（昭和38年）8月10日：第302ダンプ車両中隊が朝霞駐屯地から福島駐屯地に移駐。

- 1964年（昭和39年）
  - 8月1日：第301パネル橋中隊、第301浮橋中隊（南恵庭駐屯地）を廃止し、第301架橋中隊および第302架橋中隊が南恵庭駐屯地で編成完結。
  - 8月12日：第3施設団第302架橋中隊が南恵庭駐屯地から小郡駐屯地に移駐し、第5施設団に編合。

- 1965年 （昭和40年）
  - 7月：第110施設大隊が富士駐屯地から滝ヶ原駐屯地に移駐。
  - 8月3日：第110施設大隊が富士教導団に隷属。
- 1966年（昭和41年）
  - 2月21日：第108施設大隊が小倉駐屯地から飯塚駐屯地に移駐。
  - 4月1日：第101建設隊（第1施設群隷下）が廃止。
- 1968年（昭和43年）8月9日：第107施設大隊の1個中隊が高田駐屯地に移駐。
- 1967年（昭和42年）3月10日：第10施設大隊が豊川駐屯地から春日井駐屯地へ移駐。
- 1970年（昭和45年）3月10日：第6師団の甲師団化に伴い、第6施設大隊に第4施設中隊を再編。
- 1971年（昭和46年）10月20日：第102建設大隊が朝霞駐屯地から座間分屯地へ移駐。
- 1972年（昭和47年）8月1日：

1. 第102建設大隊を基幹として第3施設群が座間分屯地で新編。第301ダンプ車両中隊（座間分屯地）を第3施設群に編合。
2. 第104建設大隊を基幹として第4施設群が宇都宮駐屯地で新編。第308ダンプ車両中隊（宇都宮駐屯地）を第4施設群に編合。
3. 第107施設大隊を基幹として第5施設群が高田駐屯地で新編。第309ダンプ車両中隊（高田駐屯地）を第5施設群に編合。
4. 第101施設器材隊を朝霞駐屯地で新編。

- 1973年（昭和48年）
  - 3月27日：

  1. 第101建設大隊を基幹として第6施設群が豊川駐屯地で新編。第310ダンプ車両中隊（豊川駐屯地）を第6施設群に編合。
  2. 第105建設大隊を基幹として第7施設群が大久保駐屯地で新編。第307ダンプ車両中隊（大久保駐屯地）を第7施設群に編合。
  3. 第109施設大隊を基幹として第8施設群が善通寺駐屯地で新編。第311ダンプ車両中隊（善通寺駐屯地）を第8施設群に編合。
  4. 第102施設器材隊が大久保駐屯地で新編。

  - 8月1日：

  1. 第106施設大隊を基幹として第9施設群が小郡駐屯地で新編。第305ダンプ車両中隊（小郡駐屯地）を第9施設群に編合。
  2. 第108施設大隊を基幹として第2施設群を飯塚駐屯地で再編（施設大隊を隷下に編成していた旧第2施設群を改編）。第306ダンプ車両中隊（飯塚駐屯地）を第2施設群に編合。
  3. 第302架橋中隊を廃止し、第103施設器材隊を小郡駐屯地で新編。
- 1974年（昭和49年）3月26日：

1. 第4施設大隊が竹松駐屯地から大村駐屯地に移駐。
2. 第103建設大隊を基幹として第10施設群が船岡駐屯地で新編。第312ダンプ車両中隊（船岡駐屯地）を第10施設群に編合。
3. 第105施設大隊を基幹として第11施設群が福島駐屯地で新編。第302ダンプ車両中隊（福島駐屯地）を第11施設群に編合。
4. 第104施設器材隊を船岡駐屯地で新編。第105施設大隊、第304施設器材中隊、第305野整備中隊の一部で編成。

- 1976年（昭和51年）3月25日：

1. 第104施設大隊を基幹として第1施設群を第3施設団隷下に南恵庭駐屯地で再編。第303ダンプ車両中隊（南恵庭駐屯地）が第1施設群に編合。
2. 第102施設大隊を基幹として第12施設群が第3施設団隷下に岩見沢駐屯地で新編。第304ダンプ車両中隊（岩見沢駐屯地）を第12施設群に編合。
3. 第103施設大隊を基幹として第13施設群が第3施設団隷下に幌別駐屯地で新編。第313ダンプ車両中隊を幌別駐屯地で新編し第13施設群に編合。

- 1980年（昭和55年）3月25日：第301架橋中隊（南恵庭駐屯地）を廃止・改編し、第105施設器材隊を南恵庭駐屯地に新編。
- 1981年（昭和56年）3月25日：

1. 第7師団の機甲師団への改編に伴い、第7施設大隊第4施設中隊を新編。攻撃支援小隊を廃止。衛生小隊が衛生班に改編｡
2. 第8師団の甲師団化に伴い、第8施設大隊第4施設中隊を新編。
3. 第305ダンプ車両中隊（小郡駐屯地）を第5施設団直轄へ。
4. 第306ダンプ車両中隊（飯塚駐屯地）を廃止。

- 1982年（昭和57年）3月25日：

1. 第303ダンプ車両中隊（南恵庭駐屯地）を第3施設団直轄へ。
2. 第304ダンプ車両中隊（岩見沢駐屯地）および第313ダンプ車両中隊（幌別駐屯地）を廃止。

- 1983年（昭和58年）3月23日：

1. 第302ダンプ車両中隊（福島駐屯地）を廃止。
2. 第312ダンプ車両中隊（船岡駐屯地）を第2施設団直轄へ。

- 1984年（昭和59年）3月26日：

1. 第301ダンプ車両中隊（朝霞駐屯地）を第1施設団直轄に。
2. 第308ダンプ車両中隊（宇都宮駐屯地）および第309ダンプ車両中隊（高田駐屯地）を廃止。

- 1985年（昭和60年）3月25日：

1. 第307ダンプ車両中隊（大久保駐屯地）を第4施設団直轄へ。
2. 第310ダンプ車両中隊（豊川駐屯地）および第311ダンプ車両中隊（善通寺駐屯地）を廃止。
3. 第8施設大隊が北熊本駐屯地から川内駐屯地に移駐。

- 1989年（平成元年）3月24日：

1. 第103施設器材隊に整備中隊を新編。
2. 第104施設器材隊に架橋中隊をパネル橋小隊と浮橋小隊を廃止して新編。

坑道中隊の新編
- 1991年（平成03年）
  - 3月29日：第301坑道中隊を南恵庭駐屯地に新編し、第1施設群に編合。
  - 8月 ：第8施設大隊に第4施設中隊を新編。
- 1992年（平成04年）9月 ：第102施設器材隊隷下の整備中隊を廃止し、特殊器材中隊を新編。
- 1994年（平成06年）3月23日：第3施設大隊が千僧駐屯地から大久保駐屯地へ移駐。
- 1995年（平成07年）3月28日：

1. 第2施設大隊の改編（渡河器材小隊改編）。第2戦車連隊本部管理中隊施設小隊の編成要員を差出。
2. 第101測量大隊（東立川駐屯地）を廃止・改編し、中央地理隊を東立川駐屯地で新編。電子地図中隊を新編し、4個施設中隊編成となる。

- 1996年（平成  8年）3月29日：第302坑道中隊を岩見沢駐屯地に新編。

旅団の編成・施設中隊の機能別改編
- 1999年（平成11年） 3月29日：

1. 第13施設大隊（海田市駐屯地）を廃止し、第13施設中隊に縮小改編。
2. 第8施設群（善通寺駐屯地）を廃止し、第305施設隊に改編。
3. 第11施設群の施設中隊を機能別に改編。

- 2000年（平成12年）3月28日：

1. 第13施設群の施設中隊を機能別に改編。
2. 第304坑道中隊を飯塚駐屯地に新編し、第2施設群に編合。
3. 第103施設器材隊隷下の整備中隊を廃止し、特殊器材中隊を新編。
4. 第105施設器材隊の整備部門を北部方面後方支援隊第101施設直接支援大隊に移管。

- 2001年（平成13年）
  - 3月2日：

  1. 第101施設器材隊、第301ダンプ車両中隊が朝霞駐屯地から古河駐屯地に移駐。
  2. 第1施設大隊が古河駐屯地から朝霞駐屯地に移駐。

  - 3月26日：

  1. 第12施設大隊（新町駐屯地）が廃止。
  2. 第3施設群（座間分屯地）が廃止。

  - 3月27日：

  1. 第1施設大隊の整備部門を第1後方支援連隊第1整備大隊施設整備隊へ移管。
  2. 第12師団の旅団化に伴い、第12施設中隊が新町駐屯地で新編。
  3. 第4施設群の施設中隊を機能別に改編。
- 2002年（平成14年）
  - 3月26日：第110施設大隊（滝ケ原駐屯地）を廃止。
  - 3月27日：

  1. 教育支援施設隊を滝ケ原駐屯地で新編。
  2. 第101施設器材隊の整備部門を東部方面後方支援隊第102施設直接支援大隊に移管。
  3. 評価支援隊施設小隊を滝ヶ原駐屯地に新編。
- 2003年（平成15年）3月27日：

1. 第2施設群の施設中隊を機能別に改編。
2. 第103施設器材隊の整備部門を西部方面後方支援隊第103施設直接支援大隊に移管。

- 2004年（平成16年）
  - 3月28日：

  1. 第6施設群の施設中隊を機能別に改編。
  2. 第102施設器材隊の整備部門を中部方面後方支援隊第104施設直接支援大隊に移管。

  - 3月29日：

  1. 第1施設群（南恵庭駐屯地）を廃止。
  2. 第301坑道中隊（南恵庭駐屯地）を第13施設群に編合。
  3. 第5師団の旅団化に伴い第5施設大隊（帯広駐屯地）を廃止し、第5施設中隊へ縮小改編。整備部門を第5後方支援隊第1整備中隊施設整備小隊へ移管。第5戦車隊へ施設小隊要員を異動。
  4. 第10施設大隊第4施設中隊（即応予備中隊）を新編。第10施設大隊の整備部門を第10後方支援連隊第1整備大隊へ移管。
  5. 第1空挺団施設隊を廃止し、第1空挺団施設中隊に改編。
- 2005年（平成17年）
  - 3月28日：第9施設群の施設中隊を機能別に改編。
  - 3月：第7施設大隊に施設作業車装備。
- 2006年（平成18年）3月27日：

1. 第104施設器材隊の本部付隊特殊器材小隊を廃止し、特殊器材中隊を新編。
2. 第104施設器材隊の整備部門を東北方面後方支援隊第105施設直接支援大隊に移管。
3. 第7施設群の施設中隊を機能別に改編。
4. 第2混成団施設隊（高知駐屯地）を廃止し、第14施設中隊に改編。

- 2007年（平成19年）
  - 1月9日：中央地理隊が防衛省への昇格に伴い防衛大臣直轄部隊となる。
  - 3月27日：中央地理隊（東立川駐屯地）が中央情報隊地理情報隊への改編に伴い廃止。
  - 3月28日：防衛大臣直轄の中央地理隊が中央情報隊隷下の地理情報隊として東立川駐屯地において編成完結。新たに地誌中隊を新編し、5個中隊編成となる[9]。
- 2008年（平成20年）3月26日：

1. 第3施設団（南恵庭駐屯地）を廃止し、北部方面施設隊に改編。
2. 第13施設群（幌別駐屯地）を廃止し、第13施設隊に改編され、第12施設群とともに北部方面施設隊に編合。
3. 第301坑道中隊が北部方面施設隊直轄となる[10]。
4. 第11師団の第11旅団への改編に伴い第11施設大隊（真駒内駐屯地）を廃止し、第11施設中隊へ縮小改編。

- 2010年（平成22年）
  - 3月25日：第303坑道中隊（船岡駐屯地）を廃止。
  - 3月26日：

  1. 第2施設大隊を改編し、器材小隊を交通小隊へ改称。
  2. 第9施設大隊第4施設中隊を廃止。第9施設大隊の整備部門を第9後方支援連隊第1整備大隊施設整備隊へ移管。本部管理中隊器材小隊を交通小隊に改称。
  3. 第15旅団への改編に伴い第301施設中隊（那覇駐屯地）を廃止し、第15施設中隊に改編。
  4. 第10施設群の施設中隊を機能別に改編。
  5. 地理情報隊が情報科職種の創設に伴い、施設科部隊から情報科部隊に変更される。
- 2011年（平成23年）4月22日：

1. 第1施設大隊第4施設中隊を廃止。
2. 第2施設大隊改編。第4施設中隊、教育班廃止、特定中隊改編。
3. 第5旅団の総合近代化旅団への改編に伴い、第5施設中隊（帯広駐屯地）が廃止され、第5戦車大隊本部管理中隊から施設小隊の移管を受け第5施設隊へ改編。

- 2012年 （平成24年）3月26日：第14施設中隊（高知駐屯地）を廃止し、徳島駐屯地に移駐し第14施設隊に改編。
- 2013年 （平成25年）3月26日：第12施設中隊（新町駐屯地）を廃止し、第12施設隊に改編。
- 2014年 （平成26年） 3月26日：

1. 第7師団改編に伴い、第7施設大隊第4施設中隊を常備自衛官の部隊へ改編。
2. 第9施設大隊の改編に伴い、交通小隊を改編。
3. 第10施設大隊の第4施設中隊（即応予備中隊）を廃止。
4. 第11施設中隊（真駒内駐屯地）を廃止し、第11施設隊に改編。
5. 第13施設中隊（海田市駐屯地）を廃止し、第13施設隊に改編。

- 2015年 （平成27年）3月26日：第8施設大隊改編に伴い、本部管理中隊渡河器材小隊を改編。
- 2016年 （平成28年）
  - 2月：第7施設大隊に07式機動支援橋を装備。
  - 3月28日：第5施設群の施設中隊を機能別に改編。
- 2017年（平成29年）3月27日：

1. 中央即応連隊施設中隊を宇都宮駐屯地で新編。
2. 北部方面施設隊（南恵庭駐屯地）を廃止し、第3施設団を再編。
3. 第12施設群の施設中隊を機能別に改編。
4. 第13施設隊（幌別駐屯地）を廃止し、第13施設群を再編。
5. 第14施設群が上富良野駐屯地で新編。
6. 第301坑道中隊が南恵庭駐屯地から上富良野駐屯地に移駐し、第14施設群に編合。

- 2018年 （平成30年）
  - 3月26日：第8施設大隊第4施設中隊を廃止（要員の一部を水陸機動団施設中隊へ異動）。
  - 3月27日：

  1. 第4施設大隊、第5施設団の一部と第8施設大隊の1個施設中隊を基幹として水陸機動団施設中隊を相浦駐屯地で編成。
  2. 第10施設群の第301水際障害中隊（船岡駐屯地）が第2施設団直轄となる。
- 2022年（令和04年）3月17日：第15施設中隊（那覇駐屯地）を廃止し、第15施設隊に改編[11][12]。
- 2023年（令和05年）3月16日：第5施設隊改編。第1施設中隊を帯広駐屯地に、第2施設中隊を鹿追駐屯地に新編し配置。

全坑道中隊の廃止
- 2024年（令和06年）3月20日：

1. 第301坑道中隊（上富良野駐屯地）が廃止。
2. 第302坑道中隊（岩見沢駐屯地）が廃止。
3. 第304坑道中隊（飯塚駐屯地）が廃止。
4. 施設教導隊施設器材中隊坑道小隊（勝田駐屯地）が廃止。

## 廃止された施設科部隊

### 第101測量大隊（廃止）
第101測量大隊（だいいちまるいちそくりょうだいたい）は、東立川駐屯地に駐屯していた防衛庁長官直轄の施設科部隊である。1995年（平成7年）3月27日に廃止された。
詳細は、「中央地理隊」参照。

### 中央地理隊（廃止）
中央地理隊（ちゅうおうちりたい）は、東立川駐屯地に駐屯していた防衛大臣直轄の施設科部隊である。2007年（平成19年）3月27日に廃止された。
詳細は、「中央地理隊」参照。

### 建設大隊（廃止）
建設大隊（けんせつだいたい）は、1954年（昭和29年）7月1日に陸上自衛隊の発足時に編成された施設科部隊である。
第101建設大隊から1962年（昭和37年）1月に編成された第105建設大隊まで5個大隊が独立施設部隊として編成された。逐次施設群へと改編され1974年（昭和49年）3月に全て廃止されている。
建設大隊（廃止）の一覧
- 第501建設大隊：詳細不明
- 第502建設大隊：詳細不明
- 第503建設大隊：詳細不明
- 第504建設大隊：1954年 （昭和29年）6月30日、第101建設大隊（金沢駐屯地）に名称変更。
- 第101建設大隊：1973年（昭和48年）3月27日、第6施設群（豊川駐屯地）に改編。
- 第102建設大隊：1972年（昭和47年）8月1日、第3施設群（座間分屯地）に改編。
- 第103建設大隊：1974年（昭和49年）3月26日、第10施設群（船岡駐屯地）に改編。
- 第104建設大隊：1972年（昭和47年）8月1日、第4施設群（宇都宮駐屯地）に改編。
- 第105建設大隊：1973年（昭和48年）3月27日、第7施設群（大久保駐屯地）に改編。

### 建設群（廃止）
建設群（けんせつぐん）は、複数の建設大隊からなる施設科部隊である。
第500建設群およびその後継の第1建設群があった。第1建設群は1972年に第1施設団へと改編されている。

### 方面施設隊（廃止）
- 北部方面施設隊（南恵庭駐屯地）北部方面隊：1個施設群、1個施設隊基幹。2017年（平成29年）3月26日廃止。第3施設団に再編。
- 第13施設隊（幌別駐屯地）北部方面施設隊：第13施設群を縮小改編。2017年（平成29年）3月26日廃止。第13施設群に再編。

### 地区施設隊（廃止）
地区施設隊（ちくしせつたい）は、中隊規模程度（60人から70人）の編成の施設科部隊である。
各方面隊に配置された。第301地区施設隊から第325地区施設隊まで25個の地区施設隊が編成されたが逐次廃止、施設中隊へ改編された。
詳細は、「地区施設隊」参照。

### パネル橋中隊（廃止）
第301パネル橋中隊（だいさんまるいちパネルきょうちゅうたい）は、陸上自衛隊南恵庭駐屯地に駐屯していた第3施設団隷下の施設科部隊である。1964年（昭和39年）7月に廃止された。
- 創設（地）：不明（南恵庭駐屯地）
- 上級部隊：第3施設団（1961年（昭和36年）8月17日編合）
- 廃止（地）：1964年（昭和39年）7月31日（南恵庭駐屯地）
- 後継部隊：第301架橋中隊、第302架橋中隊
- 沿　　革：
  - 1961年（昭和36年）8月17日：第3施設団が南恵庭駐屯地において編成完結。第301パネル橋中隊を編合。
  - 1964年（昭和39年）8月1日：第301パネル橋中隊が廃止。

### 浮橋中隊（廃止）
第301浮橋中隊（だいさんまるいちふきょうちゅうたい）は、陸上自衛隊南恵庭駐屯地に駐屯していた第3施設団隷下の施設科部隊である。1964年（昭和39年）7月に廃止された。
- 創設（地）：不明（南恵庭駐屯地）
- 上級部隊：第3施設団（1961年（昭和36年）8月17日編合）
- 廃止（地）：1964年（昭和39年）7月31日（南恵庭駐屯地）
- 後継部隊：第301架橋中隊、第302架橋中隊
- 沿　　革：
  - 1961年（昭和36年）8月17日：第3施設団が南恵庭駐屯地において編成完結。第301浮橋中隊を編合。
  - 1964年（昭和39年）8月1日：第301浮橋中隊が廃止。

### 架橋中隊（廃止）
架橋中隊（かきょうちゅうたい）は、施設団隷下の施設科部隊である。施設器材隊の基幹部隊となって廃止された。
架橋中隊の一覧
- 第301架橋中隊（南恵庭駐屯地）第3施設団：1980年（昭和55年）3月23 日廃止。
- 第302架橋中隊（小郡駐屯地）第5施設団：1973年（昭和48年）7月31日廃止。

第301架橋中隊（だいさんまるいちかきょうちゅうたい）は、陸上自衛隊南恵庭駐屯地に駐屯していた第3施設団隷下の施設科部隊である。1980年（昭和55年）3月に廃止された。
第3施設団隷下の第301パネル橋中隊及び第301浮橋中隊を廃止し、第301架橋中隊と第302架橋中隊の2個中隊に南恵庭駐屯地で再編された。1980年（昭和55年）3月に第301架橋中隊は廃止され第105施設器材隊に改編された。
- 改編部隊：第301パネル橋中隊、第301浮橋中隊
- 創設　　：1964年（昭和39年）8月1日
- 編成地　：南恵庭駐屯地
- 隊旗　　：えび茶の中隊旗（甲）
- 上級部隊：第3施設団
- 廃止　　：1980年（昭和55年）3月23 日
- 廃止地　：南恵庭駐屯地）
- 後継部隊：第105施設器材隊
- 沿　　革：
  - 1964年（昭和39年）8月1日：第301パネル橋中隊、第301浮橋中隊を廃止し、第301架橋中隊及び第302架橋中隊が編成完結。
  - 1980年（昭和55年）3月24 日：第301架橋中隊を廃止し、第105施設器材隊に改編。

第302架橋中隊（だいさんまるにかきょうちゅうたい）は、陸上自衛隊小郡駐屯地に駐屯していた第5施設団隷下の施設科部隊である。1973年（昭和48年）7月に廃止された。
第3施設団隷下の第301パネル橋中隊及び第301浮橋中隊を廃止し、第301架橋中隊と第302架橋中隊の2個中隊に南恵庭駐屯地で再編された。1964年（昭和39年）8月に小郡駐屯地へ移駐し第5施設団隷下となり、1973年（昭和48年）7月に第302架橋中隊は廃止され第103施設器材隊に改編された。
- 改編部隊：第301パネル橋中隊、第301浮橋中隊
- 創設　　：1964年（昭和39年）8月1日
- 編成地　：南恵庭駐屯地）
- 隊旗　　：えび茶の中隊旗（甲）
- 駐屯地　：
  1. 1964年（昭和39年）8月1日：南恵庭駐屯地
  2. 1964年（昭和39年）8月12日：小郡駐屯地
- 上級部隊：第5施設団
- 廃止　　：1973年（昭和48年）7月31日
- 廃止地　：小郡駐屯地
- 後継部隊：第103施設器材隊

### 建設隊（廃止）
第101建設隊（だいいちまるいちけんせつたい）は、陸上自衛隊第1施設群隷下の鉄道部隊である。1966年4月1日に廃止された。
詳細は、「第101建設隊」を参照。

### 施設器材中隊（廃止）
施設器材中隊（しせつきざいちゅうたい）は、各種施設器材を多数装備し、各種施設作業を行うほか、他の施設中隊を増援を任務としていた施設科部隊である。
全部で13個中隊が施設群隷下に編成されたが、機能別編成改編に伴い、施設群のナンバー施設中隊へと逐次改編された。編成は、中隊本部、81式自走架柱橋を装備する架橋小隊および各種施設器材を装備する施設器材小隊からなる。なお、施設教導隊には、名称として施設器材中隊が残っているが、編成が異なり、中隊本部、交通小隊、ダンプ車両班および特殊器材小隊からなる。
施設器材中隊の一覧
- 第301施設器材中隊（座間分屯地）第3施設群：
- 第302施設器材中隊（南恵庭駐屯地）第1施設群：
- 第303施設器材中隊（小郡駐屯地）第9施設群：
- 第304施設器材中隊（船岡駐屯地）第10施設群：
- 第305施設器材中隊（大久保駐屯地）第7施設群：
- 第306施設器材中隊（宇都宮駐屯地）第4施設群：
- 第307施設器材中隊（高田駐屯地）第5施設群：
- 第308施設器材中隊（豊川駐屯地）第6施設群：
- 第309施設器材中隊（善通寺駐屯地）第8施設群：
- 第310施設器材中隊（飯塚駐屯地）第2施設群：
- 第311施設器材中隊（福島駐屯地）第11施設群：
- 第312施設器材中隊（岩見沢駐屯地）第12施設群：
- 第313施設器材中隊（幌別駐屯地）第13施設群：

施設器材中隊の概要
第301施設器材中隊（だいさんまるいちしせつきざいちゅうたい）は、陸上自衛隊座間分屯地に駐屯していた第3施設群隷下の施設科部隊で2001年（平成13年）3月26日に廃止された。
- 創設　　：
- 編成地　：

- 部隊長　：3等陸佐
- 隊旗　　：えび茶の中隊旗（甲）
- 車両表示：301施器
- 駐屯地　：座間分屯地
- 上級部隊：

1. 第3施設群：1972年（昭和47年）8月1日から

- 廃止　　：2001年（平成13年）3月26日
- 廃止地　：座間分屯地
- 備考　　：

第302施設器材中隊（だいさんまるにしせつきざいちゅうたい）は、陸上自衛隊南恵庭駐屯地に駐屯していた第1施設群隷下の施設科部隊で2004年（平成16年）3月29日に廃止された。
- 創設　　：
- 編成地　：南恵庭駐屯地

- 部隊長　：3等陸佐
- 隊旗　　：えび茶の中隊旗（甲）
- 車両表示：302施器
- 上級部隊：

1. 第1施設群：1976年（昭和51年）3月25日から

- 廃止　　：2004年（平成16年）3月29日
- 廃止地　：南恵庭駐屯地
- 備考　　：

第303施設器材中隊（だいさんまるさんしせつきざいちゅうたい）は、陸上自衛隊小郡駐屯地に駐屯していた第9施設群隷下の施設科部隊で1991年（平成3年）3月29日に廃止された。
- 創設　　：
- 編成地　：

- 部隊長　：3等陸佐
- 隊旗　　：えび茶の中隊旗（甲）
- 車両表示：303施器
- 駐屯地　：小郡駐屯地

- 上級部隊：

1. 第9施設群：1974年（昭和49年）3月26日から

- 廃止　　：1991年（平成3年）3月29日
- 廃止地　：小郡駐屯地
- 後継部隊：
- 備考　　：

第304施設器材中隊（だいさんまるよんしせつきざいちゅうたい）は、陸上自衛隊船岡駐屯地に駐屯していた第10施設群隷下の施設科部隊で2010年（平成22年）3月25日に第385施設中隊へ改編された。
- 創設　　：1961年（昭和36年）8月17日
- 編成地　：福島駐屯地

- 部隊長　：3等陸佐
- 隊旗　　：えび茶の中隊旗（甲）
- 車両表示：304施器
- 駐屯地　：

1. 福島駐屯地：1961年（昭和36年）8月17日から
2. 船岡駐屯地：1962年（昭和37年）8月から

- 上級部隊：

1. 第2施設団：1961年（昭和36年）8月17日から
2. 第10施設群：1974年（昭和49年）3月26日から

- 廃止　　：船岡駐屯地
- 廃止地　：2010年（平成22年）3月25日
- 後継部隊：第385施設中隊
- 備考　　：

第305施設器材中隊（だいさんまるごしせつきざいちゅうたい）は、陸上自衛隊大久保駐屯地に駐屯していた第7施設群隷下の施設科部隊で2006年（平成18年）3月26日に廃止された。
- 創設　　：
- 編成地　：

- 部隊長　：3等陸佐
- 隊旗　　：えび茶の中隊旗（甲）
- 車両表示：305施器
- 上級部隊：

1. 第7施設群：1974年（昭和49年）3月26日から

- 廃止　　：2006年（平成18年）3月26日
- 廃止地　：大久保駐屯地
- 後継部隊：
- 備考　　：

第306施設器材中隊（だいさんまるろくしせつきざいちゅうたい）は、陸上自衛隊宇都宮駐屯地に駐屯していた第4施設群隷下の施設科部隊で2001年（平成13年）3月25日に廃止された。
- 創設　　：
- 編成地　：

- 部隊長　：3等陸佐
- 隊旗　　：えび茶の中隊旗（甲）
- 車両表示：306施器
- 上級部隊：

1. 第4施設群：1972年（昭和47年）8月1日から

- 廃止　　：2001年（平成13年）3月25日
- 廃止地　：宇都宮駐屯地
- 後継部隊：
- 備考　　：

第307施設器材中隊（だいさんまるななしせつきざいちゅうたい）は、陸上自衛隊高田駐屯地に駐屯していた第5施設群隷下の施設科部隊で2016年（平成28年）3月27日に廃止された。
- 創設　　：
- 編成地　：

- 部隊長　：3等陸佐
- 隊旗　　：えび茶の中隊旗（甲）
- 車両表示：307施器
- 上級部隊：

1. 第5施設群：1972年（昭和47年）8月1日から

- 廃止　　：2016年（平成28年）3月27日
- 廃止地　：高田駐屯地
- 後継部隊：
- 備考　　：

第308施設器材中隊（だいさんまるはちしせつきざいちゅうたい）は、陸上自衛隊豊川駐屯地に駐屯していた第6施設群隷下の施設科部隊で2004年（平成16年）3月26日に廃止された。
- 創設　　：
- 編成地　：

- 部隊長　：3等陸佐
- 隊旗　　：えび茶の中隊旗（甲）
- 車両表示：308施器
- 上級部隊：

1. 第6施設群：1973年（昭和48年）3月27日から

- 廃止　　：2004年（平成16年）3月26日
- 廃止地　：豊川駐屯地
- 後継部隊：
- 備考　　：

第309施設器材中隊（だいさんまるきゅうしせつきざいちゅうたい）は、陸上自衛隊善通寺駐屯地に駐屯していた第8施設群隷下の施設科部隊で1999年（平成11年）3月29日に廃止された。
- 創設　　：
- 編成地　：

- 部隊長　：3等陸佐
- 隊旗　　：えび茶の中隊旗（甲）
- 車両表示：309施器
- 上級部隊：

1. 第6施設群：1973年（昭和48年）3月27日から

- 廃止　　：1999年（平成11年）3月29日
- 廃止地　：善通寺駐屯地
- 後継部隊：
- 備考　　：

第310施設器材中隊（だいさんまるじゅうしせつきざいちゅうたい）は、陸上自衛隊飯塚駐屯地に駐屯していた第2施設群隷下の施設科部隊で2003年（平成15年）3月26日に廃止された。
- 創設　　：
- 編成地　：

- 部隊長　：3等陸佐
- 隊旗　　：えび茶の中隊旗（甲）
- 車両表示：310施器
- 上級部隊：

1. 第2施設群：1973年（昭和48年）8月1日から

- 廃止　　：2003年（平成15年）3月26日
- 廃止地　：飯塚駐屯地
- 後継部隊：
- 備考　　：

第311施設器材中隊（だいさんまるじゅういちしせつきざいちゅうたい）は、陸上自衛隊福島駐屯地に駐屯していた第11施設群隷下の施設科部隊で1999年（平成11年）3月28日に廃止された。
- 創設　　：
- 編成地　：

- 部隊長　：3等陸佐
- 隊旗　　：えび茶の中隊旗（甲）
- 車両表示：311施器
- 上級部隊：

1. 第2施設群：1974年（昭和49年）3月26日から

- 廃止　　：1999年（平成11年）3月28日
- 廃止地　：福島駐屯地
- 後継部隊：
- 備考　　：

第312施設器材中隊（だいさんまるじゅうにしせつきざいちゅうたい）は、陸上自衛隊岩見沢駐屯地に駐屯していた第12施設群隷下の施設科部隊で2017年（平成29年）3月26日に廃止された。
- 創設　　：
- 編成地　：

- 部隊長　：3等陸佐
- 隊旗　　：えび茶の中隊旗（甲）
- 車両表示：312施器
- 上級部隊：

1. 第2施設群：1976年（昭和51年）3月25日から

- 廃止　　：2017年（平成29年）3月26日
- 廃止地　：岩見沢駐屯地
- 後継部隊：
- 備考　　：

第313施設器材中隊（だいさんまるじゅうさんしせつきざいちゅうたい）は、陸上自衛隊幌別駐屯地に駐屯していた第13施設群隷下の施設科部隊で2000年（平成12年）3月27日に廃止された。
- 創設　　：
- 編成地　：

- 部隊長　：3等陸佐
- 隊旗　　：えび茶の中隊旗（甲）
- 車両表示：313施器
- 上級部隊：

1. 第2施設群：1976年（昭和51年）3月25日から

- 廃止　　：2000年（平成12年）3月27日
- 廃止地　：幌別駐屯地
- 後継部隊：
- 備考　　：

施設器材中隊の沿革
- 1961年（昭和36年）8月17日：第304施設器材中隊が朝霞駐屯地に新編され、第2施設団に編合。
- 1962年（昭和37年）8月：第304施設器材中隊が朝霞駐屯地から船岡駐屯地に移駐[13]。
- 1972年（昭和47年）8月1日：第301施設器材中隊（座間分屯地）が第3施設群に編合。
- 1973年（昭和48年）8月1日：第303施設器材中隊（小郡駐屯地）が第9施設群に編合。
- 1974年（昭和49年）3月26日：

1. 第304施設器材中隊（船岡駐屯地）が第10施設群に編合。
2. 第311施設器材中隊が福島駐屯地に新編され、第11施設群に編合。

- 1976年（昭和51年）3月25日：

1. 第302施設器材中隊（南恵庭駐屯地）が第1施設群に編合。
2. 第313施設器材中隊（幌別駐屯地）が第13施設群に編合。

- 1991年（平成3年）3月29日：第303施設器材中隊（小郡駐屯地）を廃止。
- 1999年（平成11年）3月28日：

1. 第311施設器材中隊（福島駐屯地）を廃止。
2. 第309施設器材中隊（善通寺駐屯地）が廃止。

- 2000年（平成12年）3月27日：第313施設器材中隊（幌別駐屯地）が廃止。
- 2001年（平成13年）3月25日：

1. 第301施設器材中隊（座間分屯地）を廃止。
2. 第306施設器材中隊（宇都宮駐屯地）を廃止。

- 2003年（平成15年）3月26日：第310施設器材中隊（飯塚駐屯地）を廃止
- 2004年（平成16年）3月26日：

1. 第302施設器材中隊（南恵庭駐屯地）を廃止。
2. 第308施設器材中隊（豊川駐屯地）を廃止。

- 2006年（平成18年）3月26日：第305施設器材中隊（大久保駐屯地）を廃止。
- 2010年（平成22年）3月25日：第304施設器材中隊（船岡駐屯地）を廃止。
- 2016年（平成28年）3月28日：第307施設器材中隊（高田駐屯地）を廃止。
- 2017年（平成29年）3月27日：第312施設器材中隊（岩見沢駐屯地）を廃止。

### 旅団施設中隊（廃止）
旅団施設中隊（りょだんしせつちゅうたい）は、陸上自衛隊の旅団直轄の施設科部隊である。施設科職種の隊員で編成される。師団から旅団への縮小編成にともない施設大隊から施設中隊へと縮小改編された。
旅団施設中隊（廃止）の一覧
- 第5施設中隊（帯広駐屯地）第5旅団
- 第11施設中隊（真駒内駐屯地）第11旅団
- 第12施設中隊（新町駐屯地）第12旅団
- 第13施設中隊（海田市駐屯地）第13旅団
- 第14施設中隊（徳島駐屯地）第14旅団
- 第15施設中隊（那覇駐屯地）第15旅団

第5施設中隊（だいごしせつちゅうたい）は、陸上自衛隊帯広駐屯地（北海道帯広市）に駐屯していた第5旅団隷下の施設科部隊で、2011年（平成23年）4月22日に第5施設隊へ改編された。
詳細は、「第5施設隊」を参照。
第11施設中隊（だいじゅういちしせつちゅうたい）は、陸上自衛隊真駒内駐屯地（北海道札幌市南区）に駐屯していた陸上自衛隊第11旅団隷下の施設科部隊で、2014年（平成26年）3月26日に第11施設隊に改編された。
詳細は、「第11施設大隊」を参照。
第12施設中隊（だいじゅうにしせつちゅうたい）は、陸上自衛隊新町駐屯地に駐屯していた第12旅団隷下の施設科部隊で、2013年（平成25年）3月26日に第12施設隊にへ改編された。
詳細は、「第12施設大隊」を参照。
第13施設中隊（だいじゅうさんしせつたい）は、陸上自衛隊海田市駐屯地（広島県安芸郡海田町）に駐屯していた第13旅団隷下の施設科部隊で、2014年（平成26年） 3月26日に第13施設隊へ改編された。
詳細は、「第13施設隊」を参照。
第14施設中隊（だいじゅうよんしせつちゅうたい）は、陸上自衛隊徳島駐屯地（徳島県阿南市）に駐屯していた第14旅団隷下の施設科部隊で、2012年（平成24年）3月26日に第14施設隊へ改編された。
詳細は、「第14施設隊 」を参照。
第15施設中隊（だいじゅうごしせつちゅうたい）は、陸上自衛隊那覇駐屯地（沖縄県那覇市）に駐屯していた第15旅団隷下の施設科部隊で、2022年（令和4年）3月16日に第15施設隊へ改編された。
詳細は、「第15施設隊」を参照。

### 坑道中隊（廃止）
坑道中隊（こうどうちゅうたい）は、坑道掘削装置を装備・運用していた陸上自衛隊の施設科部隊で2024年（令和6年）3月20日までにすべての中隊が廃止された。
陸上自衛隊では有事の際、地対艦ミサイル、自走榴弾砲、多連装ロケットシステムMLRSといった重特科火力を、トンネル状の坑道型陣地から運用することを想定していたため施設科部隊には、坑道掘削の専門部隊が編成されていた。1991年（平成3年）3月から第301から第304坑道中隊の4個中隊が編成されたが2010年（平成22年）3月に第303坑道中隊が廃止され、北部方面隊に2個中隊、西部方面隊に1個中隊の計3個中隊が配置されているほかに施設教導隊の施設器材中隊に坑道小隊が編成されていて学生に対して教育訓練が行われていた。2024年（令和6年）3月20日に残る3個中隊および坑道小隊がすべて廃止された。
1個セットは、坑道掘削装置、コンクリート吹付装置およびロックボルト機で構成されていた。
母性保護の観点から、坑道中隊は女性自衛官の職種開放が行われていなかった。
坑道中隊等の一覧
- 第301坑道中隊（上富良野駐屯地）第3施設団第14施設群：北部方面隊
- 第302坑道中隊 (岩見沢駐屯地) 第3施設団第12施設群：北部方面隊
- 第303坑道中隊（船岡駐屯地）第2施設団：東北方面隊
- 第304坑道中隊 (飯塚駐屯地)第5施設団第2施設群：西部方面隊
- 施設教導隊施設器材中隊坑道小隊（勝田駐屯地）施設学校：大臣直轄部隊（東部方面隊管内に駐屯）

坑道中隊等の編成
- 中隊本部
- 設計小隊
- 坑道小隊：坑道掘削装置、コンクリート吹付装置およびロックボルト機

第301坑道中隊（だいさんまるいちこうどうちゅうたい）は、坑道掘削装置等を装備し陸上自衛隊上富良野駐屯地に駐屯していた第14施設群隷下の施設科部隊で2024年（令和6年）3月20日に廃止された。
- 創設　　：1991年（平成3年）3月29日
- 編成地　：南恵庭駐屯地

- 部隊長　：3等陸佐
- 隊旗　　：えび茶の中隊旗（甲）
- 車両表示：

1. 301坑：1991年（平成3年）3月29日
2. 北施-301抗：2008年（平成20年）3月26日から
3. 14施群-301坑：2017年（平成29年）3月27日から

- 主要装備：坑道掘削装置、コンクリート吹付装置およびロックボルト機
- 駐屯地　：

1. 南恵庭駐屯地：1991年（平成3年）3月29日から
2. 上富良野駐屯地：2017年（平成29年）3月27日から

- 上級部隊：

1. 第1施設群：1991年（平成3年）3月29日から
2. 第13施設群：2004年（平成16年）3月29日から
3. 北部方面施設隊：2008年（平成20年）3月26日から
4. 第14施設群：2017年（平成29年）3月27日から

- 廃止　　：2024年（令和6年）3月20日
- 廃止地　：上富良野駐屯地
- 備考　　：

第302坑道中隊（だいさんまるにこうどうちゅうたい）は、坑道掘削装置等を装備し陸上自衛隊岩見沢駐屯地に駐屯していた第12施設群隷下の施設科部隊で2024年（令和6年）3月20日に廃止された。 
- 創設　　：1996年（平成8年）3月29日
- 編成地　：岩見沢駐屯地
- 部隊長　：3等陸佐
- 隊旗　　：えび茶の中隊旗（甲）
- 車両表示：302坑
- 主要装備：坑道掘削装置、コンクリート吹付装置およびロックボルト機
- 上級部隊：第12施設群

- 廃止　　：2024年（令和6年）3月20日
- 廃止地　：岩見沢駐屯地
- 備考　　：

第303坑道中隊（だいさんまるさんこうどうちゅうたい）は、坑道掘削装置等を装備し陸上自衛隊船岡駐屯地に駐屯していた第2施設団直轄の施設科部隊で2010年 （平成22年）3月25日に廃止された。
- 創設　　：1998年（平成10年） 3月26日
- 編成地　：船岡駐屯地
- 部隊長　：3等陸佐
- 隊旗　　：えび茶の中隊旗（甲）
- 車両表示：303坑
- 主要装備：坑道掘削装置、コンクリート吹付装置およびロックボルト機
- 上級部隊：第2施設団

- 廃止　　：2010年 （平成22年）3月25日
- 廃止地　：船岡駐屯地
- 備考　　：

第304坑道中隊（だいさんまるよんこうどうちゅうたい）は、坑道掘削装置等を装備し陸上自衛隊飯塚駐屯地に駐屯していた第2施設群隷下の施設科部隊で2024年（令和6年）3月20日に廃止された。
- 創設　　：2000年（平成12年）3月28日
- 編成地　：飯塚駐屯地
- 部隊長　：3等陸佐
- 隊旗　　：えび茶の中隊旗（甲）
- 車両表示：304坑
- 主要装備：坑道掘削装置、コンクリート吹付装置およびロックボルト機
- 上級部隊：第2施設群

- 廃止　　：2024年（令和6年）3月20日
- 廃止地　：飯塚駐屯地
- 備考　　：

施設教導隊施設器材中隊坑道小隊（しせつきょうどうたいしせつきざいちゅうたいこうどうしょうたい）は、坑道掘削装置等を装備し陸上自衛隊勝田駐屯地に駐屯していた施設教導隊施設器材中隊隷下の教導（施設科）部隊で2024年（令和6年）3月20日に廃止された。
- 創設　　：時期不明
- 編成地　：勝田駐屯地
- 部隊長　：
- 車両表示：施教-施器
- 主要装備：坑道掘削装置、コンクリート吹付装置およびロックボルト機
- 上級部隊：施設教導隊施設器材中隊

- 廃止　　：2024年（令和6年）3月20日
- 廃止地　：勝田駐屯地
- 備考　　：

坑道中隊等の沿革
- 時期不明：坑道小隊を勝田駐屯地に新編し、施設教導隊施設器材中隊に編合。
- 1991年（平成03年）3月29日：第301坑道中隊を南恵庭駐屯地に新編し、第1施設群に編合。
- 1996年（平成08年）3月29日：第302坑道中隊を岩見沢駐屯地に新編し、第12施設群に編合。
- 1998年（平成10年） 3月26日：第303坑道中隊を船岡駐屯地に新編し、第10施設群に編合。
- 2000年（平成12年）3月28日：第304坑道中隊を飯塚駐屯地に新編し、第2施設群に編合。
- 2004年（平成16年）3月29日：第1施設群廃止により第301坑道中隊（南恵庭駐屯地）が第13施設群に編合。
- 2008年（平成20年）3月26日：第13施設群第301坑道中隊（南恵庭駐屯地）が北部方面施設隊直轄へ。
- 2010年（平成22年）3月25日：第303坑道中隊（船岡駐屯地）が廃止。
- 2017年（平成29年）3月27日：第301坑道中隊が南恵庭駐屯地から上富良野駐屯地に移駐し、第14施設群に編合。
- 2024年（令和06年）3月20日：

1. 第301坑道中隊（上富良野駐屯地）が廃止。
2. 第302坑道中隊（岩見沢駐屯地）が廃止。
3. 第304坑道中隊（飯塚駐屯地）が廃止。
4. 施設教導隊施設器材中隊坑道小隊（勝田駐屯地）が廃止。

### 野整備部隊（廃止）
方面施設野整備隊
- 北部方面施設野整備隊本部（苗穂分屯地）：1964年 （昭和39年）3月24日北部方面武器隊に編合。廃止時期不明。
- 東部方面施設野整備隊（古河駐屯地）：1960年 （昭和35年）から1972年（昭和47年）まで。 詳細不明。[14]。

施設野整備隊
- 第301施設野整備隊（苗穂分屯地）：1964年 （昭和39年）3月24日北部方面武器隊に編合。廃止時期不明。
- 第302施設野整備隊（苗穂分屯地）：1964年 （昭和39年）3月24日北部方面武器隊に編合。3月25日苗穂分屯地から南恵庭駐屯地に移駐。廃止時期不明。
- 第303施設野整備隊（苗穂分屯地）：1964年 （昭和39年）3月24日北部方面武器隊に編合。3月25日苗穂分屯地から旭川駐屯地に移駐。廃止時期不明。
- 第304～第316施設野整備隊：詳細不明。
- 第317施設野整備隊（健軍駐屯地）：1964年 （昭和39年）3月26日：第317施設野整備隊が健軍駐屯地から小郡駐屯地へ移駐。 1976年 （昭和51年）3月25日廃止。